# Liste der Biografien/Fle
Liste der Biografien |
Portal Biografien |
Personensuche
# |
A |
B |
C |
D |
E |
F |
G |
H |
I |
J |
K |
L |
M |
N |
O |
P |
Q |
R |
S |
T |
U |
V |
W |
X |
Y |
Z |
?
 
Fa |
Fe |
Ff |
Fh |
Fi |
Fj |
Fk |
Fl |
Fm |
Fn |
Fo |
Fr |
Ft |
Fu |
Fy
 
Fla |
Fle |
Fli |
Flj |
Flo |
Flu |
Fly
Die Liste der Biografien führt alle Personen auf, die in der deutschsprachigen Wikipedia einen Artikel haben. Dieses ist eine Teilliste mit 992 Einträgen von Personen, deren Namen mit den Buchstaben „Fle“ beginnt.

## Fle

### Flea
- Flea (* 1962), US-amerikanischer Bassist, Musiker und SchauspielerFlea (* 1962)

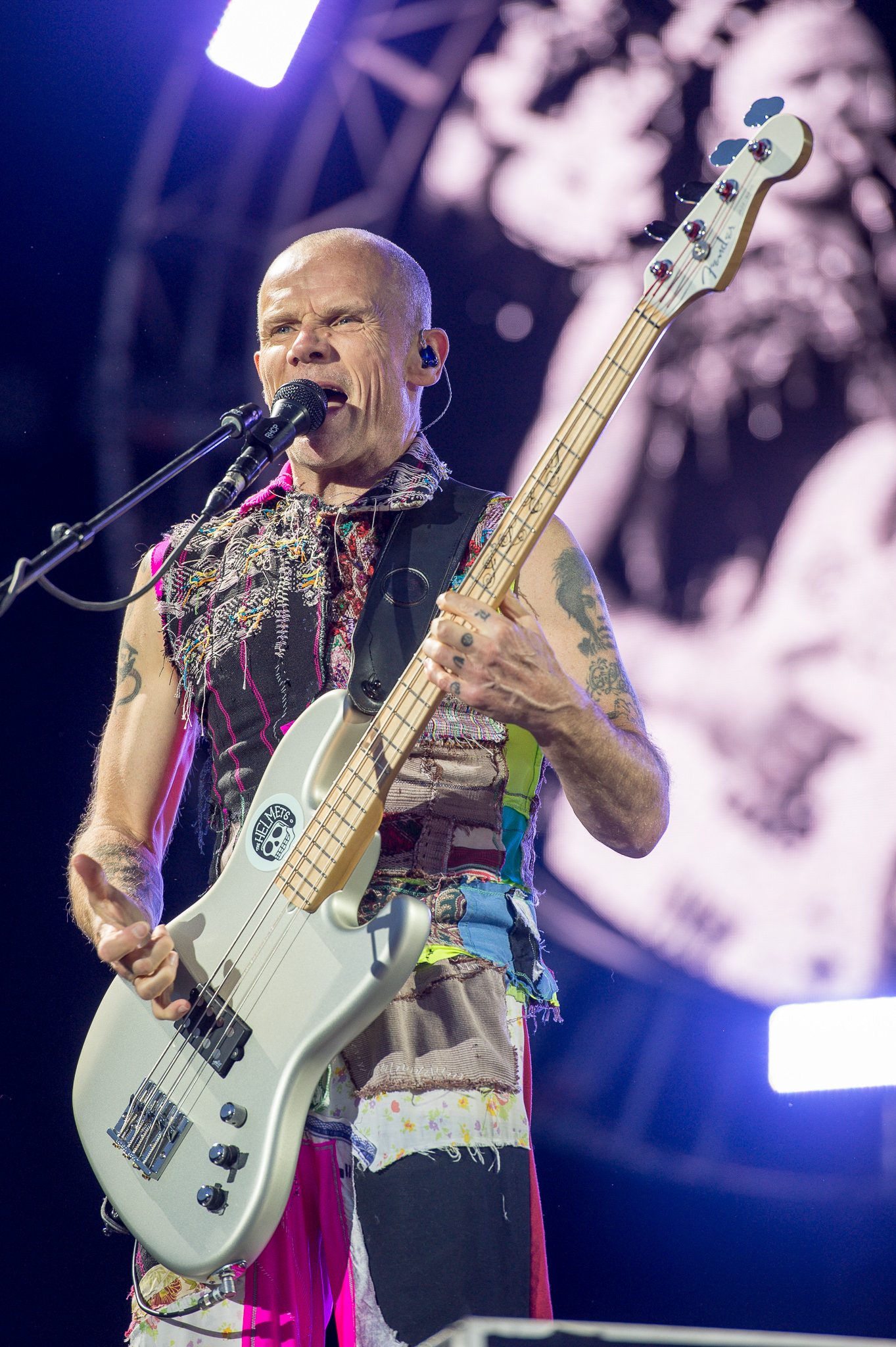
Flea (* 1962)

- Fleagle, Brick (1906–1992), US-amerikanischer Jazzgitarrist und Arrangeur
- Fleagle, John G. (* 1948), US-amerikanischer Paläontologe
- Flear, Glenn (* 1959), englischer Schachgroßmeister

### Fleb
- Flebbe, Else, deutsche Eiskunstläuferin
- Flebbe, Farina (* 1994), deutsche Schauspielerin
- Flebbe, Fritz (1893–1929), deutscher Maler und Grafiker
- Flebbe, Hans-Joachim (* 1951), deutscher Unternehmer, Gründer der CinemaxX AG
- Flebbe, Hermann (1886–1968), deutscher Historiker
- Flebbe, Justus Daniel († 1727), evangelischer Theologe
- Flebbe, Lucie (* 1977), deutsche Autorin
- Flebbe, Wilhelm Dietrich Hermann (1755–1837), deutscher Beamter

### Flec
- Flecha, Juan Antonio (* 1977), spanischer Radrennfahrer
- Flecha, Ramón (* 1952), spanischer Soziologe und Hochschullehrer
- Fléchet, Max (1901–1983), französischer Politiker und Senator
- Fléchier, Esprit (1632–1710), französischer Kanzelredner und Schriftsteller
- Flechner, Alejandra (* 1961), argentinische Schauspielerin
- Flechsenhar, Britta-Ann (* 1968), deutsche Jazzsängerin
- Flechsig, Eduard (1864–1944), deutscher Kunsthistoriker und Museumsbeamter
- Flechsig, Emil (1808–1878), deutscher lutherischer Geistlicher, Vater des Hirnforschers und Neuroanatomen Paul Flechsig
- Flechsig, Ernst (1852–1890), deutscher Chemiker und Schachmeister
- Flechsig, Karl-Heinz (1932–2010), deutscher Erziehungswissenschaftler und Hochschullehrer
- Flechsig, Paul (1847–1929), deutscher Psychiater und Hirnforscher
- Flechsig, Robert (1817–1892), deutscher Balneologe
- Flechsig, Werner (1900–1981), deutscher Physiker und Fernsehpionier
- Flechsig, Werner (1908–1988), deutscher Sprach-, Mundart- und Namenforscher
- Flechtenmacher, Alexandru (1823–1898), rumänischer Komponist, Violinist, Dirigent und Lehrer in Moldawien
- Flechtheim, Alfred (1878–1937), deutscher KunsthändlerAlfred Flechtheim (1878–1937)

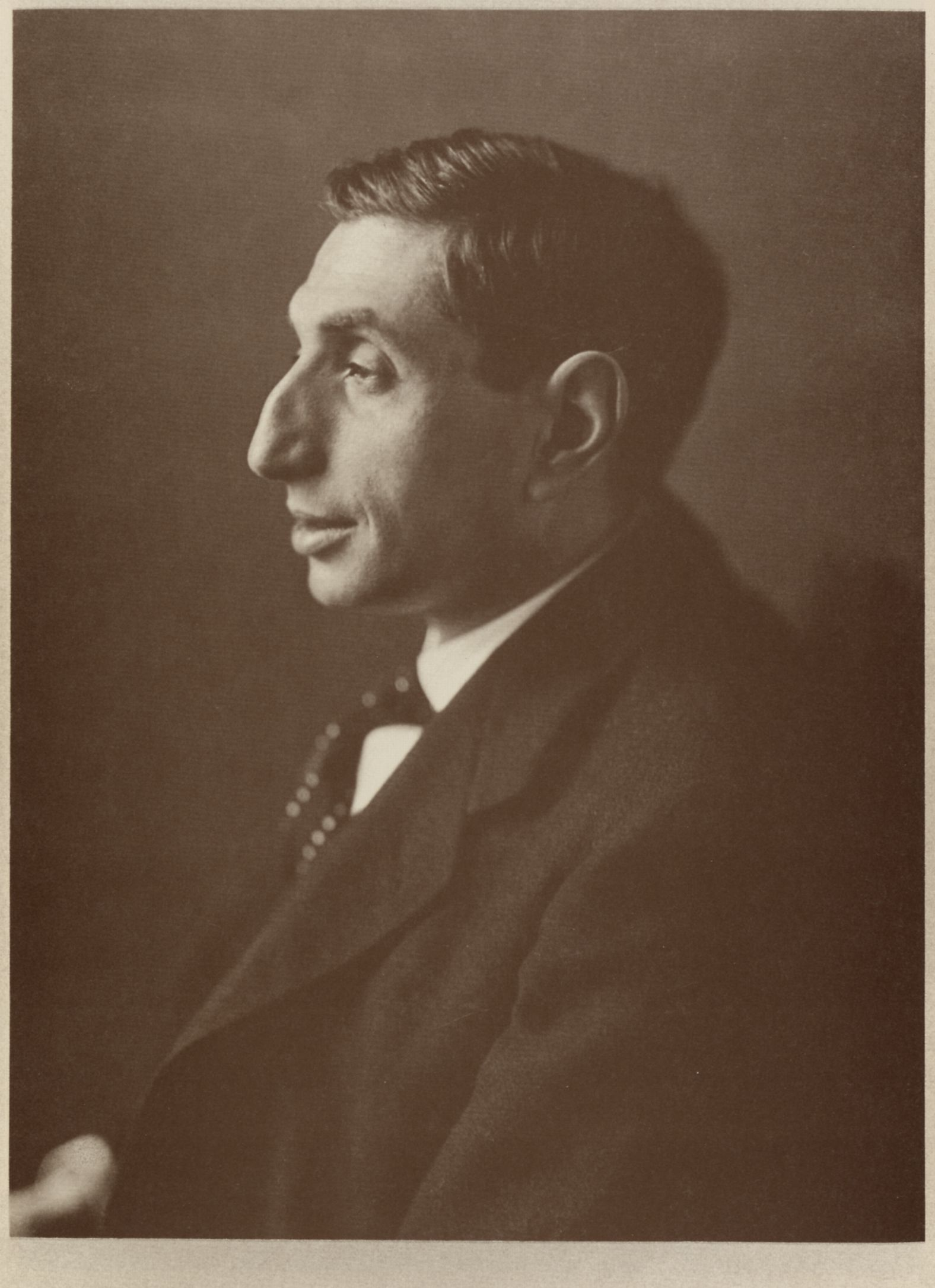
Alfred Flechtheim (1878–1937)

- Flechtheim, Julius (1876–1940), deutscher Jurist und Hochschullehrer
- Flechtheim, Moses (1814–1886), deutscher Großhandelsunternehmer
- Flechtheim, Ossip K. (1909–1998), deutscher Jurist, Politikwissenschaftler und Begründer der Futurologie in Deutschland
- Flechtheim, Walther (1881–1949), deutscher Unterhaltungskünstler, Komiker und Theaterleiter
- Flechtner, Arthur Philipp (1858–1936), preußischer Generalmajor
- Flechtner, Ferdinand Gottlieb (1811–1867), deutscher Textilfabrikant
- Flechtner, Hans Joachim (1902–1980), deutscher Feuilletonist, Kulturkorrespondent und Autor
- Flechtner, Jörg, deutscher Unternehmer und Sportfunktionär
- Flechtner, Lennart (* 1994), deutscher Synchronsprecher
- Flechtner, Marlon (* 1994), deutscher Synchronsprecher
- Flechtner, Otto (1881–1952), deutscher Maler, Karikaturist, Bildhauer, Zeichner, Illustrator, Plakatgestalter
- Flechtner, Peter (* 1963), deutscher Schauspieler und SynchronsprecherPeter Flechtner (* 1963)

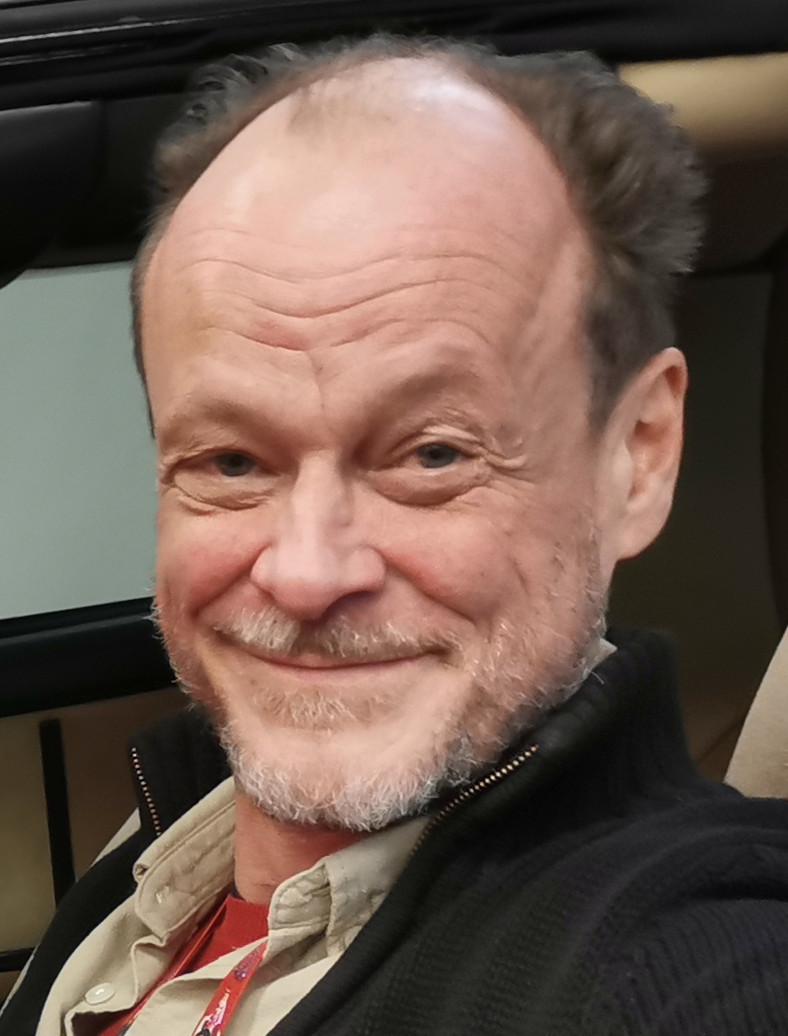
Peter Flechtner (* 1963)

- Flechtner, Thomas (* 1961), Schweizer Fotograf
- Flechtner, Till (* 2002), deutscher Synchronsprecher
- Flecijn, Eddy (* 1962), belgischer Komponist, Akkordeonist und Bandoneonist
- Fleck, Anne (* 1972), deutsche Ärztin und Buchautorin
- Fleck, August (1885–1978), deutscher Politiker, MdR
- Fleck, Béla (* 1958), US-amerikanischer Bluegrass- und Jazz-MusikerBéla Fleck (* 1958)

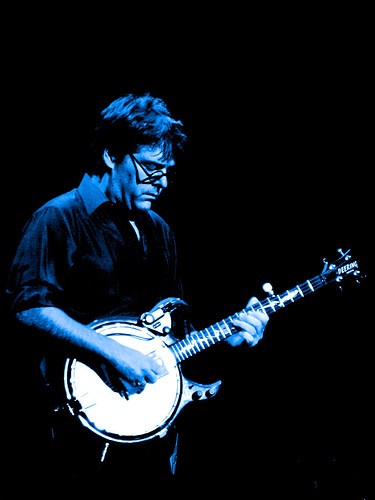
Béla Fleck (* 1958)

- Fleck, Bertram (* 1949), deutscher Politiker (CDU)
- Fleck, Christian (* 1954), österreichischer Soziologe
- Fleck, Dirk C. (* 1943), deutscher Autor und Journalist
- Fleck, Eduard (1804–1879), deutscher Jurist
- Fleck, Fee (* 1932), deutsche Künstlerin
- Fleck, Ferdinand (1757–1801), deutscher Schauspieler
- Fleck, Ferdinand Florens (1800–1849), deutscher evangelischer Theologe
- Fleck, Ferenc (1908–1994), ungarischer Schachkomponist
- Fleck, Florian H. (1924–1990), schweizerischer Nationalökonom und Medienwissenschaftler
- Fleck, Franz (1909–1995), deutscher Facharzt für Haut- und Geschlechtskrankheiten und Rektor der Universität Rostock
- Fleck, Franz Ludwig (1824–1899), Bischof von Metz
- Fleck, Fritz (1890–1966), deutscher Politiker (SPD), MdL
- Fleck, Georg (1860–1930), deutscher Bauingenieur
- Fleck, Günter (* 1930), deutscher Radrennfahrer
- Fleck, Hans-Georg (* 1953), deutscher Historiker
- Fleck, Helmut (* 1938), deutscher Politiker (Volksabstimmung)
- Fleck, Herbert (* 1941), österreichischer Schriftsteller
- Fleck, Horst (1921–1983), deutscher Schauspieler, Journalist und Hörspielsprecher
- Fleck, Jakob (1881–1953), österreichischer Filmregisseur, Drehbuchautor, Filmproduzent und Kameramann
- Fleck, Johannes (1559–1628), deutscher lutherischer Pfarrer, Superintendent, Hof- und Domprediger
- Fleck, John (* 1951), US-amerikanischer Schauspieler und Performance-KünstlerJohn Fleck (* 1951)

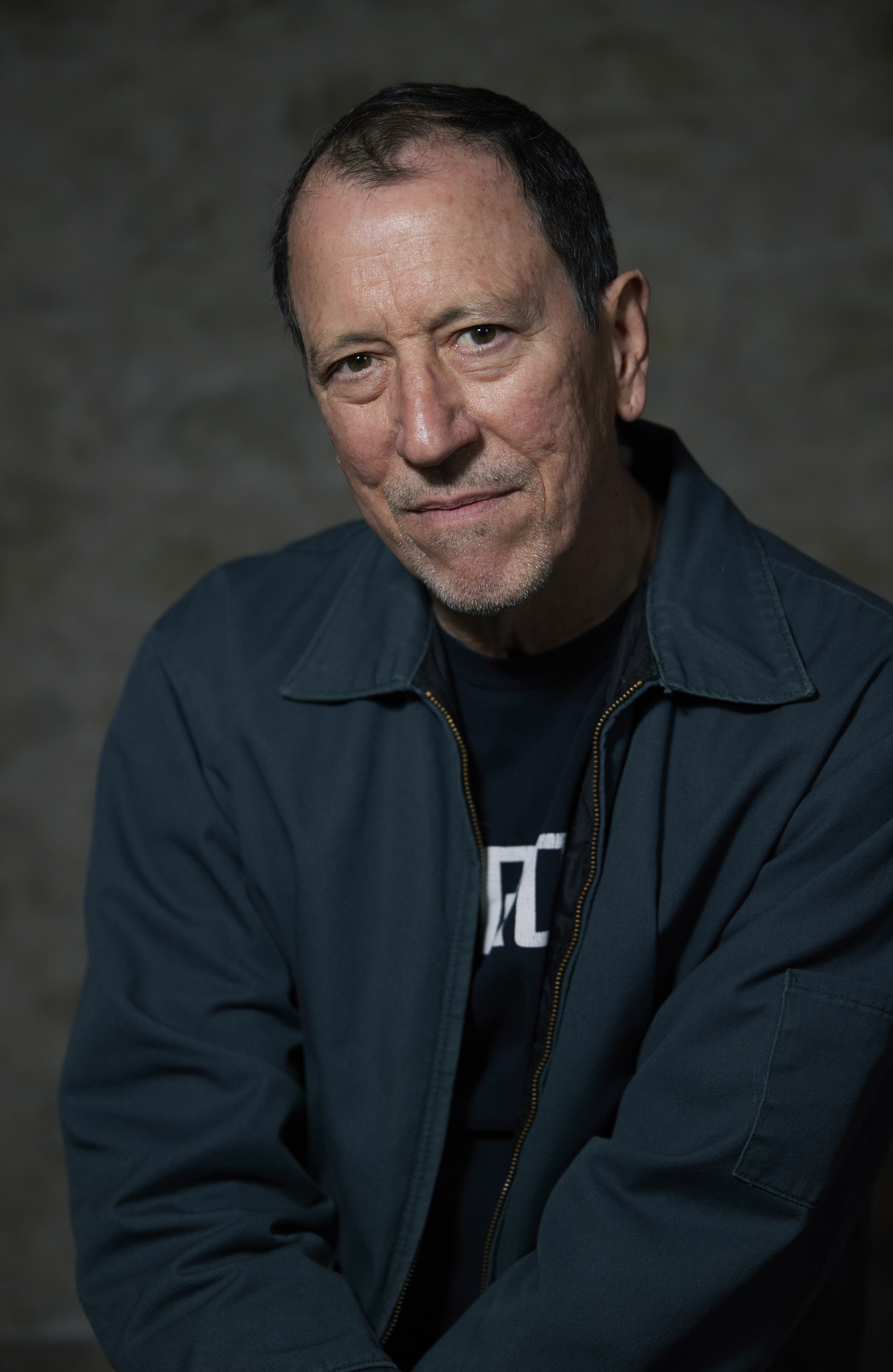
John Fleck (* 1951)

- Fleck, John (* 1991), schottischer Fußballspieler
- Fleck, Jürgen (* 1960), deutscher Schachspieler
- Fleck, Jutta (* 1946), deutsches Opfer der SED-Diktatur
- Fleck, Karl Anton (1928–1983), österreichischer Künstler
- Fleck, Konrad, mittelhochdeutscher Dichter
- Fleck, Ludwik (1896–1961), polnischer Mikrobiologe, Mediziner und Erkenntnistheoretiker
- Fleck, Luise, deutsche Hockeysportlerin
- Fleck, Luise (1873–1950), österreichische Filmregisseurin
- Fleck, Matthaeus (1524–1592), Mediziner in Berlin
- Fleck, Michael (* 1981), deutscher Fußballspieler
- Fleck, Mike (* 1973), US-amerikanischer Politiker
- Fleck, Otto Julius (1902–1960), deutscher expressionistischer Maler und Restaurator
- Fleck, Paul (1859–1921), preußischer General der Infanterie
- Fleck, Pirmin (1897–1957), deutscher Benediktiner-Missionar in Afrika
- Fleck, Pirmina (1894–1966), Benediktiner-Missionarin in Afrika
- Fleck, Ralph (* 1951), deutscher Maler und Hochschullehrer
- Fleck, Regina (* 1937), deutsche Bildhauerin
- Fleck, Robert (* 1957), österreichischer Kunsthistoriker und Kurator
- Fleck, Robert (* 1965), schottischer Fußballspieler
- Fleck, Roland (* 1961), deutscher Manager, Geschäftsführer der NürnbergMesse GroupRoland Fleck (* 1961)

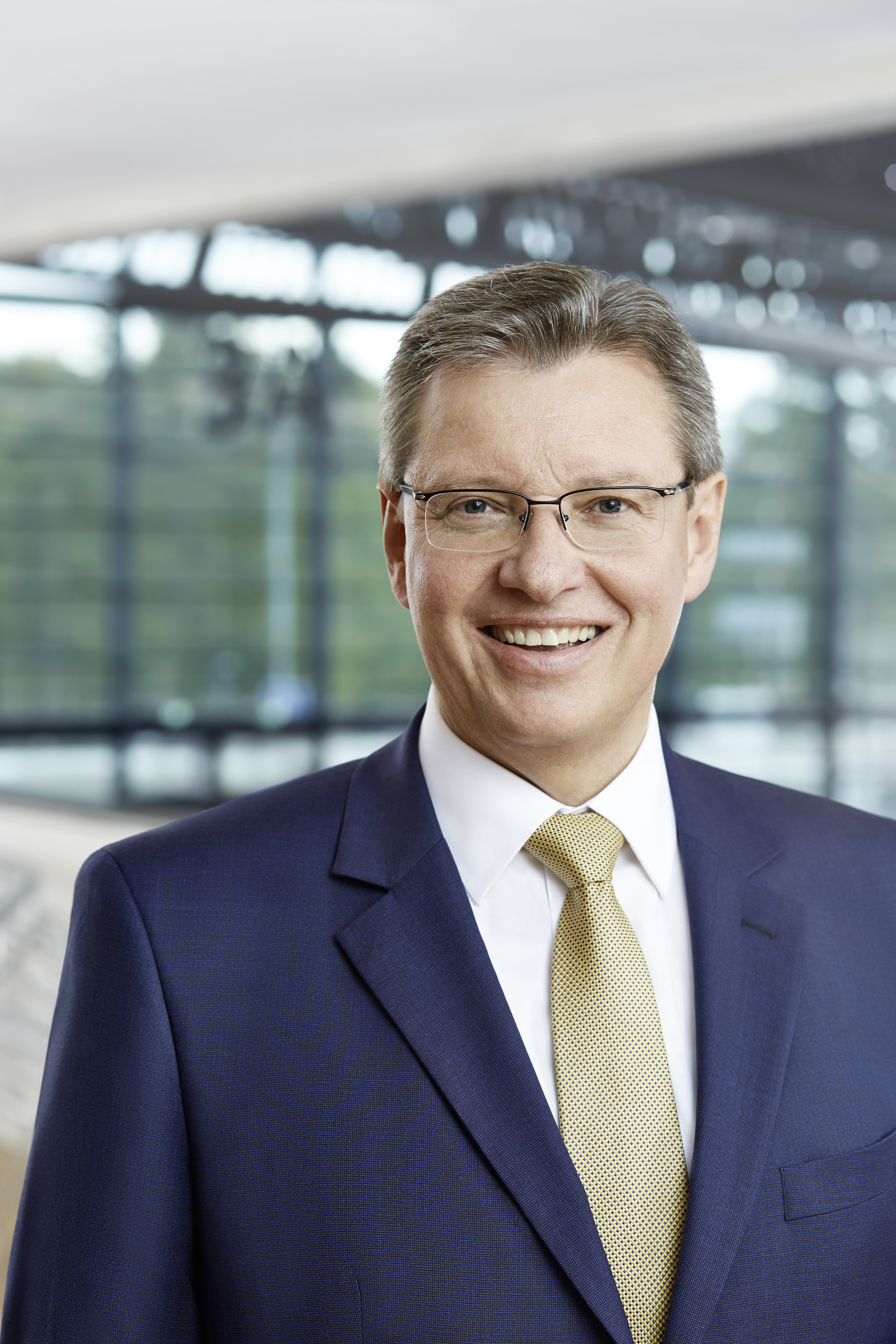
Roland Fleck (* 1961)

- Fleck, Rosemarie (1921–2019), deutsche Politikerin (SPD), MdL
- Fleck, Rudi (1930–2012), deutscher Politiker (SED), Oberbürgermeister von Rostock, Vorsitzender des Rates des Bezirkes Schwerin
- Fleck, Rudolf (1896–1970), deutscher Schauspieler
- Fleck, Rudolf (1908–1985), deutscher Volkswirt
- Fleck, Rudolf (1924–1999), deutscher Emailkünstler
- Fleck, Ryan (* 1976), US-amerikanischer Regisseur, Drehbuchautor und ProduzentRyan Fleck (* 1976)

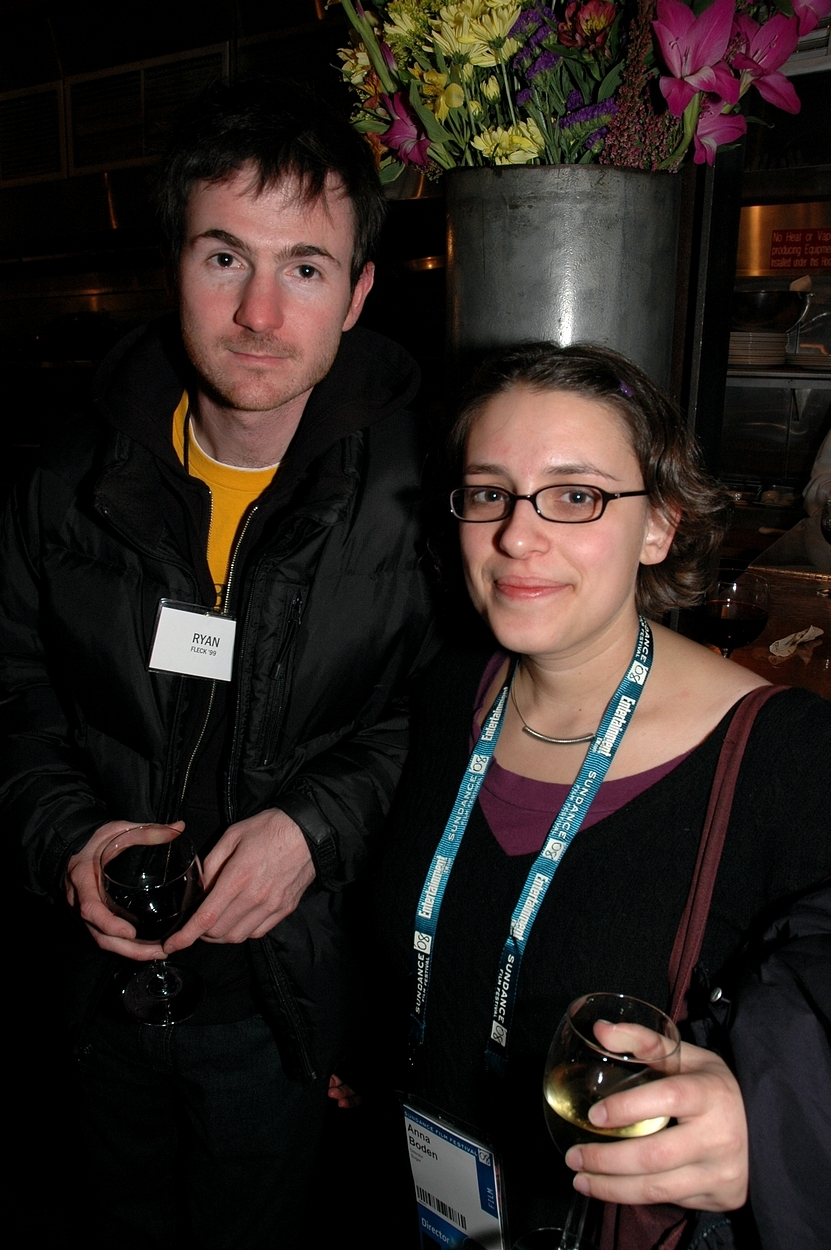
Ryan Fleck (* 1976)

- Fleck, Ulrich (1890–1990), deutscher Psychiater und Neurologe
- Fleck, Vitalis, deutscher Mediziner
- Fleck, Werner (1931–2018), deutscher Politiker (SED); Botschafter der DDR in Österreich und Frankreich
- Fleck, Wilhelm Hugo (1828–1896), deutscher Chemiker
- Fleck, Winfried (* 1937), deutscher Politiker (CSU)
- Fleck, Wolfgang (1879–1939), deutscher General der Infanterie
- Fleck, Zoe (* 2000), US-amerikanische Volleyballspielerin
- Fleck-Bohaumilitzky, Christine (* 1955), österreichische römisch-katholische Theologin, Pastoralreferentin und Supervisorin
- Fleck-Byrne, Rory, irischer Schauspieler
- Flecke-Schiefenbusch, Erna (1905–1944), deutsche Intendantin und Schauspielerin
- Fleckeisen, Alfred (1820–1899), deutscher Gymnasiallehrer und Philologe
- Fleckeles, Eleasar (1754–1826), Rabbiner
- Flecken, Adolf (1889–1966), deutscher Politiker (CDU), MdL
- Flecken, Emil (1890–1981), deutscher Porträt-, Figuren- und Landschaftsmaler
- Flecken, Otto (1860–1925), deutscher Landschafts- und Vedutenmaler, Illustrator und Plakatkünstler
- Flecken, Tina (* 1968), deutsche Übersetzerin
- Fleckenstein, Albrecht (1917–1992), deutscher Pharmakologe und Physiologe
- Fleckenstein, Bernhard (* 1940), deutscher Ministerialbeamter und Militärsoziologe
- Fleckenstein, Bernhard (1944–2021), deutscher Humanmediziner mit dem Schwerpunkt Virologie
- Fleckenstein, Catharina (* 1968), deutsche Schauspielerin und Theaterregisseurin
- Fleckenstein, Franz (1922–1996), deutscher Kirchenmusiker, Komponist, Musikpädagoge und katholischer Priester
- Fleckenstein, Gisela (* 1962), deutsche Historikerin und Archivarin
- Fleckenstein, Günther (1924–2020), deutscher Theaterregisseur und Theaterintendant
- Fleckenstein, Heinz (1907–1995), deutscher katholischer Geistlicher und Hochschullehrer
- Fleckenstein, Joachim Otto (1914–1980), deutsch-schweizerischer Historiker und Mathematiker
- Fleckenstein, Johann II. von († 1426), Bischof von Worms, Domherr in Mainz und Worms, Stiftspropst
- Fleckenstein, Josef (1919–2004), deutscher Historiker
- Fleckenstein, Knut (* 1953), deutscher Politiker (SPD), MdEPKnut Fleckenstein (* 1953)

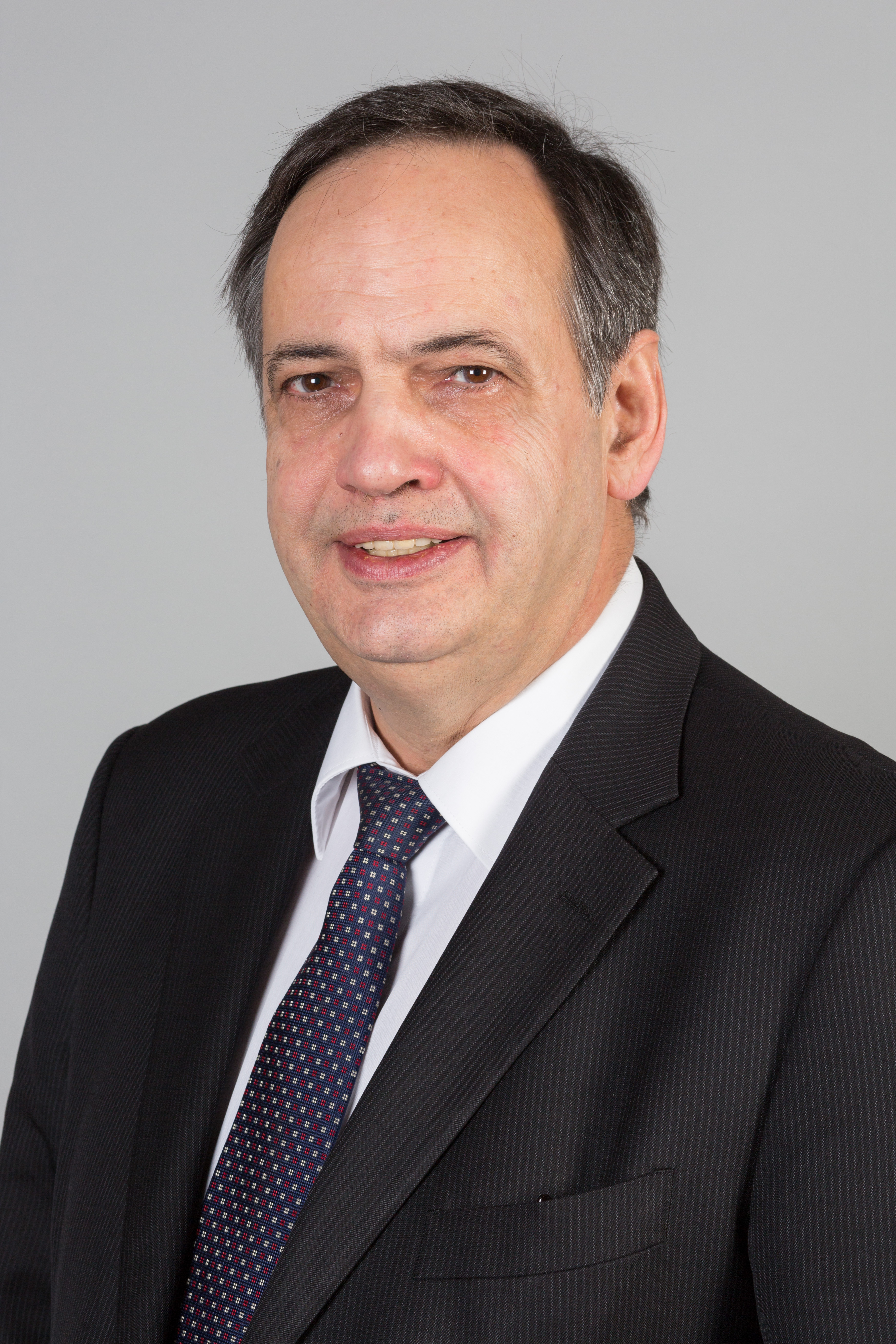
Knut Fleckenstein (* 1953)

- Fleckenstein, Kurt (* 1949), deutscher Landschaftsarchitekt, Land Art-, Objekt- und Installationskünstler
- Fleckenstein, Margit (* 1940), deutsche Rechtsanwältin, Präsidentin der Landessynode der Evangelischen Landeskirche in Baden
- Fleckenstein, Nikolaus (1906–1979), deutscher Gewerkschafter und Politiker (CDU), MdL
- Fleckenstein, Sandra (* 1985), deutsche Schauspielerin
- Fleckenstein, Stefanie (* 1997), kanadische Skirennläuferin
- Fleckenstein, Susanne (* 1982), deutsche Boulespielerin
- Fleckenstein, Viki (* 1955), US-amerikanische Skirennläuferin
- Fleckenstein-Windeck, Heinrich-Jakob von (1636–1720), Freiherr
- Flecker, Florian (* 1995), österreichischer Fußballspieler
- Flecker, James Elroy (1884–1915), britischer Autor und Diplomat
- Flecker, Jörg (* 1959), österreichischer Sozialwissenschaftler
- Flecker, Kurt (* 1947), österreichischer Landespolitiker (SPÖ)
- Flecker, Manuel (* 1978), deutscher Klassischer Archäologe
- Fleckh, Johann (1822–1876), österreichischer Politiker
- Fleckhaus, Willy (1925–1983), deutscher Designer und Journalist
- Fleckinger, Angelika (* 1970), italienische Prähistorikerin und Museumsleiterin (Südtirol)
- Fleckl, Anita (* 1967), österreichische Politikerin (SPÖ), Abgeordnete zum Nationalrat
- Fleckl, Rainer, österreichischer Investigativjournalist
- Fleckner, Andreas M. (* 1980), deutscher Rechtswissenschaftler, Hochschullehrer
- Fleckner, Johannes (1911–2003), deutscher katholischer Theologe
- Fleckner, Uwe (* 1961), deutscher Kunsthistoriker
- Fleckseder, Hellmut (1943–2018), österreichischer Bauingenieur
- Fleckstein, Tobias (* 1999), deutscher Fußballspieler
- Flecy, Arnould (* 1933), belgischer Radrennfahrer

### Fled
- Fleddermann, Michael (* 1970), deutscher Schauspieler
- Fleder, Gary (* 1965), US-amerikanischer Regisseur und Produzent

### Flee
- Fleege-Althoff, Fritz (1886–1945), deutscher Wirtschaftswissenschaftler
- Fleeger, George Washington (1839–1894), US-amerikanischer Politiker
- Fleeman, Dan (* 1982), britischer Radrennfahrer
- Fleener, Coby (* 1988), US-amerikanischer American-Football-Spieler
- Fleer, Fritz (1921–1997), deutscher Bildhauer
- Fleer, Jürgen (* 1957), deutscher Fußballspieler
- Fleer, Klaus (* 1955), deutscher Politiker (SPD), MdL
- Fleer, Victoria (* 1979), deutsche Schauspielerin und Sängerin
- Fleermann, Bastian (* 1978), deutscher Historiker und Volkskundler
- Fleet, Frederick (1887–1965), Ausguck auf der RMS TitanicFrederick Fleet (1887–1965)

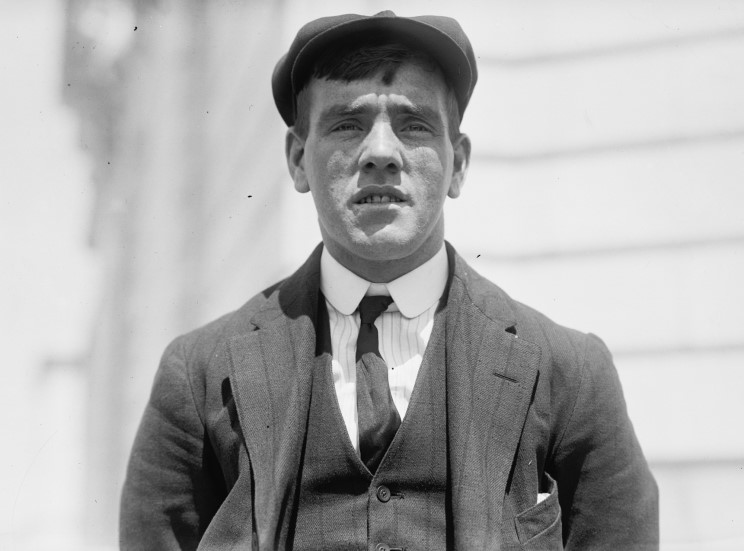
Frederick Fleet (1887–1965)

- Fleet, James (* 1952), britischer Schauspieler
- Fleet, Mike (* 1938), britischer Mittelstreckenläufer
- Fleeting, Jim (* 1955), schottischer Fußballspieler und -trainer
- Fleeting, Julie (* 1980), schottische Fußballspielerin
- Fleetwood, Charles († 1692), englischer Politiker und Soldat
- Fleetwood, Folke (1890–1949), schwedischer Diskuswerfer
- Fleetwood, Frederick G. (1868–1938), US-amerikanischer Politiker
- Fleetwood, Harald Gustaf (1879–1960), schwedischer Heraldiker und Reichsherold
- Fleetwood, Kate (* 1972), britische Schauspielerin
- Fleetwood, Mick (* 1947), britischer RockmusikerMick Fleetwood (* 1947)

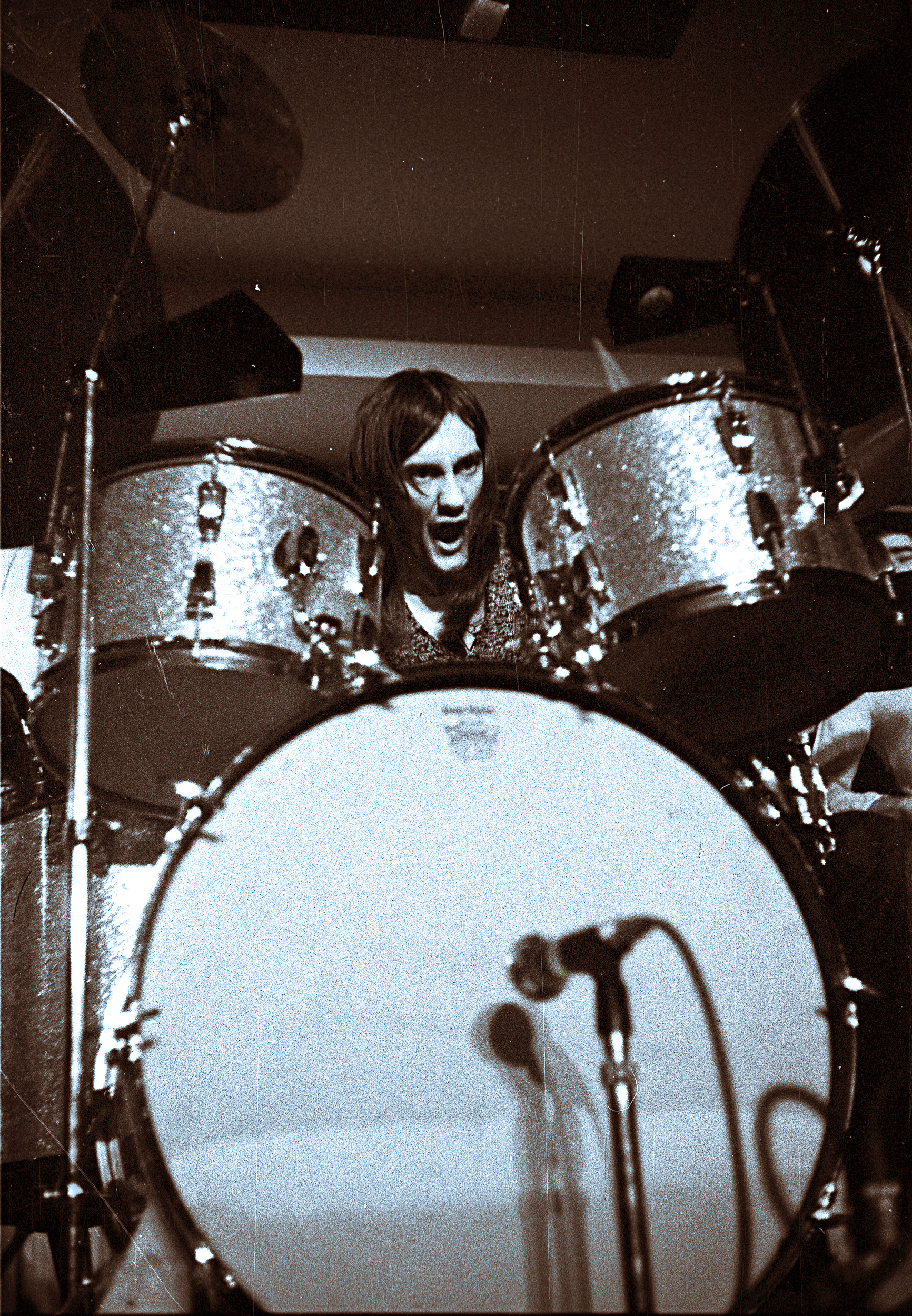
Mick Fleetwood (* 1947)

- Fleetwood, Roy (* 1946), britischer Architekt und Designer
- Fleetwood, Susan (1944–1995), britische Schauspielerin
- Fleetwood, Tommy (* 1991), englischer Golfsportler

### Fleg
- Fleg, Edmond (1874–1963), französischer Schriftsteller Schweizer Herkunft
- Flege, Dirk (* 1965), deutscher Journalist und Politologe
- Flege, Matthäus († 1564), lutherischer Prediger
- Flegel, Eduard Robert (1852–1886), deutscher Forschungsreisender und Afrikaforscher
- Flegel, Erna (1911–2006), deutsche Krankenschwester
- Flegel, Georg (1566–1638), deutscher Stilllebenmaler
- Flegel, Heinz (1923–2017), deutscher Dermatologe und Venerologe
- Flegel, Johann (1898–1961), deutscher Politiker (SRP)
- Flegel, Johann Gottfried (1815–1881), deutscher Holzschneider
- Flegel, Manfred (1927–2018), deutscher Politiker (NDPD), MdV und Minister für Materialwirtschaft, Minister für Handel und Versorgung
- Flegel, Peter (1940–2017), deutscher Fußballspieler
- Flegel, Sissi (1944–2021), deutsche Kinder- und Jugendbuchautorin
- Flegel, Ulla (* 1939), österreichische Fünfkämpferin, Hochspringerin, Sprinterin und Hürdenläuferin
- Flegel, Walter (1934–2011), deutscher Schriftsteller
- Flegel, Willy A. (* 1960), deutscher Transfusionsmediziner und Immunhämatologe
- Flegenheim, Antoinette (1863–1943), Überlebende der Schiffskatastrophe der TitanicAntoinette Flegenheim (1863–1943)

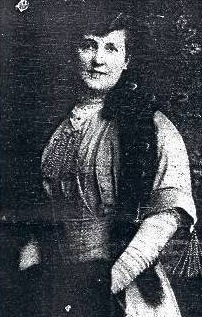
Antoinette Flegenheim (1863–1943)

- Flegenheimer, Julien (1880–1938), Schweizer Architekt
- Fleger, Anthony A. (1900–1963), US-amerikanischer Politiker (Demokratische Partei)
- Flégier, Ange (1846–1927), französischer Komponist, Musikkritiker, Maler und Schriftsteller
- Flegl, Josef (1881–1962), tschechischer Komponist, Musikpädagoge und Cellist
- Flégl, Vojtěch (* 1967), tschechischer Tennisspieler
- Flegler, Eugen (1897–1981), deutscher Elektrotechniker und Hochschullehrer; Rektor der RWTH
- Flegler, Wilhelm (1848–1935), deutscher Lehrer, Historiker und Schriftsteller
- Flego, Gvozden (* 1946), kroatischer Philosoph und Politiker
- Flego, Valter (* 1972), kroatischer Politiker

### Fleh
- Fleharty, Eugene D (* 1934), US-amerikanischer Zoologe
- Flehinger, Veit (1769–1854), deutscher Bezirksrabbiner in Baden
- Flehinghaus, Otto (1904–1987), deutscher Jurist und Politiker (CDU), MdL
- Flehmig, Frank (* 1951), deutscher Fußballspieler
- Flehr, Hans (1900–1970), deutscher Architekt

### Flei

#### Fleif
- Fleifel, Mahdi (* 1979), dänisch-palästinensischer Regisseur

#### Fleig
- Fleig, Bastian (* 1982), deutscher politischer Beamter (SPD) und GewerkschafterBastian Fleig (* 1982)

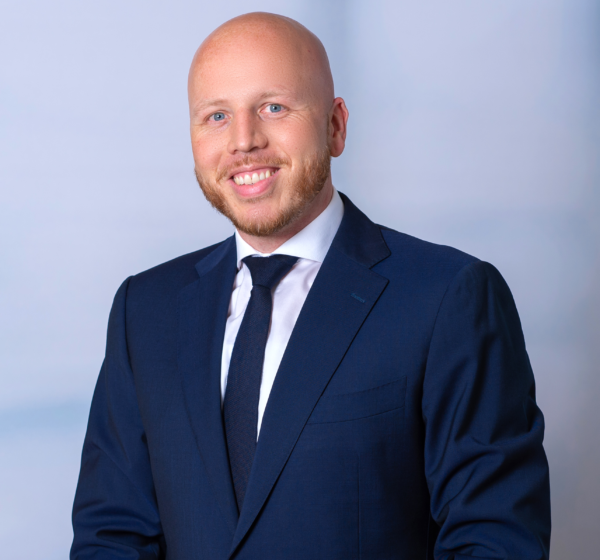
Bastian Fleig (* 1982)

- Fleig, Chandra (* 1972), deutscher Singer-Songwriter, Musiker, Tonmeister und Filmschaffender
- Fleig, Dieter (1932–2001), deutscher Sachbuchautor und Kynologe
- Fleig, Eeva (* 1964), Schweizer Kamerafrau
- Fleig, Frederik, deutscher Journalist, Autor und Reporter
- Fleig, Günther (* 1949), deutscher Manager
- Fleig, Hans (1916–1988), Schweizer Journalist
- Fleig, Horst (* 1945), deutscher Geisteswissenschaftler und Essayist
- Fleig, Jáchym (* 1970), deutscher Installations- und Objektkünstler
- Fleig, Martin (* 1989), deutscher Behindertensportler
- Fleige, Guido (* 1964), deutscher Fußballspieler
- Fleige, Heinrich (1840–1890), deutscher Bildhauer
- Fleige, Volker (* 1957), deutscher Verwaltungsfachwirt und Bürgermeister

#### Fleih
- Fleihan, Bassel (1963–2005), libanesischer Politiker

#### Flein
- Fleiner, Albert (1859–1902), Schweizer Journalist
- Fleiner, Fritz (1867–1937), Schweizer Rechtswissenschaftler
- Fleiner, Samuel J. (* 1963), deutscher Konzeptkünstler und Komponist
- Fleiner, Thomas (1938–2023), Schweizer Rechtswissenschaftler
- Fleiner, Wilhelm (1828–1889), deutscher Politiker und Apotheker
- Fleinghaus, Helmut (1958–2020), deutscher Kirchenmusiker, Musikwissenschaftler und Hochschullehrer

#### Fleis

##### Fleisc

###### Fleisch
- Fleisch, Alfred (1892–1973), Schweizer Physiologe
- Fleisch, Axel (* 1968), deutscher Afrikanist
- Fleisch, Christoph (* 1983), österreichischer Fußballspieler
- Fleisch, Elgar (* 1968), österreichisch-schweizerischer Wirtschaftsinformatiker
- Fleisch, Gabi (* 1959), österreichische Kabarettistin
- Fleisch, Hans (* 1958), deutscher Jurist und Generalsekretär beim Bundesverband Deutscher Stiftungen
- Fleisch, Henri (1904–1985), französischer Jesuit, Orientalist und Prähistoriker
- Fleisch, Holger (* 1966), deutscher Handballschiedsrichter
- Fleisch, Paul (1878–1962), deutscher lutherischer Theologe

###### Fleischa
- Fleischacker, Eugen (1899–1953), österreichischer Politiker (ÖVP), Mitglied des Bundesrates
- Fleischanderl, Elisabeth (* 1995), österreichische Politikerin (SPÖ), Landtagsabgeordnete in Tirol
- Fleischanderl, Julius (* 1993), schwedischer Schauspieler
- Fleischanderl, Karin (* 1960), österreichische Übersetzerin und Publizistin
- Fleischanderl, Robert (* 1967), österreichischer bildender Künstler und Fotograf
- Fleischauer, Gustav Ludwig August (1819–1891), Senatspräsident am Reichsgericht und Reichsoberhandelsgerichtsrat

###### Fleischb
- Fleischbein von Kleeberg, Johann Philipp (1601–1671), Kaufmann und Politiker der Reichsstadt Frankfurt, deutscher Konsul in Venedig
- Fleischbein von Kleeberg, Johann Philipp (1637–1691), Frankfurter Handelsmann und Politiker
- Fleischbein, Franz Joseph (1802–1868), deutschamerikanischer Porträtmaler, Daguerreotypist, Ambrotypist und Zeichenlehrer
- Fleischbein, Heinrich Benedikt (1747–1793), katholischer Priester und Theologe, Hochschullehrer in Heidelberg
- Fleischbein, Philipp Nicolaus von (1637–1698), Solms-Licher Rat und Oberamtmann, Ratsherr in Frankfurt am Main
- Fleischberger, Johann Friedrich, deutscher Kupferstecher
- Fleischberger, Leonhard (1894–1970), Generaldirektor der „Zentralhandelsgesellschaft Ost für landwirtschaftlichen Absatz und Bedarf“

###### Fleische
- Fleischel, Egon (1861–1936), deutscher Verleger
- Fleischel, Günther (1903–1943), deutscher Handelsvertreter, Mitglied der SA und des Nationalsozialistischen Kraftfahrkorps sowie Judenältester im Ghetto Riga
- Fleischer Camp, Dean, US-amerikanischer Filmschaffender
- Fleischer, Adalbero (1874–1963), deutscher Missionar, Bischof
- Fleischer, Aenne (* 1999), deutsche Kinderbuchautorin
- Fleischer, Alain (* 1944), französischer Regisseur, Schriftsteller, Fotograf und Plastiker
- Fleischer, Amalia (1885–1944), italienische Rechtsanwältin und Opfer des Holocaust
- Fleischer, Andrea (* 1963), deutsche Langstreckenläuferin
- Fleischer, Anja (* 1979), deutsche Fußballspielerin
- Fleischer, Annett (* 1979), deutsche Moderatorin und SchauspielerinAnnett Fleischer (* 1979)

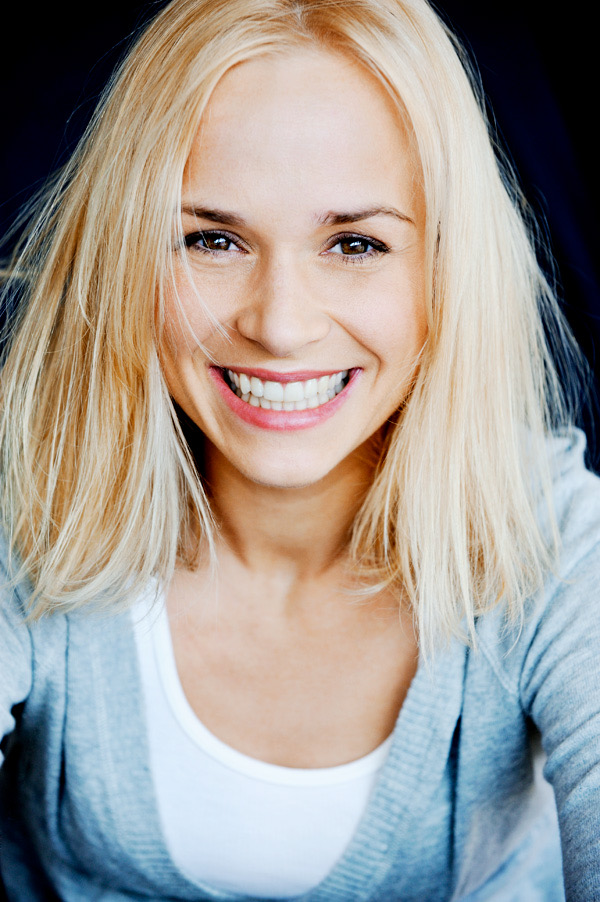
Annett Fleischer (* 1979)

- Fleischer, Antonín (1850–1934), tschechischer Entomologe und Mediziner
- Fleischer, Ari (* 1960), US-amerikanischer Parteifunktionär und konservativer Pressesprecher
- Fleischer, Arno (1926–2005), deutscher Maler, Grafiker, Karikaturist und Plakatkünstler
- Fleischer, Bernhard (* 1950), deutscher Mediziner
- Fleischer, Bodo (1930–2013), deutscher Architekt
- Fleischer, Bruno (1874–1965), deutscher Augenarzt
- Fleischer, Carl Christoph Wilhelm (1727–1787), deutscher Architekt
- Fleischer, Chad (* 1972), US-amerikanischer Skirennläufer
- Fleischer, Charles (* 1950), US-amerikanischer Stand-up-Comedian, Schauspieler, Musiker, und Synchronsprecher
- Fleischer, Christiane (* 1963), deutsche Richterin und Gerichtspräsidentin
- Fleischer, Dave (1894–1979), US-amerikanischer Produzent, Regisseur und Animator
- Fleischer, Emil (1843–1928), deutscher Chemiker
- Fleischer, Ernst (1851–1905), deutscher Architekt
- Fleischer, Eva (1922–2016), deutsche Opernsängerin (Alt) und Professorin an der Musikhochschule Leipzig
- Fleischer, Fips (1923–2002), deutscher Musiker und KomponistFips Fleischer (1923–2002)

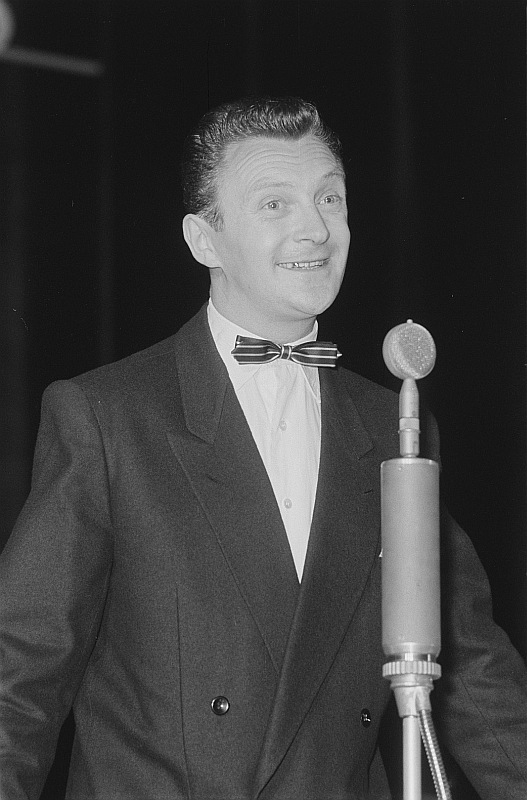
Fips Fleischer (1923–2002)

- Fleischer, Florian (* 1978), deutscher Basketballspieler
- Fleischer, Franz von (1801–1878), deutscher Botaniker
- Fleischer, Frederik Diderik Sechmann (1783–1849), norwegischer Kaufmann und kommissarischer Inspektor in Grönland
- Fleischer, Friedrich (1794–1863), deutscher Buchhändler und Kommissionär
- Fleischer, Friedrich (1861–1938), deutscher Porträt- und Genremaler in Weimar
- Fleischer, Friedrich Gottlob (1722–1806), deutscher Organist und Komponist
- Fleischer, Friedrich-Wilhelm (1890–1952), deutscher Marineoffizier, zuletzt Admiral im Zweiten Weltkrieg
- Fleischer, Fritz (1894–1943), österreichischer Sprinter
- Fleischer, Georg der Ältere († 1604), deutscher Hoftischler
- Fleischer, Georg-Michael (1941–2022), deutscher Chirurg und maritimer Schriftsteller
- Fleischer, Gerd (1927–2018), deutscher Maschinenbauingenieur und Hochschullehrer
- Fleischer, Gundolf (* 1943), deutscher Politiker (CDU), MdL
- Fleischer, Hagen (* 1944), deutsch-griechischer Historiker und Hochschullehrer
- Fleischer, Hanns (1890–1969), deutscher Opernsänger (Tenor)
- Fleischer, Hans (1896–1975), deutscher Rezitator und Hörfunksprecher
- Fleischer, Hans (1896–1981), deutscher Komponist
- Fleischer, Hans (1906–1984), deutscher Politiker (SPD), MdL
- Fleischer, Hans (1919–1986), deutscher Fahrzeugdesigner
- Fleischer, Hans Mossin (1789–1870), norwegischer Kaufmann und kommissarischer Inspektor in Grönland
- Fleischer, Harald (* 1985), deutscher Fußballspieler
- Fleischer, Heinrich Leberecht (1801–1888), Orientalist
- Fleischer, Heinz (1920–1975), deutscher Maler, Grafiker und Textilgestalter
- Fleischer, Helene (1899–1941), deutsche Politikerin (KPD), MdR
- Fleischer, Helmut (1927–2012), deutscher Philosoph, Gesellschafts- und Geschichtswissenschaftler
- Fleischer, Helmut (* 1964), deutscher Fußballschiedsrichter
- Fleischer, Henrik (* 1961), grönländisch-dänischer Filmeditor
- Fleischer, Henrik (* 1963), grönländischer Politiker
- Fleischer, Holger (* 1965), deutscher Jurist
- Fleischer, Ida (1868–1933), deutsch-amerikanische Linguistin
- Fleischer, Jens Jørgen (* 1948), grönländischer Hundeschlittenführer, Expeditionsreisender und Autor
- Fleischer, Jens Lars (1960–2025), grönländischer Politiker (Siumut)
- Fleischer, Jochem (1937–2013), deutscher Physiker und Hochschullehrer
- Fleischer, Johan Sechmann (1702–1789), dänisch-norwegischer Kaufmann und Jurist
- Fleischer, Johann Gottfried (1799–1883), deutscher Lehrer, Organist und Autor
- Fleischer, Johann Gottlieb (1797–1838), deutschbaltischer Botaniker und Mediziner
- Fleischer, Johann Lorenz (1689–1749), deutscher Rechtswissenschaftler
- Fleischer, Johann Michael (1711–1773), deutscher Roman- und Abenteuerautor
- Fleischer, Johannes der Ältere (1539–1593), Theologe, Pädagoge und Naturforscher
- Fleischer, Johannes der Jüngere (1582–1608), deutscher Arzt und Botaniker
- Fleischer, Jørgen (1924–2012), grönländischer Journalist und Schriftsteller
- Fleischer, Josef (1922–2002), österreichischer Architekt
- Fleischer, Jürg (* 1974), Schweizer Sprachwissenschafter
- Fleischer, Jürgen (1926–2004), deutscher Hämatologe und Onkologe
- Fleischer, Karl (1915–2002), deutscher Fernsehjournalist, Nachrichtensprecher und SchauspielerKarl Fleischer (1915–2002)

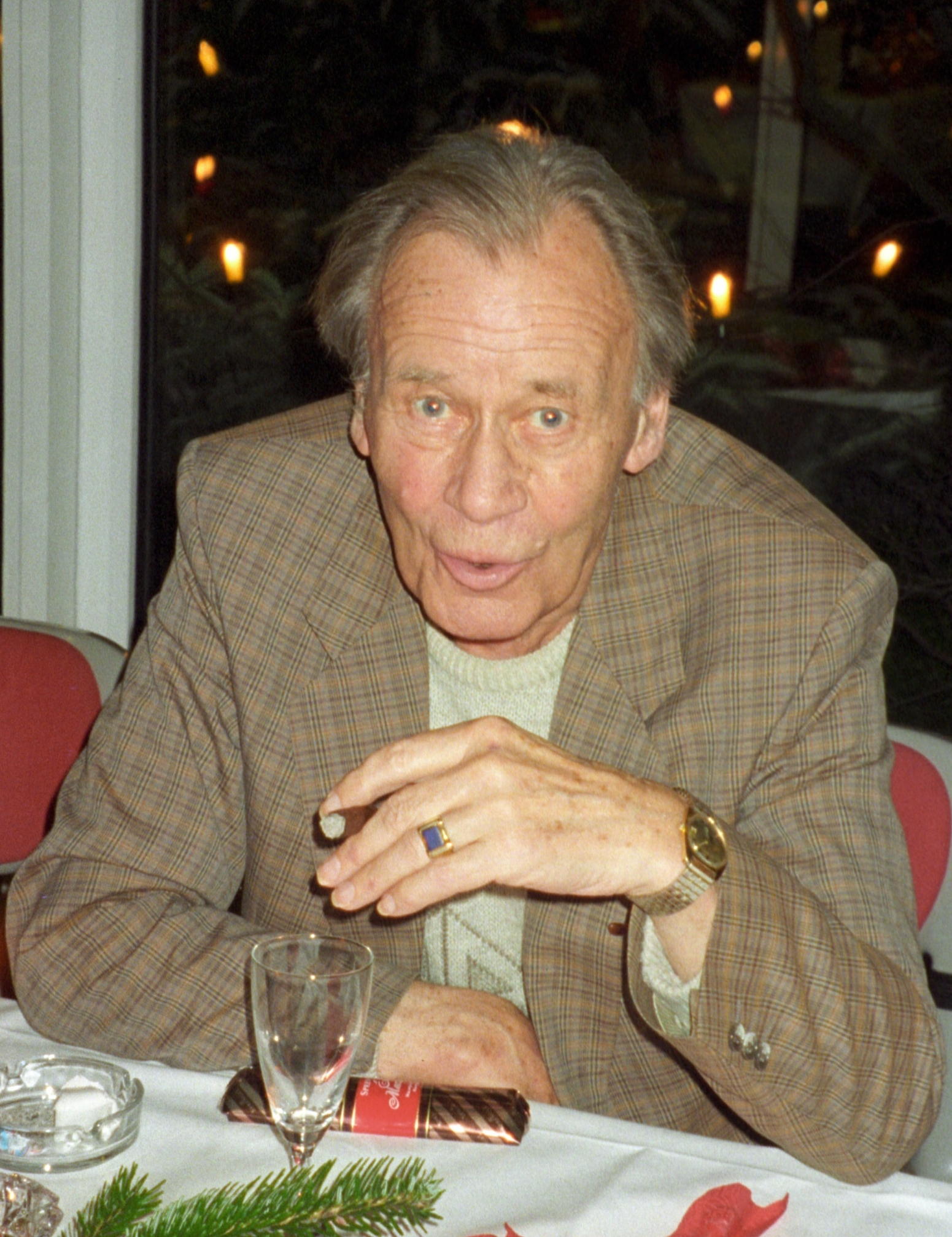
Karl Fleischer (1915–2002)

- Fleischer, Karl Moritz (1809–1876), deutscher Pädagoge und Publizist
- Fleischer, Karl-Heinz (1932–2009), deutscher Politiker (SED), Vorsitzender des Rates des Bezirks Gera in der DDR
- Fleischer, Kilian (* 1985), deutscher Klassischer Philologe und Papyrologe
- Fleischer, Lucas, US-amerikanischer Schauspieler, Filmregisseur, Filmproduzent und Drehbuchautor
- Fleischer, Ludwig Roman (* 1952), österreichischer Schriftsteller
- Fleischer, Lutz (1956–2019), deutscher Maler, Grafiker und Objektkünstler
- Fleischer, Lutz-Günther (1938–2023), deutscher Ingenieur und Verfahrenstechniker
- Fleischer, Manfred (* 1954), deutscher Politiker (Bündnis 90/Die Grünen, CSU), MdL
- Fleischer, Manfred Paul (* 1928), deutscher Historiker
- Fleischer, Marie (* 1980), grönländische Politikerin und Managerin
- Fleischer, Matthias (* 1973), deutscher Kameramann
- Fleischer, Max (1841–1905), österreichischer Architekt
- Fleischer, Max (1861–1930), deutscher Maler und Botaniker
- Fleischer, Max (1883–1972), US-amerikanischer Trickfilmproduzent
- Fleischer, Michael (1908–1998), US-amerikanischer Mineraloge
- Fleischer, Moritz (1843–1927), Moorforscher, Kulturtechniker
- Fleischer, Oliver (* 1974), deutscher Theater- und FilmschauspielerOliver Fleischer (* 1974)

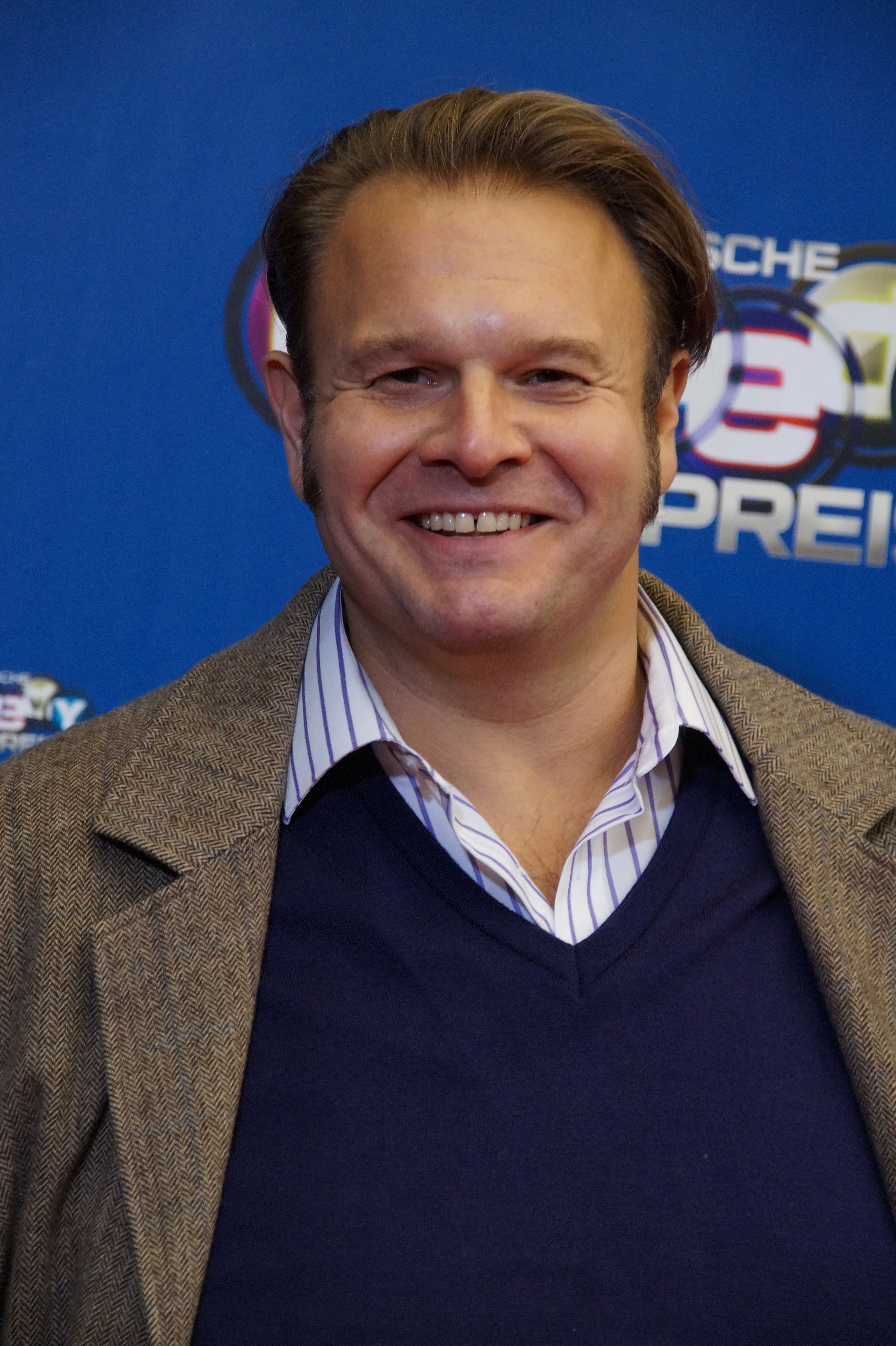
Oliver Fleischer (* 1974)

- Fleischer, Oskar (1856–1933), deutscher Musikwissenschaftler
- Fleischer, Oskar (* 1892), deutscher Gestapo-Beamter
- Fleischer, Otto (1901–1989), deutscher Bergbauingenieur, sächsischer Landtagsabgeordneter
- Fleischer, Paul (1874–1960), deutscher Politiker (Zentrum), MdR
- Fleischer, Peter (1904–1977), grönländischer Landesrat
- Fleischer, Philipp (1850–1927), deutscher Maler
- Fleischer, Richard (1897–1986), deutscher Physiker und Meteorologe
- Fleischer, Richard (1916–2006), US-amerikanischer RegisseurRichard Fleischer (1916–2006)

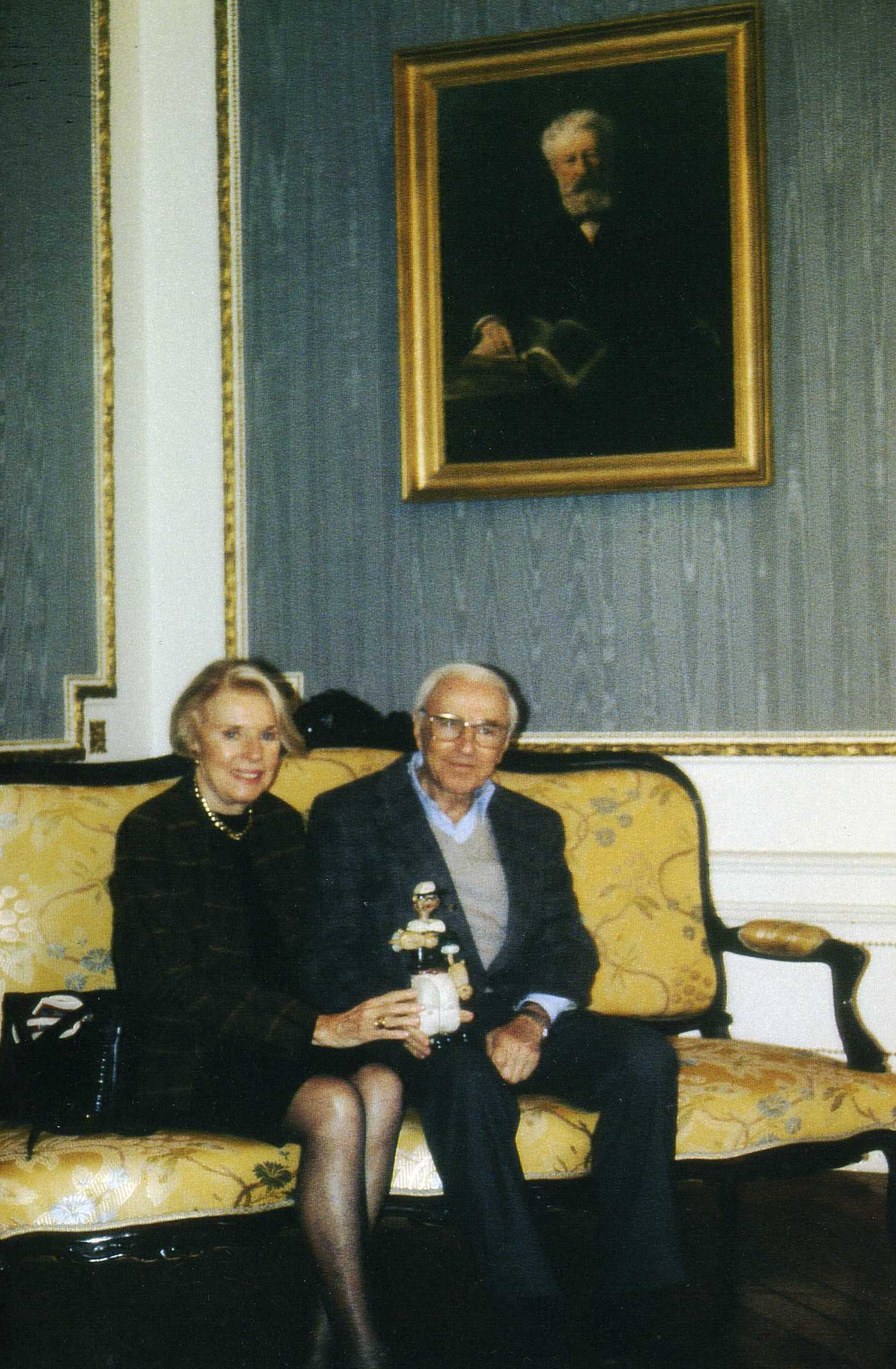
Richard Fleischer (1916–2006)

- Fleischer, Robert (* 1941), österreichischer Klassischer Archäologe
- Fleischer, Robert C. (* 1955), US-amerikanischer Evolutionsgenetiker und Ornithologe
- Fleischer, Ruben (* 1974), US-amerikanischer Autor, Produzent und Regisseur
- Fleischer, Rudolf (1915–1984), deutscher Maler und Grafiker
- Fleischer, Simeon († 1581), deutscher Serienmörder
- Fleischer, Thomas (* 1971), deutscher Radsportler
- Fleischer, Tilly (1911–2005), deutsche Leichtathletin
- Fleischer, Tim (* 2000), deutscher Eishockeyspieler
- Fleischer, Tsippi (* 1946), israelische Komponistin
- Fleischer, Ulf (* 1959), grönländischer Musiker und Komponist
- Fleischer, Ulrich (1910–1978), deutscher Klassischer Philologe
- Fleischer, Victor (1882–1951), österreichischer Kunsthistoriker, Schriftsteller und Verleger
- Fleischer, Wolfgang (1922–1999), deutscher Germanist
- Fleischer, Wolfgang (1943–2014), österreichischer Schriftsteller, Übersetzer und Dokumentarfilmer
- Fleischer, Wolfgang (* 1952), deutscher Militärhistoriker
- Fleischer, Zool (* 1958), französischer Jazz-Pianist und Komponist
- Fleischer-Alt, Jenny (1863–1942), deutsch-ungarische Opernsängerin (Sopran)
- Fleischer-Edel, Katharina (1873–1928), deutsche Opernsängerin (Sopran) und Wagner-Interpretin
- Fleischer-Peters, Annette (1929–2025), deutsche Kieferorthopädin sowie Professorin für Kieferorthopädie
- Fleischeuer, Gerard (1889–1945), niederländischer Gerechter unter den Völkern

###### Fleischh
- Fleischhack, Curt (1892–1972), deutscher Bibliothekar
- Fleischhack, Marianne (1896–1986), deutsche Schriftstellerin und Bibliothekarin
- Fleischhacker, Alfred (1923–2010), deutscher Journalist und Korrespondent des Rundfunks der DDR in Bonn
- Fleischhacker, Chiara (* 1993), deutsche Regisseurin und Drehbuchautorin
- Fleischhacker, Gerald (* 1971), österreichischer Kabarettist, Autor und Moderator
- Fleischhacker, Hans (* 1898), deutsch-britischer Neurologe
- Fleischhacker, Hans (1912–1992), deutscher Anthropologe und SS-Obersturmführer
- Fleischhacker, Hedwig (1906–1978), deutsche Osteuropahistorikerin
- Fleischhacker, Leopold (1882–1946), deutscher Bildhauer und Medailleur
- Fleischhacker, Leopold (1891–1960), österreichischer Politiker (CS), Landtagsabgeordneter, Mitglied des Bundesrates
- Fleischhacker, Michael (* 1969), österreichischer JournalistMichael Fleischhacker (* 1969)

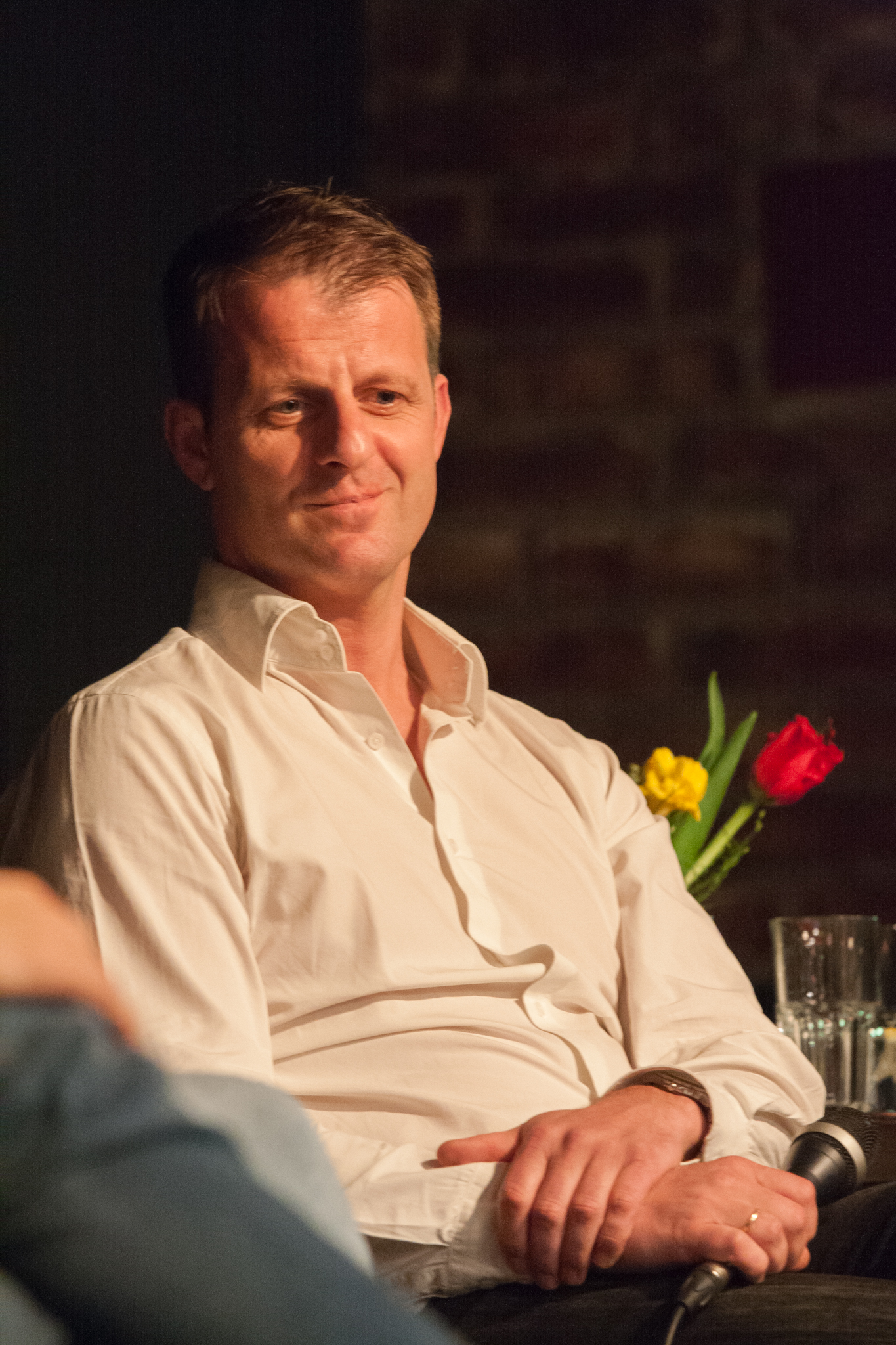
Michael Fleischhacker (* 1969)

- Fleischhacker, Robert von (1855–1937), österreichischer Paläontologe und Anglist, Bürgermeister von Graz
- Fleischhacker, W. Wolfgang (* 1953), österreichischer Psychiater und Psychotherapeut sowie Hochschullehrer
- Fleischhaker, Klaus (* 1956), österreichischer Koch
- Fleischhammer, Manfred (* 1928), deutscher Arabist
- Fleischhauer, Anna (* 1987), deutsche Journalistin
- Fleischhauer, Carl-August (1930–2005), deutscher Jurist und Richter am Internationalen Gerichtshof (1994–2003)
- Fleischhauer, Carola (* 1962), deutsche Eiskunstläuferin
- Fleischhauer, Chris (* 1982), deutscher Moderator
- Fleischhauer, Christoph (* 1965), deutscher Rechtsanwalt und Kommunalpolitiker (CDU), Bürgermeister von Moers
- Fleischhauer, Edmond (1812–1896), elsässischer Unternehmer, Lokalpolitiker und Sammler
- Fleischhauer, Friedhold (1834–1896), deutscher Violinist und Konzertmeister
- Fleischhauer, Georg (* 1988), deutscher Leichtathlet
- Fleischhauer, Günter (1928–2002), deutscher Musikwissenschaftler
- Fleischhauer, Gustav (1859–1925), deutscher Ingenieur und Industrieller
- Fleischhauer, Heinrich von (1809–1884), württembergischer Staatsbeamter und Leiter des württembergischen Medizinalwesens
- Fleischhauer, Ingeborg (* 1942), deutsche Historikerin
- Fleischhauer, Irene (1913–1998), deutsche Politikerin (SPD), Mitglied des Abgeordnetenhauses von Berlin
- Fleischhauer, Jan (* 1962), deutscher Journalist, Kolumnist und BuchautorJan Fleischhauer (* 1962)

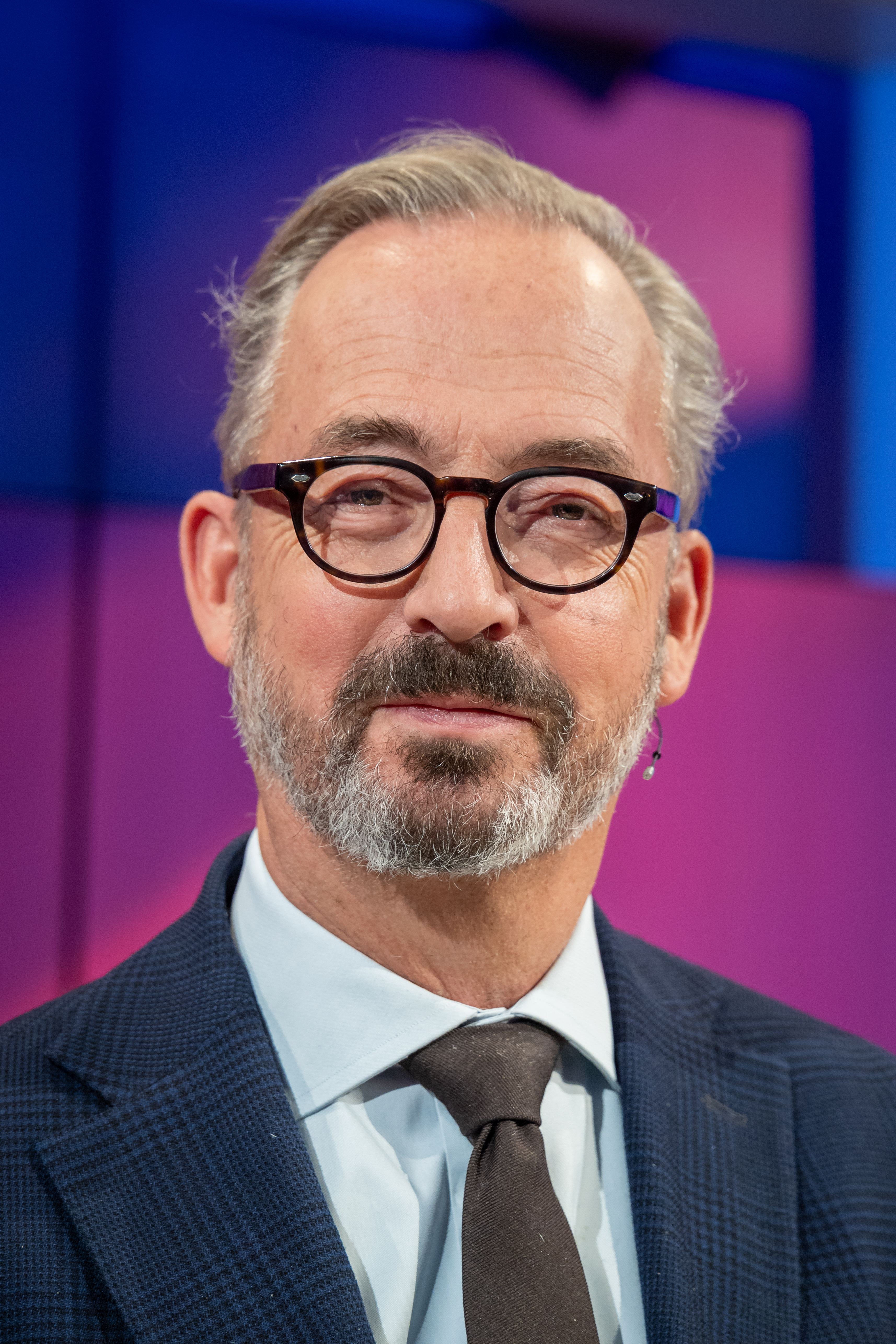
Jan Fleischhauer (* 1962)

- Fleischhauer, Jörg (* 1939), deutscher Chemiker und Physiker, Professor für Theoretische Chemie
- Fleischhauer, Karl von (1852–1921), deutscher Minister in Württemberg
- Fleischhauer, Marc (* 1999), deutscher Fußballspieler
- Fleischhauer, Michael (* 1963), deutscher Physiker
- Fleischhauer, Robert (1833–1903), württembergischer Verwaltungsbeamter
- Fleischhauer, Ulrich (1876–1960), deutscher Verleger
- Fleischhauer, Werner (1903–1997), deutscher Kunsthistoriker
- Fleischhauer, Wolfram (* 1961), deutscher SchriftstellerWolfram Fleischhauer (* 1961)

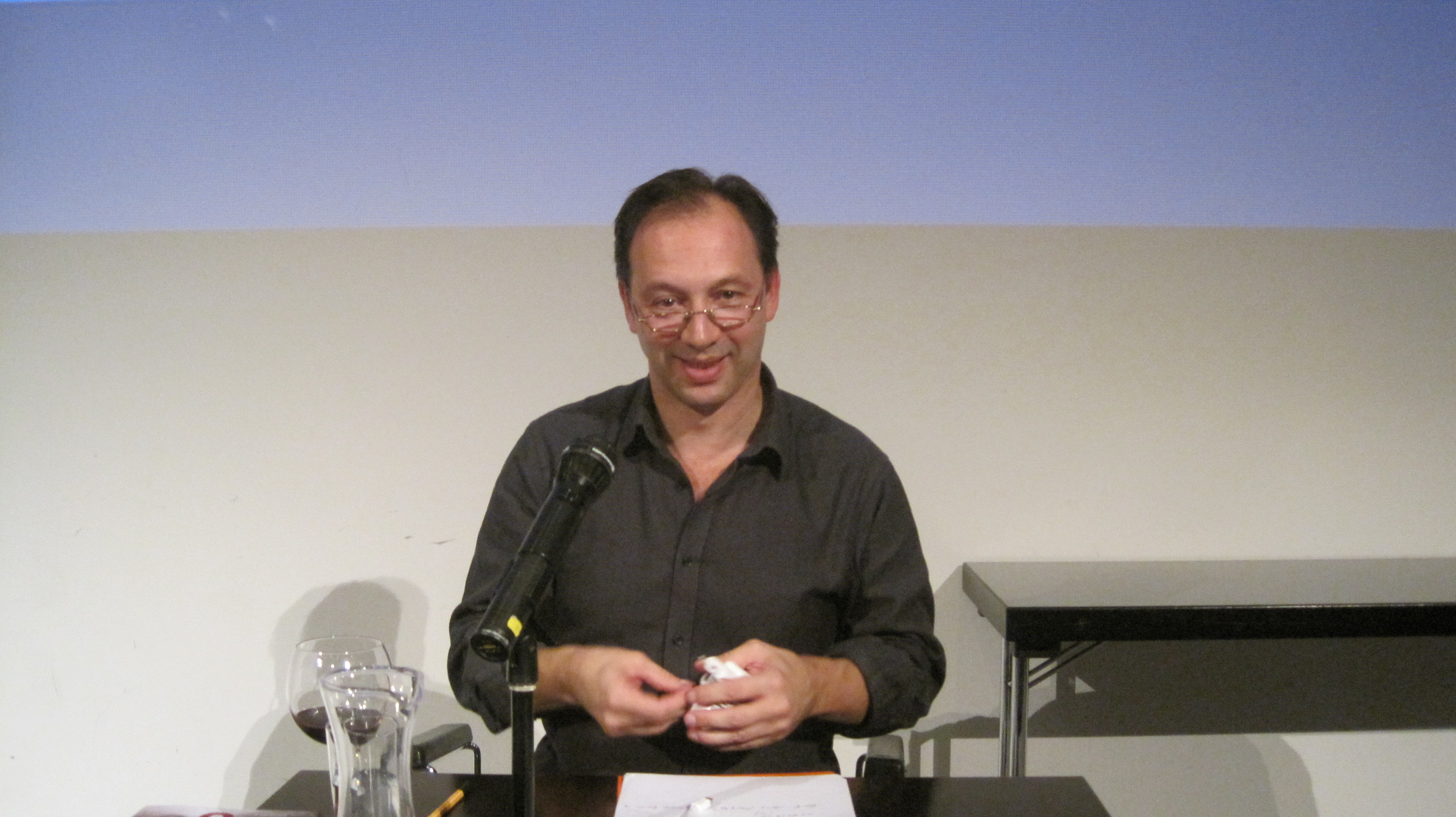
Wolfram Fleischhauer (* 1961)

- Fleischhut, Gerhard (1923–1978), deutscher Maler und Graphiker
- Fleischhut, Jantje (* 1972), deutsche Schmuckdesignerin und Hochschullehrerin
- Fleischhut, Richard (1881–1951), deutscher Fotograf

###### Fleischi
- Fleischinger, Ferdinand (1804–1885), deutscher Architekt und preußischer Militär-Baubeamter
- Fleischitz, Jekaterina Abramowna (1888–1968), erste Frau, die im Russischen Kaiserreich Rechtsanwältin wurde und den Doktorgrad der Rechtswissenschaft in der Sowjetunion erreichte

###### Fleischl
- Fleischl von Marxow, Ernst (1846–1891), österreichischer Physiologe
- Fleischl-Marxow, Ida von (1824–1899), deutsch-österreichische Salonniere
- Fleischlin, Beatrice (* 1971), Schweizer Regisseurin, Autorin und Performerin

###### Fleischm
- Fleischman, Elizabeth (1867–1905), amerikanische Radiografin
- Fleischman, Paul R. (* 1945), amerikanischer Psychiater, Meditationslehrer und Autor
- Fleischman, Sid (1920–2010), US-amerikanischer Schriftsteller
- Fleischman, Stephen (1919–2011), US-amerikanischer Fernsehproduzent, Autor und Regisseur
- Fleischman, Tom (* 1951), US-amerikanischer Tontechniker und Toningenieur
- Fleischmann, Adolf (1852–1919), Landtagsabgeordneter
- Fleischmann, Adolf (1892–1968), deutscher Maler
- Fleischmann, Alfons (1907–1998), deutscher Theologe und Universitätsprofessor
- Fleischmann, Aloys (1880–1964), deutscher Komponist, Organist und Chorleiter
- Fleischmann, Aloys (1910–1992), irischer Komponist, Dirigent, Musikwissenschaftler und Hochschullehrer
- Fleischmann, Andreas (1811–1878), deutscher Künstler, Kupfer-, Stahl- und Mezzotintostecher
- Fleischmann, Andreas (* 1980), deutscher Botaniker
- Fleischmann, Armin (* 1965), deutscher Luftwaffenoffizier, GeneralmajorArmin Fleischmann (* 1965)

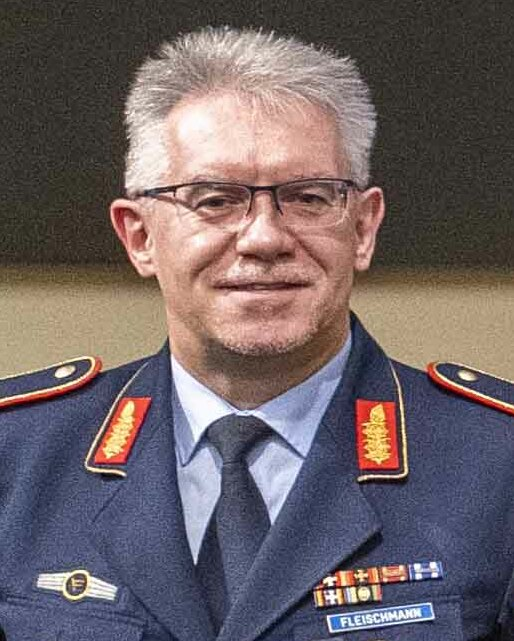
Armin Fleischmann (* 1965)

- Fleischmann, August, deutscher Pastellmaler
- Fleischmann, August (1826–1887), bayerischer Politiker
- Fleischmann, Benno (1906–1948), österreichischer Kunsthistoriker
- Fleischmann, Bernhard (* 1968), deutscher Radiomoderator, DJ und Autor
- Fleischmann, Bernhard (* 1975), österreichischer Musiker, Komponist und Produzent
- Fleischmann, Bruno (1580–1639), deutscher Kartäuserprior
- Fleischmann, Carl (1853–1935), deutscher Maler und Lehrer an der Kunstgewerbeschule Nürnberg
- Fleischmann, Charles L. (1835–1897), österreichischer Industrieller
- Fleischmann, Christian (* 1988), deutscher Koch
- Fleischmann, Christian Traugott (1776–1813), deutscher Organist und Flötist
- Fleischmann, Chuck (* 1962), US-amerikanischer Politiker der Republikanischen Partei
- Fleischmann, Daniel Noël (* 1993), deutscher Schauspieler
- Fleischmann, David (1546–1606), lutherischer Pfarrer in Kursachsen
- Fleischmann, Dominikus (1714–1792), Benediktinermönch und Abt des Klosters Plankstetten
- Fleischmann, Eberhard (* 1939), deutscher Translatologe
- Fleischmann, Egon (1934–2024), deutscher Skilangläufer
- Fleischmann, Elisa (* 1985), italienische Skibergsteigerin
- Fleischmann, Ernest (1924–2010), deutsch-amerikanischer Impresario
- Fleischmann, Eugen (1941–2017), deutscher Kommunalpolitiker (SPD)
- Fleischmann, Franz (1924–1978), österreichischer Jurist Politiker (SPÖ), Abgeordneter zum Nationalrat
- Fleischmann, Friedrich (1791–1834), deutscher Maler, Kupferstecher und Stahlstecher
- Fleischmann, Georg (1906–1970), deutscher Jurist und Kriminalpolizeibeamter
- Fleischmann, Gerald (* 1973), österreichischer Politiker
- Fleischmann, Gerd (* 1939), deutscher Typograf
- Fleischmann, Germana (* 1957), italienische Schriftstellerin und Künstlerin
- Fleischmann, Gisi (1892–1944), slowakische Frauenrechtlerin und Widerstandskämpferin
- Fleischmann, Gottfried (1777–1850), deutscher Mediziner und Hochschullehrer
- Fleischmann, Grete (1905–1993), deutsche Bildhauerin
- Fleischmann, Hans (1898–1978), deutscher Fußballspieler
- Fleischmann, Hans Gunnar (1939–2015), deutscher Steuerberater
- Fleischmann, Heiner (1914–1963), deutscher Motorrad-Rennfahrer
- Fleischmann, Heinrich (1811–1871), deutscher Schieferdecker und Politiker, MdL
- Fleischmann, Herbert (1925–1984), deutscher Film- und Fernsehschauspieler sowie Hörspiel- und Synchronsprecher
- Fleischmann, Johann Friedrich Anton (1766–1798), deutscher Komponist
- Fleischmann, Johann Michael (1701–1768), deutscher Typograf
- Fleischmann, Johann von (1771–1853), bayerischer Generalmajor
- Fleischmann, Johannes (* 1983), österreichischer Geiger
- Fleischmann, Josef (1867–1925), österreichischer Zeichner und Lithograph
- Fleischmann, Julius (1813–1879), deutscher Zeichner, Kupferstecher und Zeichenlehrer
- Fleischmann, Karel (1897–1944), tschechoslowakischer Maler, Schriftsteller und Arzt
- Fleischmann, Klaus (1940–2021), deutscher Architekt, Kunsthandwerker und bildender Künstler in Weimar
- Fleischmann, Klaus (* 1951), deutscher Jurist, sächsischer Generalstaatsanwalt
- Fleischmann, Lea (* 1947), deutsch-israelische Autorin
- Fleischmann, Leo (1871–1932), österreichischer Zahnarzt
- Fleischmann, Mark (* 1972), britischer Schauspieler
- Fleischmann, Martin (1927–2012), deutsch-britischer Chemiker und international anerkannter Experte für Elektrochemie
- Fleischmann, Max (1872–1943), deutscher Völkerrechtler und Professor der Rechtswissenschaft
- Fleischmann, Max (1877–1935), deutscher Jurist, Bürgermeister von Greifswald
- Fleischmann, Michael (* 1986), deutscher Basketballspieler
- Fleischmann, Miloslav (1886–1955), tschechischer Eishockeyspieler
- Fleischmann, Monika (* 1950), deutsche Medienkünstlerin (Fleischmann & Strauss)
- Fleischmann, Norbert (* 1951), österreichischer Maler
- Fleischmann, Otto (1892–1953), deutscher Ingenieur und Postbeamter
- Fleischmann, Otto (1896–1963), austroamerikanischer Psychoanalytiker
- Fleischmann, Paul (1889–1965), deutscher Politiker (SPD), MdA
- Fleischmann, Peter (1937–2021), deutscher Filmregisseur und AutorPeter Fleischmann (1937–2021)

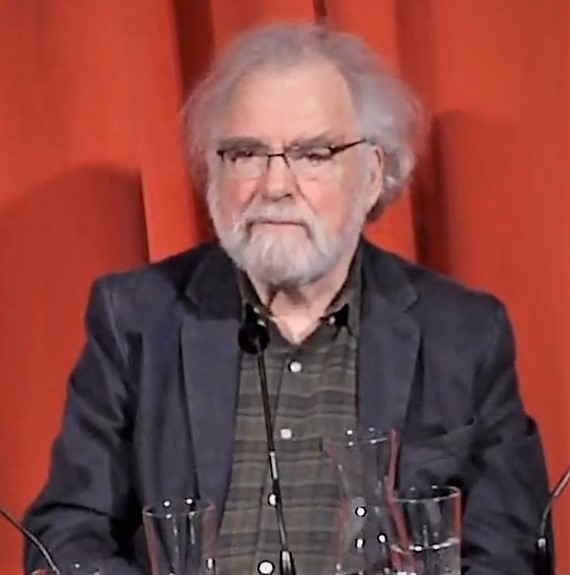
Peter Fleischmann (1937–2021)

- Fleischmann, Peter (* 1955), deutscher Historiker
- Fleischmann, Philipp (* 1985), österreichischer Schauspieler und Kurzfilmregisseur
- Fleischmann, Richard (1875–1918), deutscher Gutsbesitzer und Politiker, MdL
- Fleischmann, Rudolf (1903–2002), deutscher Physiker
- Fleischmann, Thomas (* 1981), deutscher Sportjournalist und Fernsehmoderator
- Fleischmann, Tilly (1882–1967), deutschstämmige irische Pianistin, Organistin, Musikpädagogin und Autorin
- Fleischmann, Tomáš (* 1984), tschechischer Eishockeyspieler
- Fleischmann, Trude (1895–1990), austroamerikanische Fotografin
- Fleischmann, Ulrich (1938–2011), deutscher Karibikforscher
- Fleischmann, Virgil (1783–1863), österreichischer katholischer Geistlicher und Komponist
- Fleischmann, Weniamin Iossifowitsch (1913–1941), sowjetischer Komponist
- Fleischmann, Wilhelm (1837–1920), deutscher Agrarwissenschaftler
- Fleischmann, Wisi (1926–2022), Schweizer Bergsteiger
- Fleischmann-Bisten, Walter (* 1950), deutscher evangelischer Theologe

###### Fleischn
- Fleischner, Ernst (1920–1991), deutscher Politiker (SPD), MdL
- Fleischner, Eva (1925–2020), austroamerikanische Religionswissenschaftlerin
- Fleischner, Herbert (* 1944), österreichischer Mathematiker
- Fleischner, Louis (1827–1896), US-amerikanischer Geschäftsmann und Politiker (Demokratische Partei)
- Fleischner, Richard (* 1944), US-amerikanischer Bildhauer
- Fleischner, Rudolfine (1873–1923), österreichische Politikerin (SDAP) und Erzieherin

##### Fleish
- Fleishaker, Joe († 2016), US-amerikanischer Schauspieler
- Fleisher, Leon (1928–2020), amerikanischer Pianist und DirigentLeon Fleisher (1928–2020)

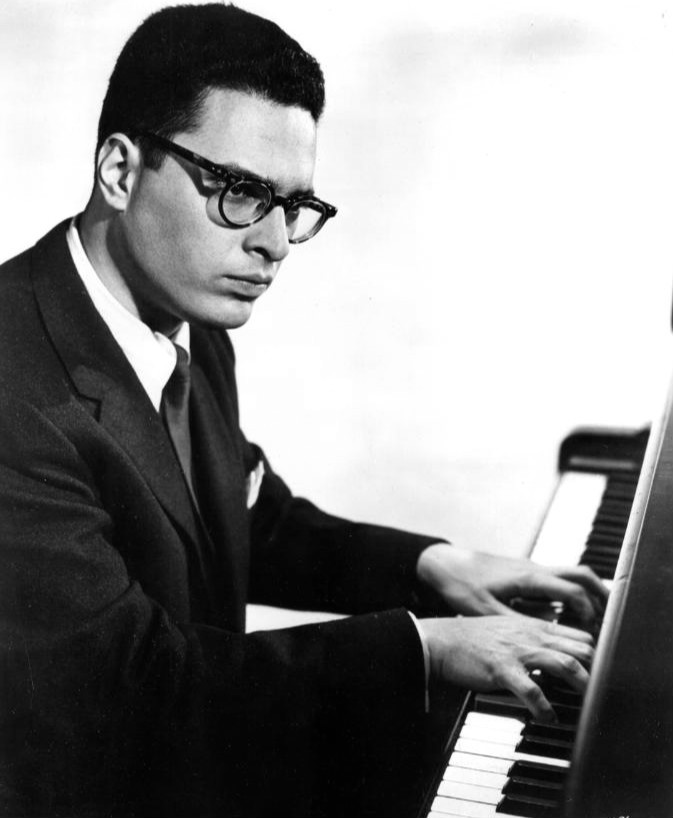
Leon Fleisher (1928–2020)

- Fleisher, Robert (* 1953), US-amerikanischer Komponist und Musikpädagoge
- Fleisher, Shira (* 1983), deutsche Schauspielerin
- Fleisher, Yishai, israelischer Publizist, Autor und Radio-Direktor
- Fleishman, Zack (* 1980), US-amerikanischer Tennisspieler

##### Fleiss
- Fleiss, Heidi (* 1965), US-amerikanische ProstituierteHeidi Fleiss (* 1965)

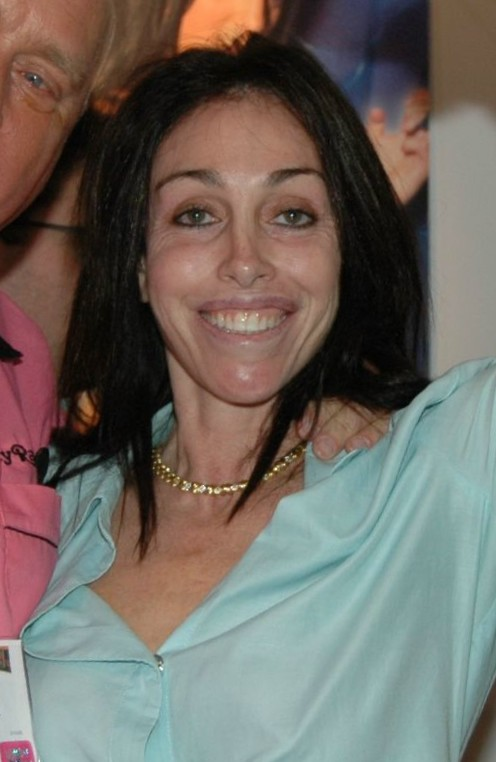
Heidi Fleiss (* 1965)

- Fleiss, Irene (1958–2008), österreichische Genderforscherin und Schriftstellerin
- Fleiß, Josef (1906–1978), österreichischer Instrumentenbauer
- Fleiss, Nika (* 1984), kroatische Skirennläuferin
- Fleiss, Noah (* 1984), US-amerikanischer Schauspieler
- Fleißer, Marieluise (1901–1974), deutsche Schriftstellerin, Dramatikerin und Erzählerin
- Fleissner, Alfred (* 1946), deutscher Chemiker und Kognitionswissenschaftler
- Fleißner, Barbara (* 1983), österreichische Fernsehmoderatorin und Podcasterin
- Fleissner, Günther (* 1940), deutscher Zoologe
- Fleißner, Heinrich (1888–1959), deutscher Politiker (SPD/USPD/SED) und Polizeipräsident
- Fleissner, Herbert (1928–2016), deutscher Jurist und Verleger
- Fleißner, Hermann (1865–1939), deutscher Politiker (SPD), MdL, MdR
- Fleissner, Peter (* 1944), österreichischer Informationswissenschaftler und Hochschullehrer für Internet und Gesellschaft
- Fleissner, Siegfried (1943–2013), deutscher Politiker (SPD)
- Fleißner, Werner (1922–1985), deutscher Militär, Stellvertretender Minister für Nationale Verteidigung der DDR
- Fleissnerová, Kristýna (* 1992), tschechische Ruderin

#### Fleit
- Fleitas Solich, Manuel (1900–1984), paraguayischer Fußballspieler und -trainer
- Fleitas, Jorge (* 1993), uruguayischer Fußballspieler
- Fleitas, Roberto (1932–2024), uruguayischer Fußballtrainer
- Fleiter, Friedrich (1836–1924), deutscher Orgelbauer
- Fleiter, Philipp (* 1985), deutscher Moderator, Autor und Podcaster
- Fleiter, Sebastian (* 1971), deutscher Medienkünstler, Designer und Unternehmer
- Fleites, Virginia (1916–1966), kubanische Komponistin und Musikpädagogin
- Fleitmann, Richard (1860–1923), deutscher Unternehmer und Politiker
- Fleitmann, Theodor (1828–1904), deutscher Chemiker und Unternehmer

#### Fleiu
- Fleiuss, Max (1868–1943), brasilianischer Journalist und Schriftsteller

### Flek
- Flekatsch, Gerhard (* 1958), österreichischer bildender Künstler
- Flekken, Mark (* 1993), niederländischer FußballspielerMark Flekken (* 1993)

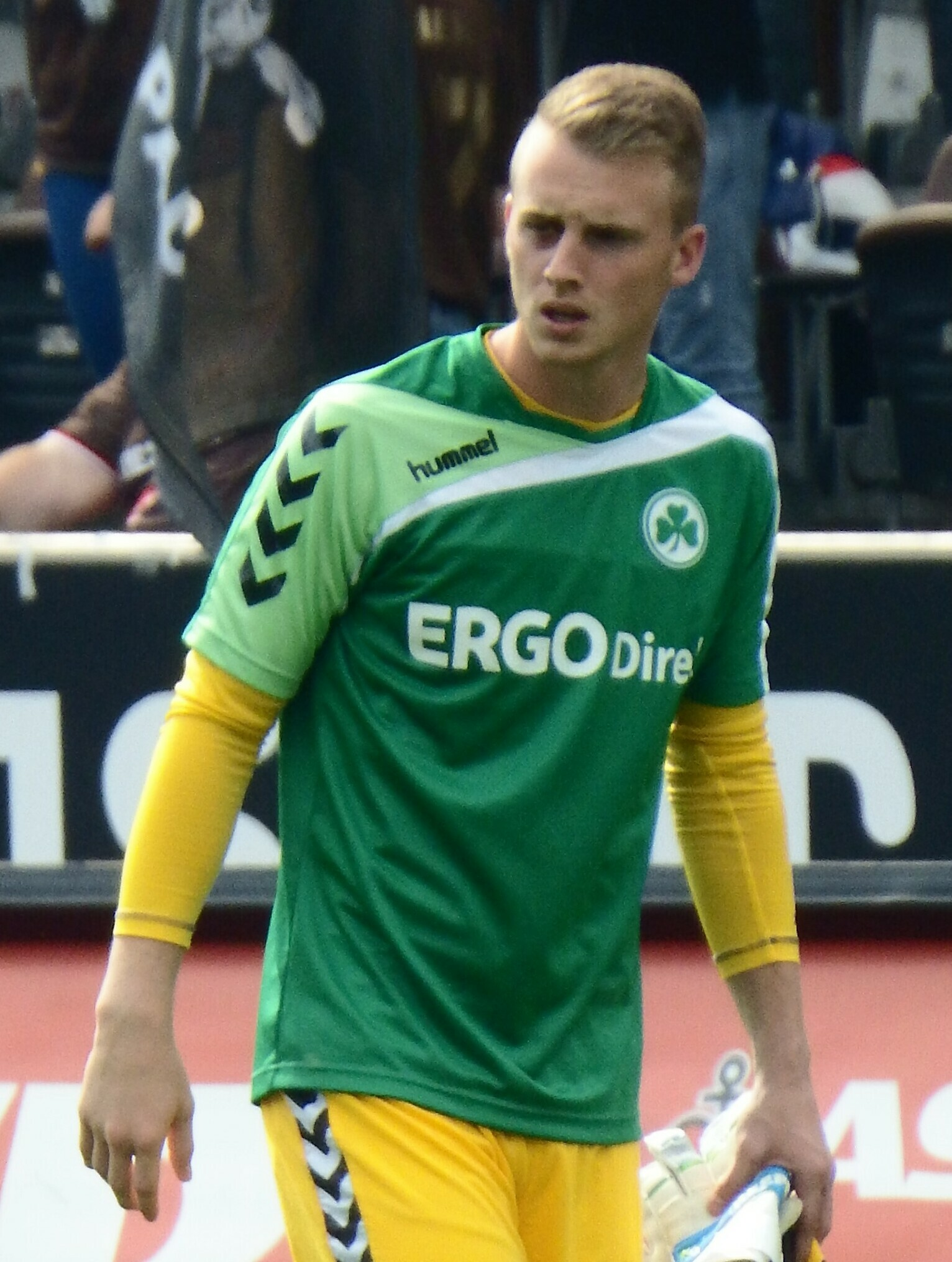
Mark Flekken (* 1993)

- Flekstad, Arne (1917–1975), norwegischer Architekt und Filmarchitekt

### Flem
- Flémal, Bertholet (1614–1675), belgischer Maler
- Flemes, Bernhard (1875–1940), deutscher Lehrer, Dichter, Heimatschriftsteller und Kritiker
- Flemes, Christian (1847–1926), deutscher Buchbinder, Holzschnitzer und plattdeutscher Schriftsteller
- Flemig, Judith (* 1979), deutsche Volleyball-Nationalspielerin
- Flemig, Konstantin (* 1988), deutscher Journalist und Regisseur von Dokumentarfilmen
- Flemig, Kurt (1909–1995), deutscher Karikaturist
- Fleming, Alexander (1881–1955), schottischer Bakteriologe und Nobelpreisträger, einer der Entdecker des PenicillinsAlexander Fleming (1881–1955)

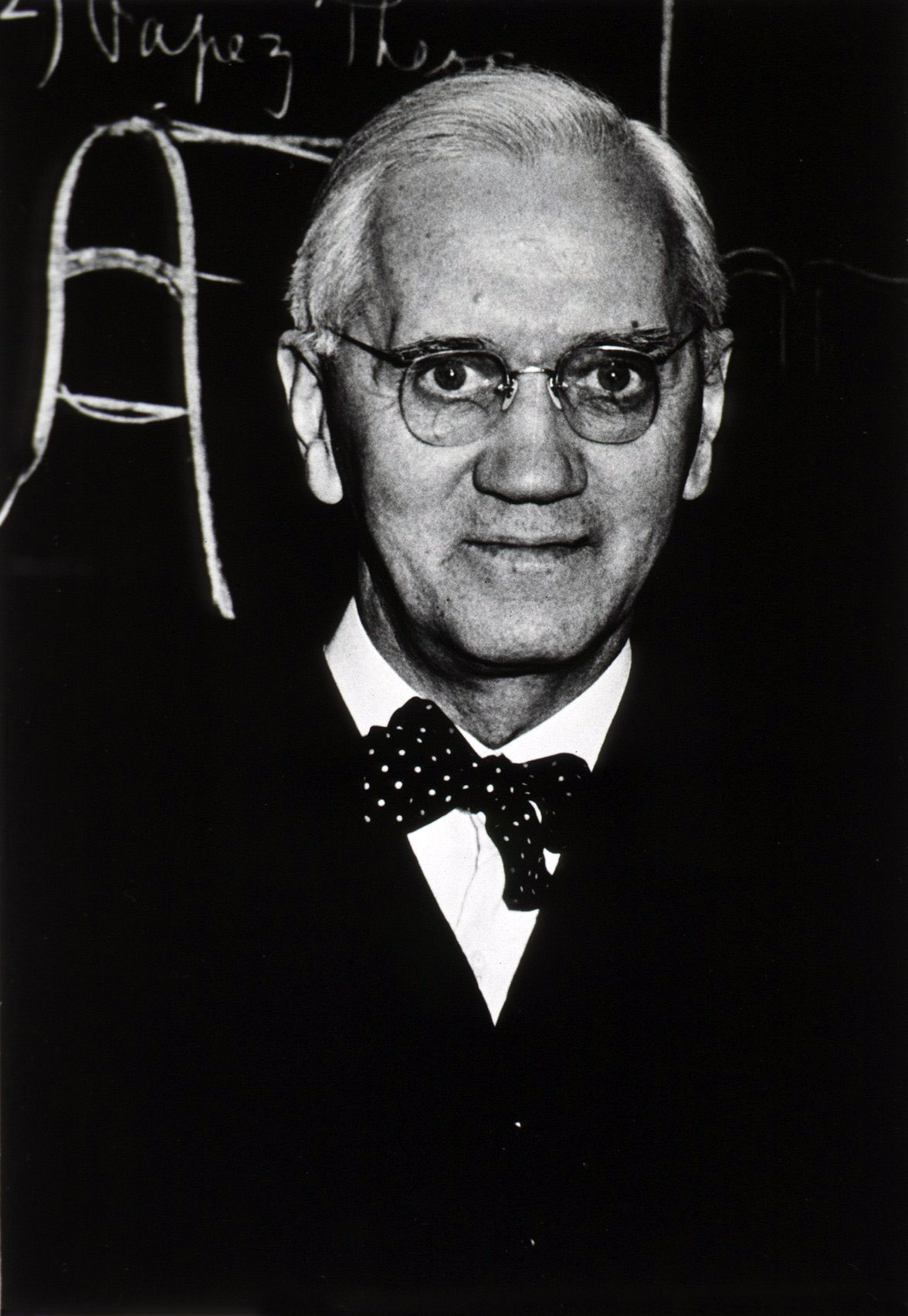
Alexander Fleming (1881–1955)

- Fleming, Amalia (1912–1986), griechische Widerstandskämpferin, Politikerin und Ärztin
- Fleming, Andrew, britischer Prähistoriker
- Fleming, Andrew (* 1963), US-amerikanischer Regisseur
- Fleming, Anette (* 1960), deutsche Filmeditorin
- Fleming, Aretas B. (1839–1923), US-amerikanischer Politiker
- Fleming, Bart (* 1942), US-amerikanischer Offizier, Beamter, Lehrer, Gastdozent und Politiker
- Fleming, Billie (1914–2014), britische Radsportlerin
- Fleming, Bonnie, US-amerikanische Teilchenphysikerin
- Fleming, Brian (* 1946), irischer Politiker
- Fleming, Cailey (* 2007), US-amerikanische SchauspielerinCailey Fleming (* 2007)

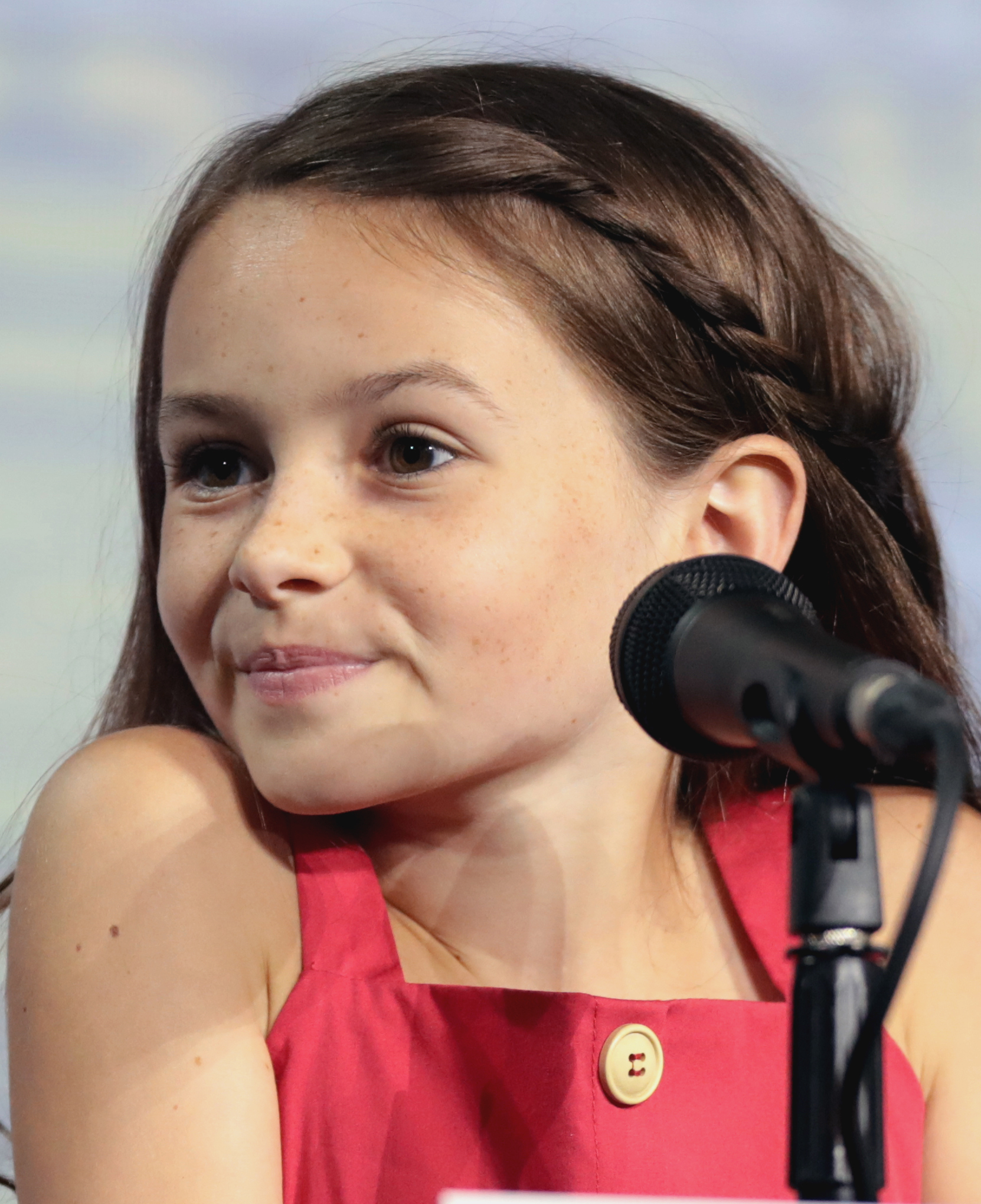
Cailey Fleming (* 2007)

- Fleming, Cameron (* 1992), US-amerikanischer American-Football-Spieler
- Fleming, Caroline (* 1975), dänisches Model, Moderatorin und ehemalige Baronesse
- Fleming, Chris (* 1970), US-amerikanischer Basketballspieler und -trainer
- Fleming, Clas Eriksson († 1597), schwedischer Adliger und Admiral
- Fleming, Clas Larsson (1592–1644), schwedischer Admiral
- Fleming, Colin (* 1984), britischer Tennisspieler
- Fleming, Craig (* 1971), englischer Fußballspieler und -trainer
- Fleming, Curtis (* 1968), irischer Fußballspieler und -trainer
- Fleming, Donald (1905–1986), kanadischer Rechtsanwalt und Politiker
- Fleming, Edward (1924–1992), dänischer Filmregisseur, Drehbuchautor und Schauspieler
- Fleming, Eric (1925–1966), US-amerikanischer Schauspieler
- Fleming, Erin (1941–2003), kanadische Schauspielerin
- Fleming, Fergus (* 1959), britischer Autor
- Fleming, Francis (1842–1922), britischer Kolonialgouverneur von Sierra Leone
- Fleming, Francis P. (1841–1908), US-amerikanischer Politiker
- Fleming, Gerald (1921–2006), deutsch-englischer Sprachlehrer und Holocaustforscher
- Fleming, Gerry (* 1967), kanadischer Eishockeyspieler und -trainer
- Fleming, Graham (* 1949), britisch-US-amerikanischer Chemiker
- Fleming, Griseldis (* 1933), deutsche Schriftstellerin
- Fleming, Hans († 1623), flämischer Baumeister, Steinmetz und Bildhauer
- Fleming, Harold (1887–1955), englischer Fußballspieler
- Fleming, Herman (1619–1673), schwedischer Politiker und Militär
- Fleming, Hermann Pedersson (1520–1583), schwedischer Militär und Staatsmann
- Fleming, Ian (1888–1969), australischer Schauspieler
- Fleming, Ian (1908–1964), britischer SchriftstellerIan Fleming (1908–1964)

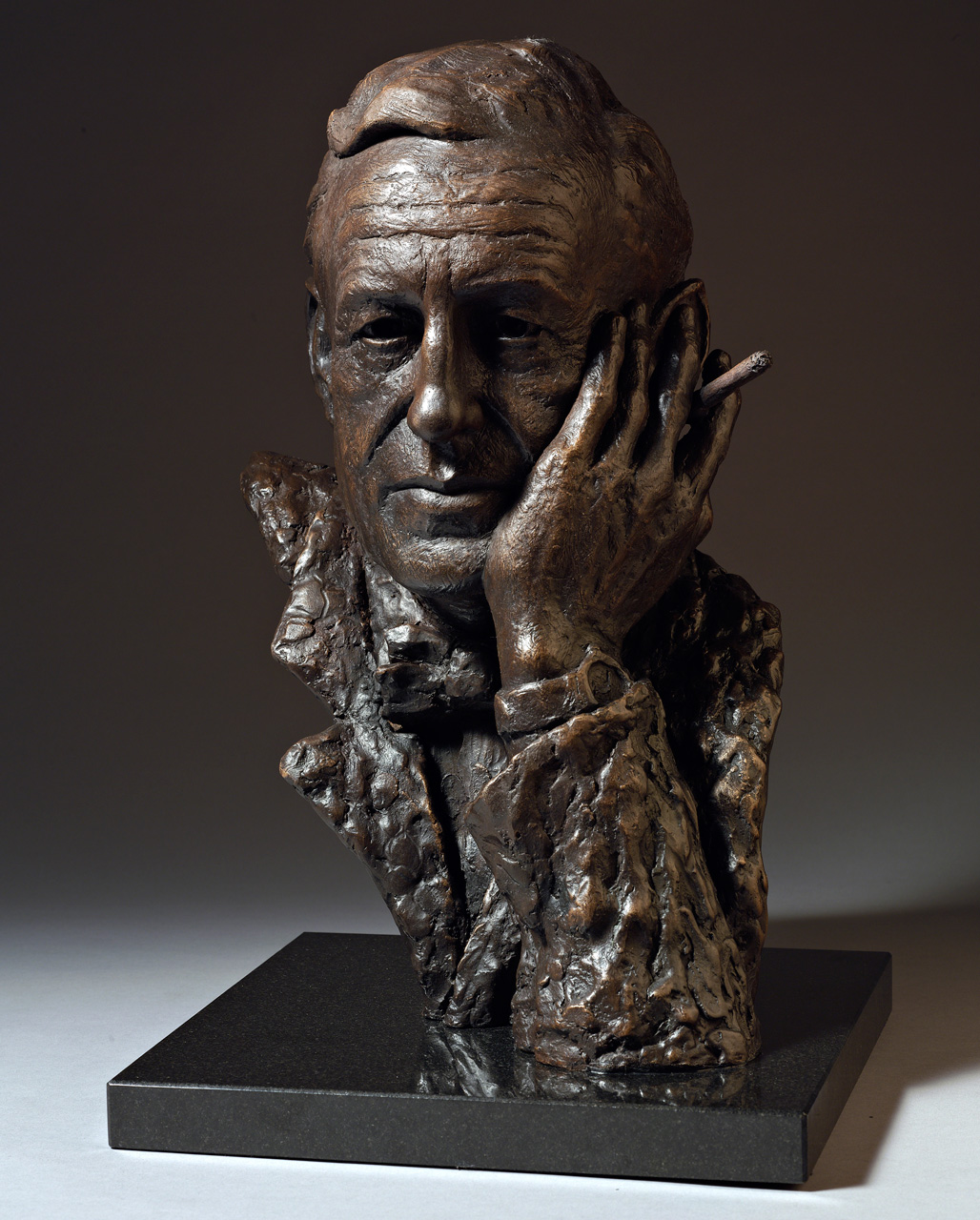
Ian Fleming (1908–1964)

- Fleming, Ian (* 1935), britischer organischer Chemiker
- Fleming, Ingrid (* 1966), deutsche Biochemikerin, Pharmakologin und Hochschullehrerin
- Fleming, James W. (1867–1928), US-amerikanischer Geschäftsmann, Bankier und Politiker
- Fleming, Jaqueline (* 1977), US-amerikanische Schauspielerin
- Fleming, Jasmine (* 2003), australische Beachvolleyballspielerin
- Fleming, Jeff (* 1979), neuseeländischer Fußballspieler
- Fleming, Jeffrey (* 1966), US-amerikanischer Geistlicher, römisch-katholischer Bischof von Great Falls-Billings
- Fleming, Jessie (* 1998), kanadische Fußballspielerin
- Fleming, Jimmy (1929–2019), schottischer Fußballspieler
- Fleming, Jimmy (* 1952), schottischer Fußballspieler
- Fleming, Joan (1908–1980), britische Schriftstellerin
- Fleming, John, britischer Trance-DJ und -Produzent
- Fleming, John (1785–1857), schottischer Zoologe und Geologe
- Fleming, John (1847–1925), schottischer Politiker, Mitglied des House of Commons
- Fleming, John (1881–1965), britischer Sportschütze
- Fleming, John (1889–1916), schottischer Fußballspieler
- Fleming, John (* 1948), irischer römisch-katholischer Geistlicher, Bischof von Killala
- Fleming, John (* 1959), australischer Sprinter
- Fleming, John Adam (1877–1956), US-amerikanischer Geophysiker
- Fleming, John Ambrose (1849–1945), britischer Elektroingenieur und Physiker
- Fleming, John C. (* 1951), US-amerikanischer Politiker
- Fleming, Joseph (1883–1960), US-amerikanischer Leichtathlet
- Fleming, Joy (1944–2017), deutsche SängerinJoy Fleming (1944–2017)

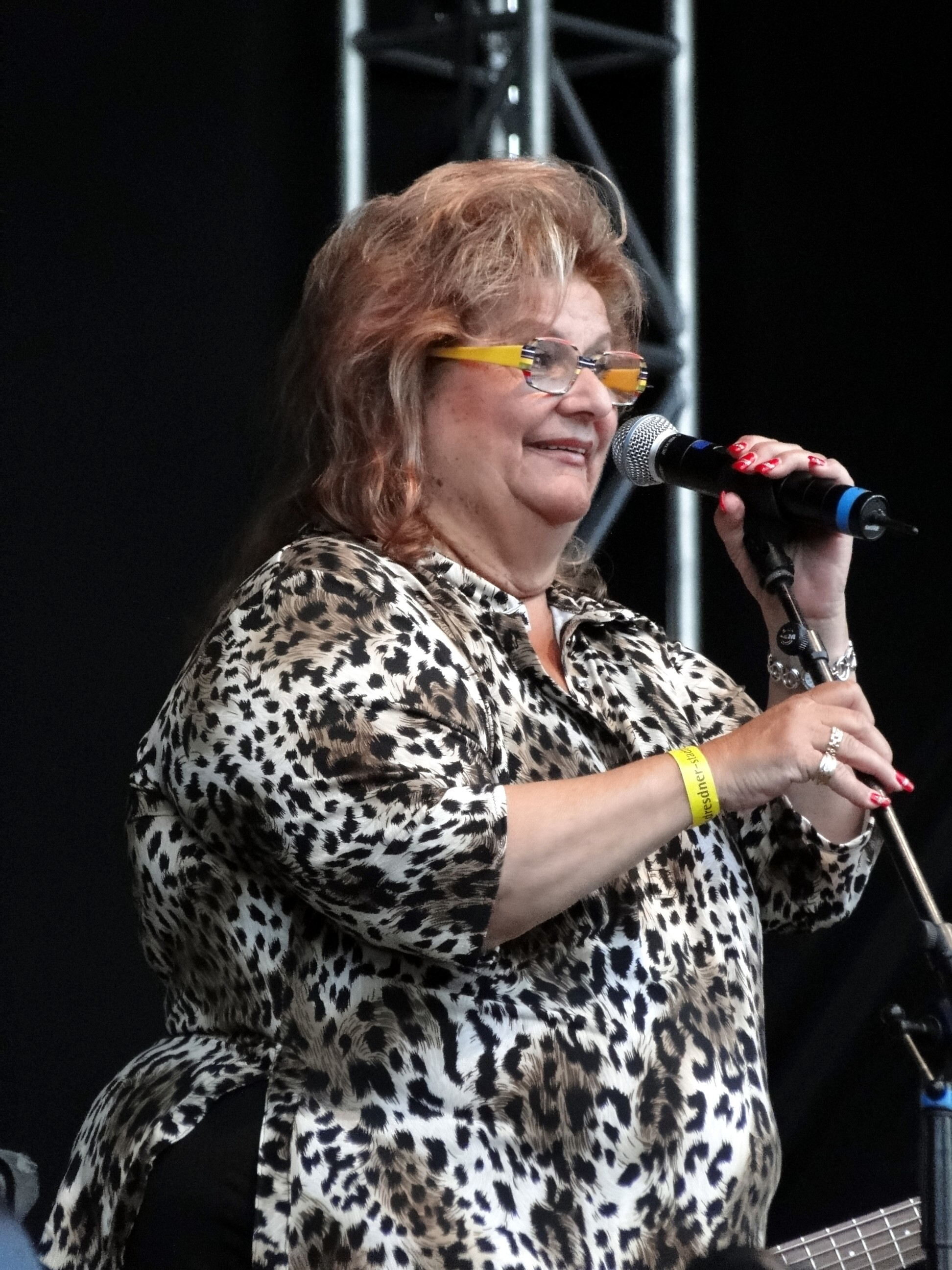
Joy Fleming (1944–2017)

- Fleming, Kate (1965–2006), US-amerikanische Hörbuchsprecherin und -produzentin
- Fleming, King (1922–2014), US-amerikanischer Jazz- und Rhythm and Blues Pianist und Bandleader
- Fleming, Lars Ivarsson († 1562), schwedischer Staatsmann
- Fleming, Leopoldo (1939–2025), amerikanischer Jazzmusiker (Perkussion, Komposition, Arrangement)
- Fleming, Lisa Kim (* 1985), amerikanisches Model und Unternehmerin
- Fleming, Lone (* 1945), dänische Schauspielerin, die größtenteils in Spanien aktiv ist
- Fleming, Malcolm, 3. Lord Fleming († 1547), schottischer Adliger
- Fleming, Melissa, US-amerikanische Journalistin und UN-Beamtin
- Fleming, Michael, US-amerikanischer Jazzmusiker
- Fleming, Nancy (1911–1988), neuseeländische Badmintonspielerin
- Fleming, Neil (* 1950), englischer Fußballspieler
- Fleming, Osbourne (* 1940), anguillanischer Politiker, Chief Minister
- Fleming, Paul (1609–1640), deutscher Schriftsteller und Arzt
- Fleming, Peggy (* 1948), US-amerikanische Eiskunstläuferin und Olympiasiegerin 1968
- Fleming, Peter (1907–1971), britischer Schriftsteller
- Fleming, Peter (* 1955), US-amerikanischer Tennisspieler
- Fleming, Philip (1889–1971), britischer Ruderer
- Fleming, Raymond H. (1889–1974), US-amerikanischer Offizier, Generalmajor der US Army
- Fleming, Rebekka (1944–2014), deutsche SchauspielerinRebekka Fleming (1944–2014)

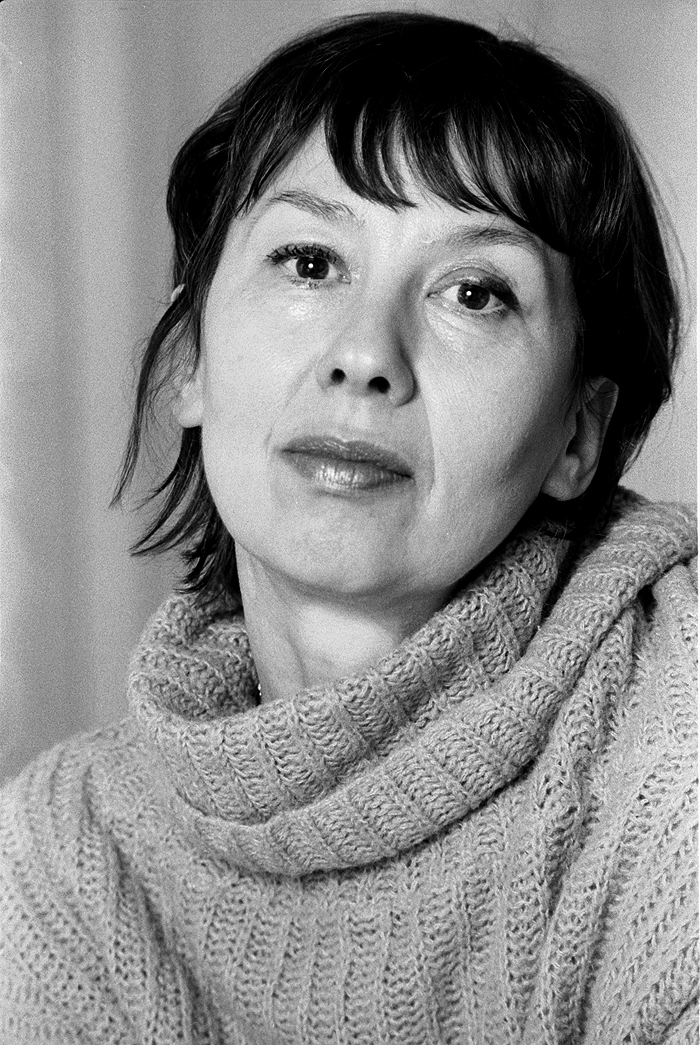
Rebekka Fleming (1944–2014)

- Fleming, Renée (* 1959), amerikanische Sopranistin
- Fleming, Rhonda (1923–2020), US-amerikanische Schauspielerin und Sängerin
- Fleming, Robert (1845–1933), schottischer Bankier und Mäzen
- Fleming, Robert (1921–1976), kanadischer Komponist, Pianist, Organist, Chorleiter und Musikpädagoge
- Fleming, Robert John (1854–1925), 27. Bürgermeister von Toronto
- Fleming, Robert John (1913–1984), US-amerikanischer Armeeoffizier und Gouverneur der Panamakanalzone
- Fleming, Robert Loren (* 1956), US-amerikanischer Comicautor
- Fleming, Robin (* 1956), US-amerikanische Historikerin
- Fleming, Sandford (1827–1915), kanadischer Ingenieur und Erfinder
- Fleming, Seán (* 1958), irischer Politiker (Fianna Fáil)
- Fleming, Seymour Dorothy (1758–1818), britische AdeligeSeymour Dorothy Fleming (1758–1818)

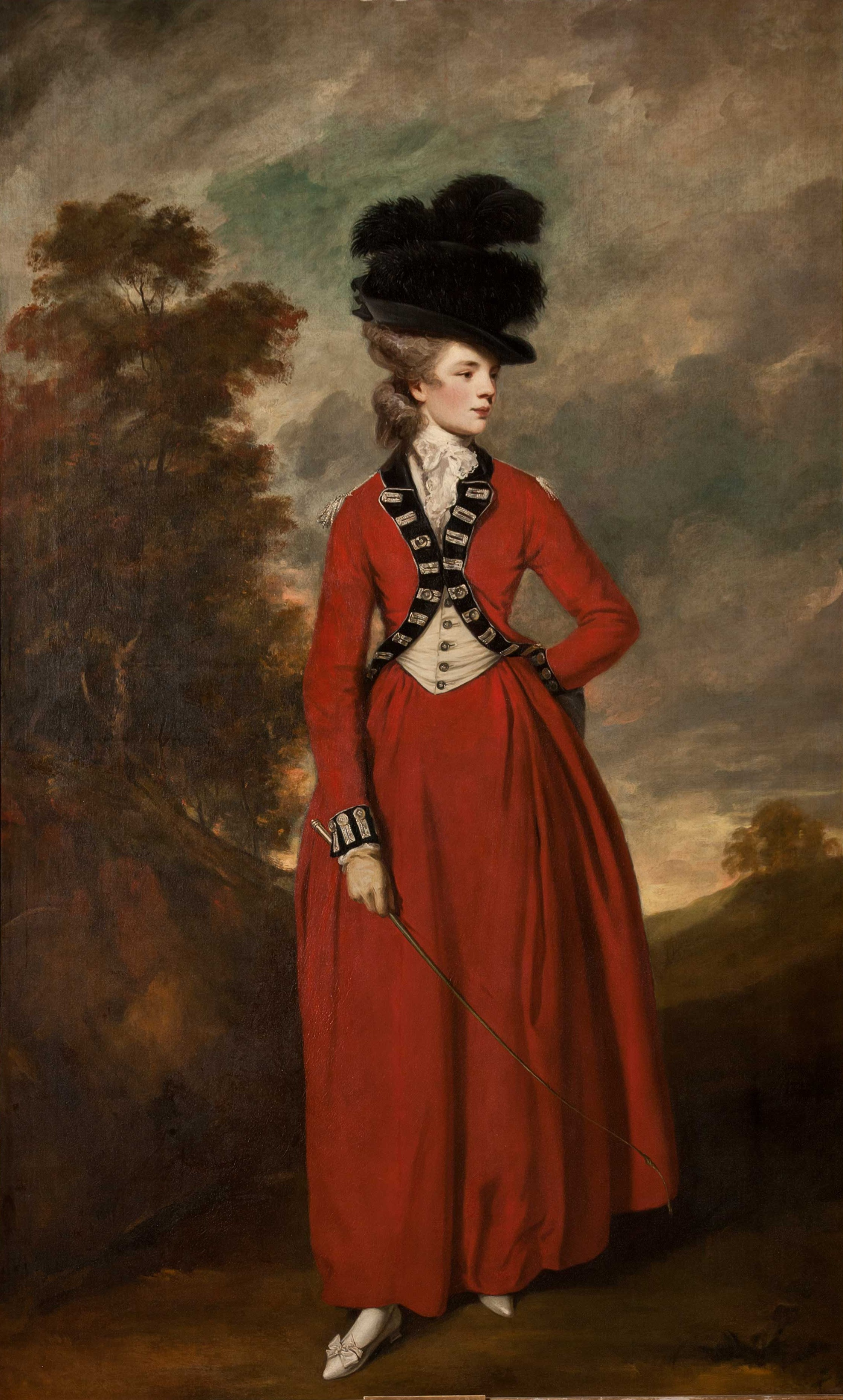
Seymour Dorothy Fleming (1758–1818)

- Fleming, Stefan (* 1959), österreichischer Schauspieler
- Fleming, Thomas (* 1945), US-amerikanischer römisch-katholisch-traditionalistischer Publizist
- Fleming, Thomas B., US-amerikanischer Dokumentarfilmer
- Fleming, Thomas Placidus (1642–1720), Abt
- Fleming, Tom (1927–2010), schottischer Schauspieler und Regisseur
- Fleming, Tom (* 1951), irischer Politiker
- Fleming, Tom (1951–2017), US-amerikanischer Marathonläufer
- Fleming, Valentine (1882–1917), britischer Unterhausabgeordneter
- Fleming, Valerie (* 1976), US-amerikanische Bobsportlerin
- Fleming, Victor (1889–1949), US-amerikanischer Filmregisseur
- Fleming, Wendell (1928–2023), US-amerikanischer Mathematiker
- Fleming, William (1729–1794), US-amerikanischer Politiker
- Fleming, William (1736–1824), US-amerikanischer Jurist und Politiker
- Fleming, William Bennett (1803–1886), US-amerikanischer Politiker
- Fleming, William Henry (1856–1944), US-amerikanischer Politiker
- Fleming, Williamina (1857–1911), amerikanische AstronominWilliamina Fleming (1857–1911)

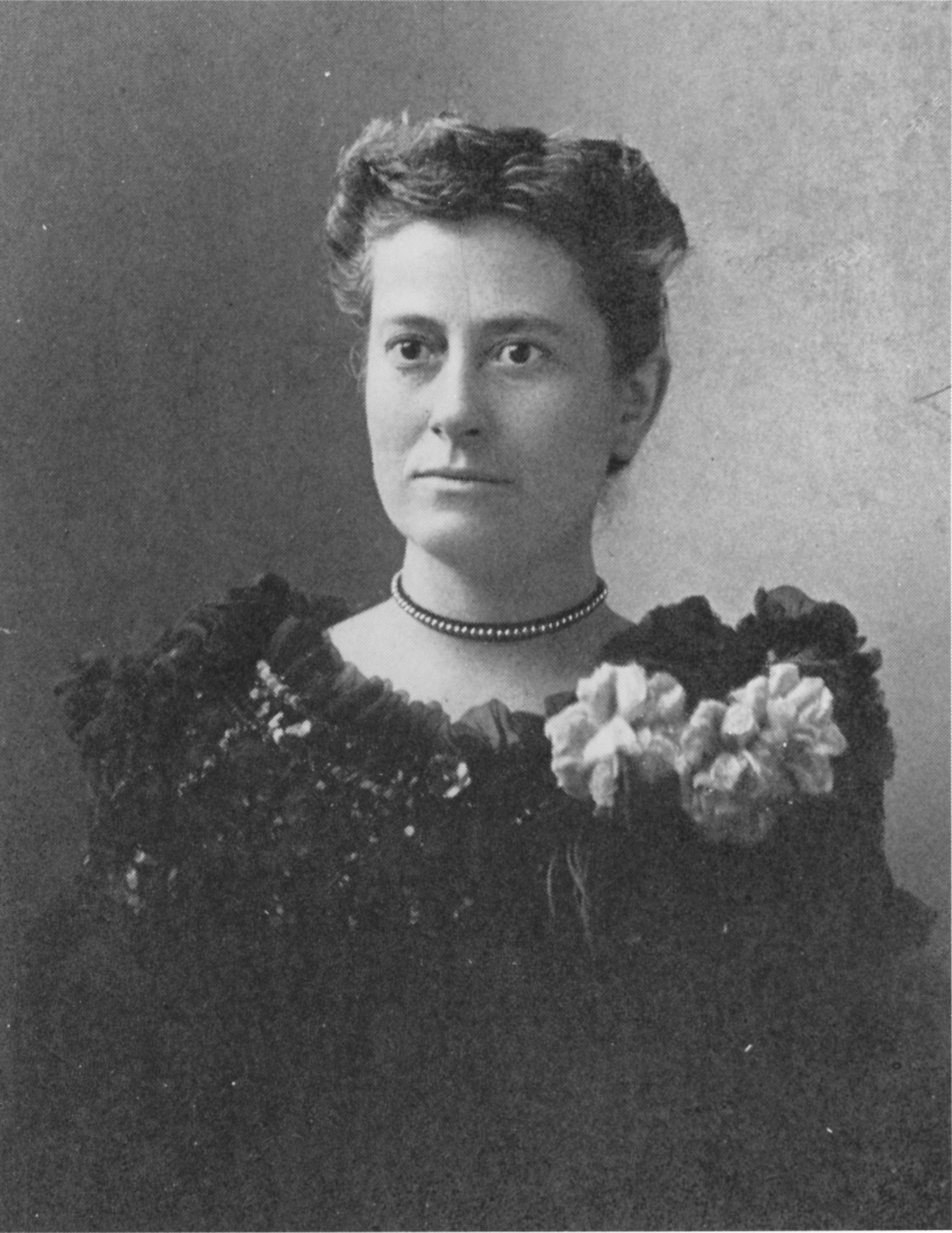
Williamina Fleming (1857–1911)

- Flemisch, Karl (1878–1937), deutscher Volkssänger und Komiker
- Flemmen, Andrine (* 1974), norwegische Skirennläuferin
- Flemmer, Walter (1936–2024), deutscher Fernsehjournalist, Autor und Regisseur
- Flemmich, Emmy (1889–1969), österreichische Filmschauspielerin
- Flemmig, Georg (1874–1950), deutscher Lehrer, religiös-sozialer Volksschriftsteller, Zeitschriftenherausgeber und Ehrenbürger der Stadt Schlüchtern
- Flemming (* 1996), niederländischer Singer-Songwriter
- Flemming, Adam Friedrich von (1687–1744), sächsischer Reichsgraf und königlicher Kammerherr
- Flemming, Albert von (1813–1884), preußischer Diplomat
- Flemming, Alexander (* 1987), deutscher Tischtennisspieler
- Flemming, Antje (* 1974), deutsche Literaturwissenschaftlerin, Autorin und Herausgeberin
- Flemming, Arthur (1905–1996), US-amerikanischer Politiker
- Flemming, Barbara (1930–2020), deutsche Islamwissenschaftlerin und Autorin
- Flemming, Bert (* 1944), deutscher Mediziner und Politiker (SPD), MdA
- Flemming, Bogislaw Bodo von (1671–1732), deutscher Offizier, zuletzt General
- Flemming, Brian (* 1966), US-amerikanischer Regisseur und Drehbuchautor
- Flemming, Carl (1806–1878), deutscher Buchhändler und Verleger
- Flemming, Carl (1862–1934), deutscher Ingenieur, Unternehmer und Verbandsfunktionär
- Flemming, Carl Berend Sigismund von (1779–1835), preußischer Landrat, pommerscher Provinziallandtagsabgeordneter
- Flemming, Carl Friedrich (1799–1880), deutscher Psychiater
- Flemming, Catherine (* 1967), deutsche FilmschauspielerinCatherine Flemming (* 1967)

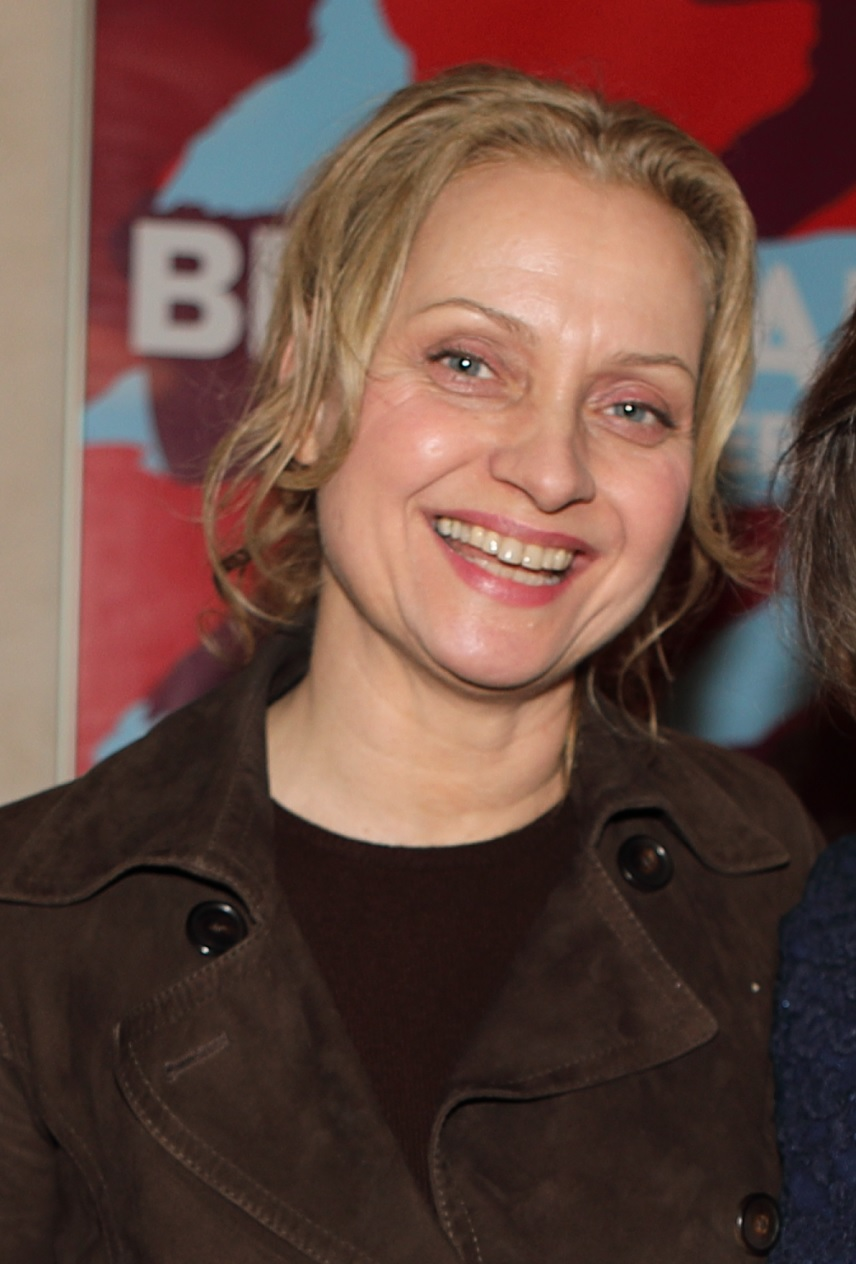
Catherine Flemming (* 1967)

- Flemming, Charlotte (1920–1993), deutsche Kostümbildnerin
- Flemming, Dennis (* 1996), Fußballspieler von St. Kitts und Nevis
- Flemming, Eckart (1929–2005), deutscher Ingenieur und Hochschullehrer
- Flemming, Edmund von (1827–1897), deutscher Rittergutsbesitzer und Politiker (NLP), MdR
- Flemming, Emanuel Friedrich (1814–1891), Entwickler und erster Leiter des Blindenhauses in Hannover
- Flemming, Emanuel Gottlieb (1772–1818), Begründer des sächsischen Blindenwesens
- Flemming, Ernst (1870–1955), deutscher Bergbeamter
- Flemming, Ernst (1892–1967), deutscher Architekt
- Flemming, Ernst Bogislaus von (1704–1764), preußischer Generalmajor und Chef des Infanterie-Regiments Nr. 58
- Flemming, Eustachius von (* 1634), kursächsischer Generalmajor und zuletzt Kommandant der Festung Königstein
- Flemming, Felix Friedrich von (1661–1738), Richter am Wismarer Tribunal, preußischer Geheimer Rat und Erblandmarschall in Pommern
- Flemming, Friedrich Ferdinand (1778–1813), deutscher Augenarzt, Komponist und Sänger
- Flemming, Friedrich von (1707–1777), deutscher Ritter des Johanniterordens
- Flemming, Fritz (1873–1947), deutscher Oboist
- Flemming, Georg Detlev von (1699–1771), polnisch-sächsischer General der Artillerie, Großschatzmeister von Litauen und Großwojewode von Pommerellen
- Flemming, Hagen (* 1965), deutscher Grafiker, Comiczeichner und Illustrator
- Flemming, Hanns Theodor (1915–2005), deutscher Kunsthistoriker und Kunstkritiker
- Flemming, Hans (1880–1935), deutscher Architekt und Filmarchitekt
- Flemming, Hans (1886–1935), deutscher Luftschiffer
- Flemming, Hans-Curt (* 1947), deutscher Mikrobiologe und Hochschullehrer
- Flemming, Hasso von (1838–1896), deutscher Rittergutsbesitzer und Parlamentarier
- Flemming, Heino Heinrich von (1632–1706), deutscher Heerführer, Generalfeldmarschall und Gouverneur von Berlin
- Flemming, Heinrich Ernst Ludwig Karl von (1778–1852), pommerscher Gutsbesitzer und Landrat des Kreises Usedom-Wollin
- Flemming, Heinrich Ludwig von (1717–1783), preußischer Generalmajor, Chef des Infanterie-Regiments Nr. 29, Lehnsherr der Herrschaft Buckow
- Flemming, Herb (1900–1976), US-amerikanischer Jazz-Trompeter
- Flemming, Herbert (1903–1966), deutscher Ingenieur und Hochschullehrer für Holztechnik und Faserwerkstofftechnik
- Flemming, Hugh John (1899–1982), kanadischer Politiker
- Flemming, Ingo (* 1968), deutscher Politiker (CDU), MdL
- Flemming, Jacob Heinrich von (1667–1728), kursächsischer Kabinettsminister und FeldmarschallJacob Heinrich von Flemming (1667–1728)

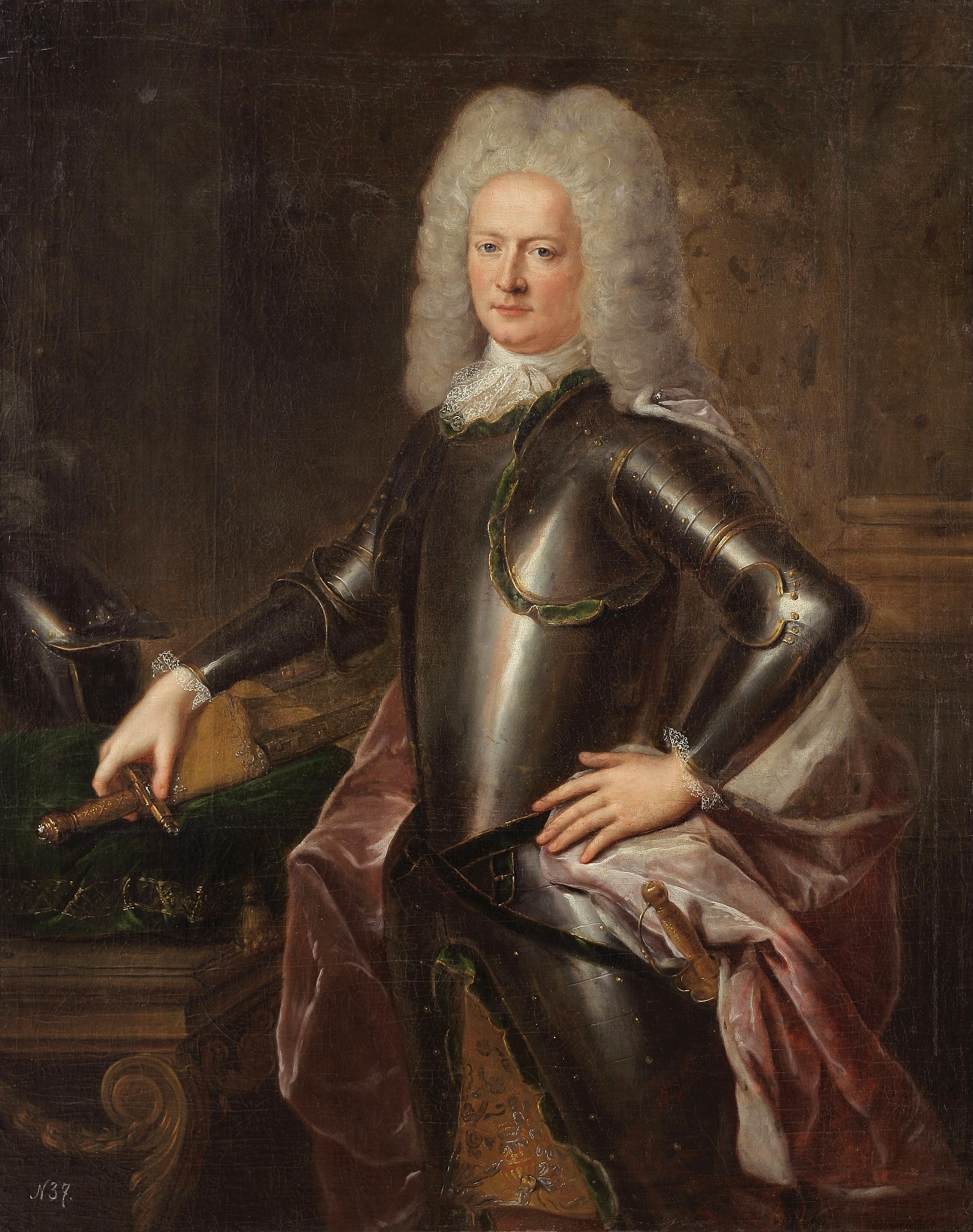
Jacob Heinrich von Flemming (1667–1728)

- Flemming, James Kidd (1868–1927), kanadischer Politiker, Unterhausmitglied, Premier von New Brunswick
- Flemming, Jane (* 1965), australische Leichtathletin
- Flemming, Jens (* 1944), deutscher Historiker
- Flemming, Joachim Friedrich von (1665–1740), sächsischer, später brandenburgischer, Heerführer und Gouverneur von Leipzig
- Flemming, Johann Christian (1705–1775), deutscher Orgelbauer
- Flemming, Johann Christian Friedrich (1745–1811), deutscher Orgelbauer
- Flemming, Johann Friedrich August Detlev von (1785–1827), preußischer Diplomat
- Flemming, Johann Friedrich von (1670–1733), kursächsischer Oberforst- und Wildmeister sowie Jagd- und Militärschriftsteller
- Flemming, Johann Georg von (1679–1747), Generalleutnant und kursächsischer Kammerherr
- Flemming, Johann Heinrich Joseph Georg von (1752–1830), Krongroßschwertträger in Polen
- Flemming, Johann Samuel Gottlob (1740–1827), sächsischer evangelischer Pfarrer
- Flemming, Julius Gustav von (1703–1759), preußischer Landrat
- Flemming, Jürgen (1920–2013), deutscher Politiker (FDP/DVP, SPD), MdL
- Flemming, Karl Georg Friedrich von (1705–1767), sächsischer Politiker und Diplomat
- Flemming, Karl von (1783–1866), deutscher Rittergutsbesitzer, Beamter in sächsischen und preußischen Diensten
- Flemming, Karl von (1872–1938), deutscher Fideikommissbesitzer und Politiker, Reichstagsabgeordneter
- Flemming, Manfred (1930–2015), deutscher Maschinenbauingenieur und Hochschullehrer
- Flemming, Marilies (1933–2023), österreichische Politikerin (ÖVP), Abgeordnete zum Nationalrat, MdEP
- Flemming, Markus (* 1968), deutscher Eishockeytorhüter
- Flemming, Max Leon (1881–1956), deutscher Kaufmann, Konsul der Niederlande, Kunstsammler und -mäzen
- Flemming, Michael (* 1965), deutscher Eishockeyspieler
- Flemming, Ordell (* 1993), Fußballspieler von St. Kitts und Nevis
- Flemming, Pete (* 2005), deutscher Radsportler
- Flemming, Petra (1944–1988), deutsche Malerin und Grafikerin
- Flemming, Richard von (1879–1960), deutscher Großgrundbesitzer und Landwirtschaftsfunktionär
- Flemming, Tamm von (1812–1886), preußischer Generalmajor, Kommandeur der 8. Kavallerie-Brigade und Ehrenritter des Johanniterordens
- Flemming, Thomas (* 1967), deutscher Schwimmsportler
- Flemming, Walter (1890–1947), deutscher Verwaltungsjurist und Oberbürgermeister von Glauchau
- Flemming, Walter (1896–1977), deutscher Metallgestalter, Goldschmied, Bildhauer und Restaurator
- Flemming, Walther (1843–1905), deutscher Anatom und Zellbiologe
- Flemming, Willi (1888–1980), deutscher Theaterwissenschaftler und Germanist
- Flemming, Wulf (1941–2021), österreichischer Regisseur und Produzent
- Flemming, Zian (* 1998), niederländischer Fußballspieler
- Flemyng, Jason (* 1966), englischer SchauspielerJason Flemyng (* 1966)

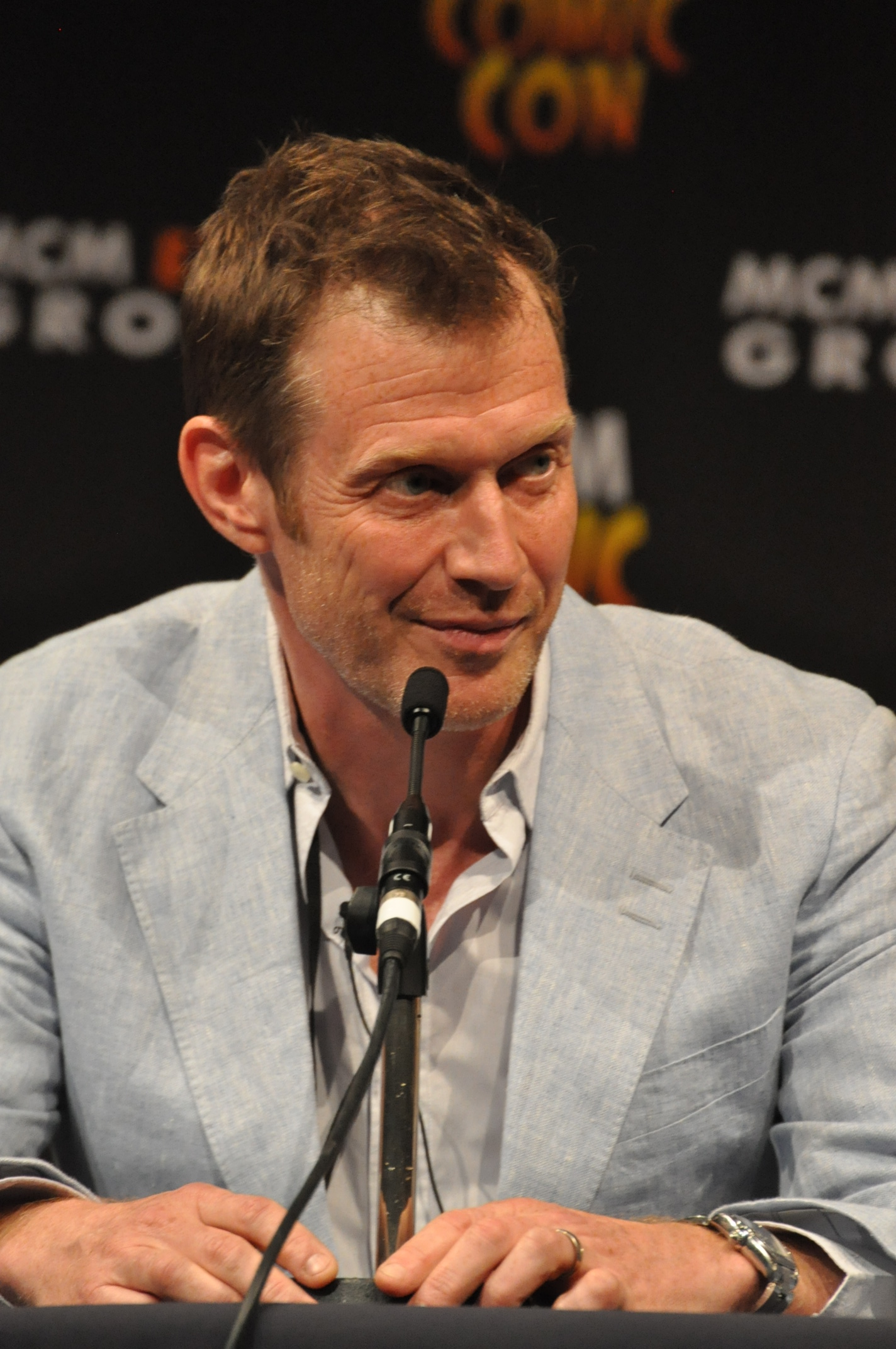
Jason Flemyng (* 1966)

- Flemyng, Robert (1912–1995), britischer Schauspieler

### Flen
- Flender von der Hardt, Friedrich (1674–1707), Siegerländer Hammerschmied
- Flender, Alfred Friedrich (1901–1969), deutscher Ingenieur und Unternehmer
- Flender, August (1899–1982), deutscher Volkswirtschaftler
- Flender, Daniel (1665–1723), deutscher Jesuit und Theologe
- Flender, Friedrich (1876–1939), deutscher Unternehmer
- Flender, Hermann (1653–1725), deutscher Theologe, Dechant und Wohltäter
- Flender, Hermann (1918–2004), deutscher Diplomat und Botschafter
- Flender, Hermann Ignatius (1681–1747), deutscher Theologe und Dekan
- Flender, Johannes (1653–1724), deutscher Philosoph und Theologe
- Flender, Karl Wolfgang (* 1986), deutscher Autor
- Flender, Reinhard David (* 1953), deutscher Komponist und Musikwissenschaftler
- Flendrovsky, Cenzi (1872–1900), österreichische Radrennfahrerin
- Flengsrud, Leif (1922–2009), norwegischer Radrennfahrer
- Flenker, Ingo (* 1946), deutscher Internist und Ärztefunktionär
- Flenker, Jürgen (* 1964), deutscher Autor
- Flennoy, Lorenzo (1910–1971), US-amerikanischer Jazzmusiker und Komponist
- Flens, Rick (* 1983), niederländischer Radrennfahrer
- Flensborg, Carl Julius (1804–1852), dänischer Heeresoffizier und Kriegsminister
- Flensborg, Claus (* 1976), dänischer Handballspieler
- Flensburg, Wilhelm (1819–1897), schwedischer lutherischer Theologe und Bischof
- Flenter, Kersten (* 1966), deutscher Autor, Herausgeber und Sänger
- Flentrop, Dirk Andries (1910–2003), niederländischer Orgelbauer

### Flep
- Fleps, Georg (* 1922), deutscher Waffen-SS-Soldat

### Fler
- Fler (* 1982), deutscher RapperFler (* 1982)

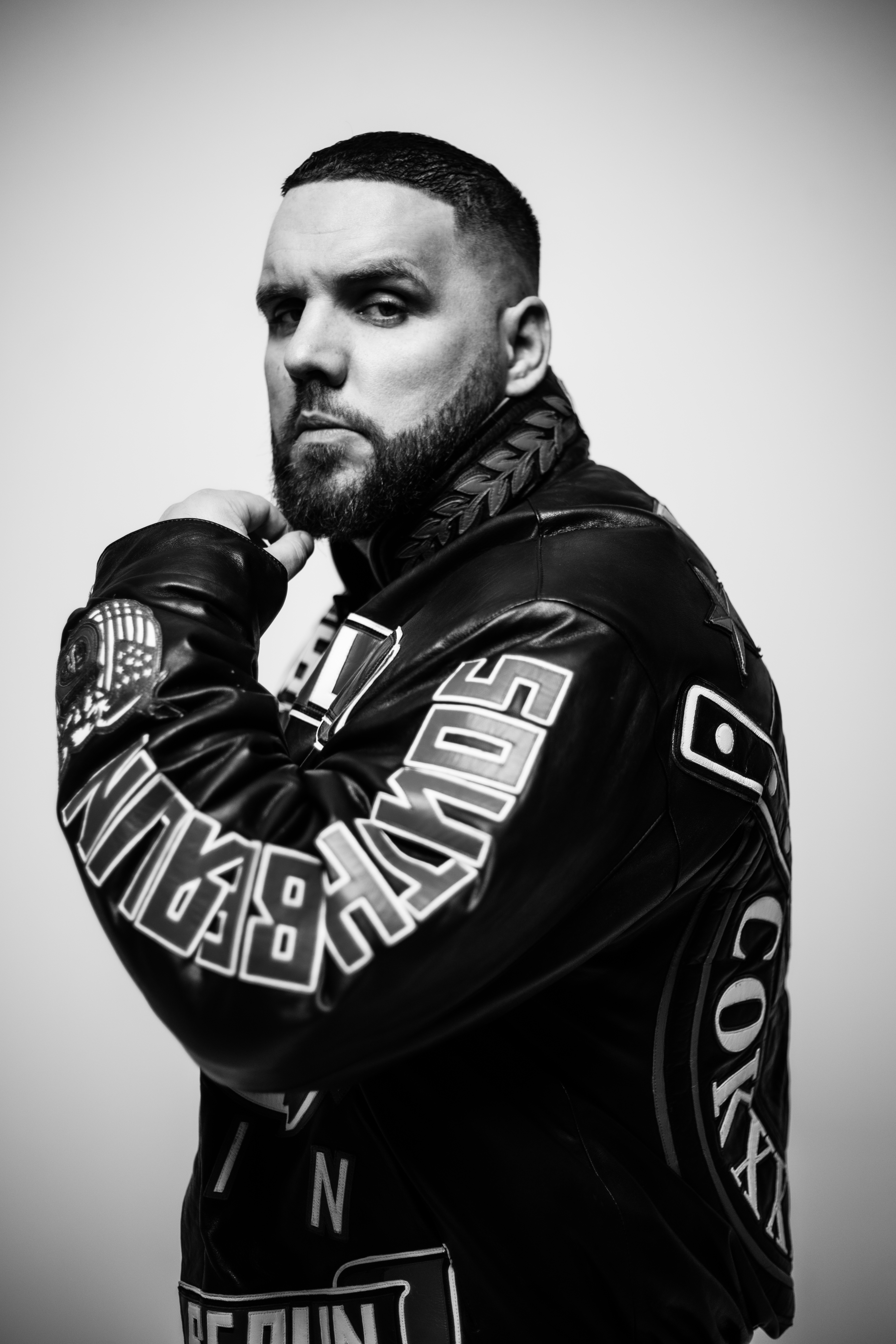
Fler (* 1982)

- Fleri, Diane (* 1983), italienische Schauspielerin
- Flers, Camille (1802–1868), französischer Maler und Zeichner, Tänzer und Schauspieler
- Flers, Louis-Charles de (1754–1794), französischer Divisionsgeneral
- Flers, Robert de (1872–1927), französischer Dramatiker und Journalist
- Flersheim, Ernst (1862–1944), deutscher Kaufmann, Unternehmer, Kunstsammler und -mäzen
- Flersheim, Martin (1856–1935), deutscher Kaufmann, Unternehmer, Kunstsammler, -förderer und Mäzen
- Flersheim, Philipp von (1481–1552), Fürstbischof von Speyer
- Flerx, Karl (1782–1816), deutscher Sänger (Bass), Tänzer und Komiker
- Flerx, Ludwig (1825–1890), deutscher Theaterschauspieler, -regisseur, -intendant, Bühnenautor und Librettist
- Flery, Mireille (1907–1986), griechische Sängerin der Stimmlage Sopran

### Fles
- Fles, Etha (1857–1948), niederländische Malerin und Kunstkritikerin
- Fles, Joseph (1819–1905), niederländischer Augenarzt
- Flesch, Adam (1819–1892), deutscher Arzt, Frankfurter Politiker
- Flesch, Carl (1873–1944), ungarischer Violinist, Violinlehrer und MusikschriftstellerCarl Flesch (1873–1944)

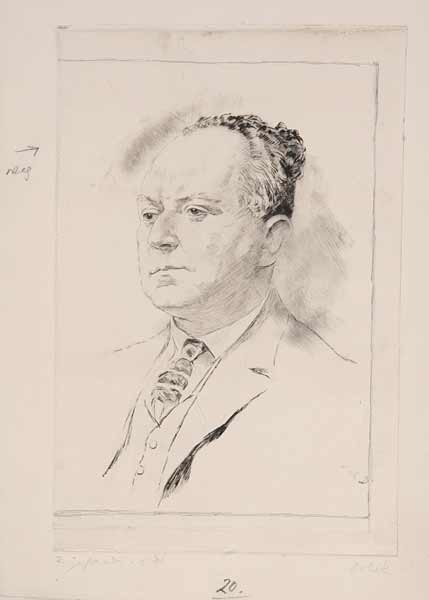
Carl Flesch (1873–1944)

- Flesch, Colette (* 1937), luxemburgische Politikerin, Mitglied der Chambre, MdEP und Sportlerin
- Flesch, Ella (1898–1957), ungarische Opernsängerin (Sopran)
- Flesch, Gerhard (1909–1948), deutscher SS-Obersturmbannführer
- Flesch, Günther (1930–2019), deutscher Schauspieler, Synchron- und Hörspielsprecher
- Flesch, Hans (1896–1945), deutscher Rundfunkpionier
- Flesch, Holger (* 1959), deutscher Schlagersänger
- Flesch, Jacob (1885–1972), deutscher Rechtsanwalt und Notar
- Flesch, János (1933–1983), ungarischer Schachspieler
- Flesch, Karl (1853–1915), Frankfurter Sozialpolitiker
- Flesch, Karl (1874–1945), deutscher Arzt, Übersetzer und Autor neulateinischer Gedichte
- Flesch, Kirsten (* 1957), deutsche Politikerin (SPD), MdA
- Flesch, Max (1852–1943), deutscher Anatom, Kriminalanthropologe, Gynäkologe, Sexual- und Sozialreformer
- Flesch, Oliver (* 1969), deutscher Journalist, Drehbuch-, Belletristik- und Sachbuchautor
- Flesch, Reinhard (1894–1942), deutscher SS-Führer und Gestapomitarbeiter
- Flesch, Rosa (1826–1906), Gründerin der Waldbreitbacher Franziskanerinnen von der allerseligsten Jungfrau Maria von den EngelnRosa Flesch (1826–1906)

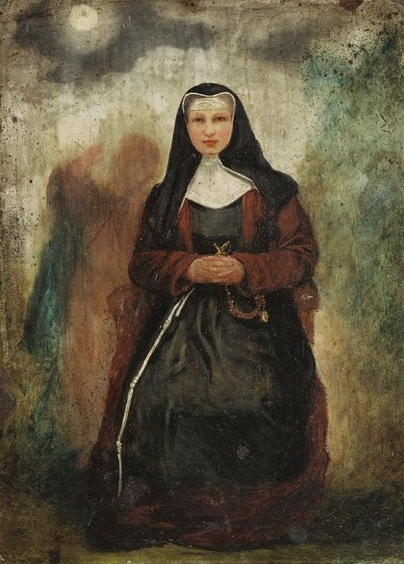
Rosa Flesch (1826–1906)

- Flesch, Rudolf (1911–1986), US-amerikanischer Autor und Experte für Lesbarkeit von Texten
- Flesch, Siegfried (1872–1939), österreichischer Säbelfechter
- Flesch, Stephan (* 1981), deutscher Basketballspieler
- Flesch, Steve (* 1967), US-amerikanischer Golfsportler
- Flesch, Theodor August (1889–1972), deutscher Oberregierungsrat und Landrat
- Flesch-Brunningen, Hans (1895–1981), österreichischer Schriftsteller und Übersetzer
- Flesch-Brunningen, Luma von (1856–1934), tschechische Malerin in Österreich und Deutschland
- Flesch-Thebesius, Marlies (1920–2018), deutsche Journalistin, Theologin und Autorin
- Flesch-Thebesius, Max (1889–1983), deutscher Chirurg und Kommunalpolitiker
- Flesche, Balthasar Otto († 1750), deutscher Jurist, Bürgermeister von Stargard in Pommern und städtischer Landrat
- Flesche, Herman (1886–1972), deutscher Architekt, Maler, Kunsthistoriker und Schriftsteller
- Flesche, Klaus (1917–1997), deutscher Architekt und Industrie-Designer
- Fleschen, Karl (* 1955), deutscher Langstreckenläufer
- Fleschhut, Johann (1956–2024), bayerischer Kommunalpolitiker
- Fleschhut, Reinhold (* 1908), deutscher Politiker (SED), Präsident der Kammer für Außenhandel der DDR
- Fleschuez, Gustav von (1828–1913), bayerischer General der Kavallerie
- Fleschütz, Jette (* 2002), deutsche Hockeyspielerin
- Flesey, John Walter (* 1942), US-amerikanischer Geistlicher, emeritierter römisch-katholischer Weihbischof in Newark
- Fleshler, Glenn (* 1968), US-amerikanischer Schauspieler
- Fleskes, Günter (* 1945), deutscher Politiker (SPD), MdL
- Flesner, Hannes (1928–1984), deutscher Musik-Journalist, Liedtexter und ostfriesischer Liedermacher
- Fless, Bettina (1961–2007), deutsche Autorin, Dozentin, Schauspielerin und Theaterregisseurin
- Fless, Friederike (* 1964), deutsche Klassische ArchäologinFriederike Fless (* 1964)

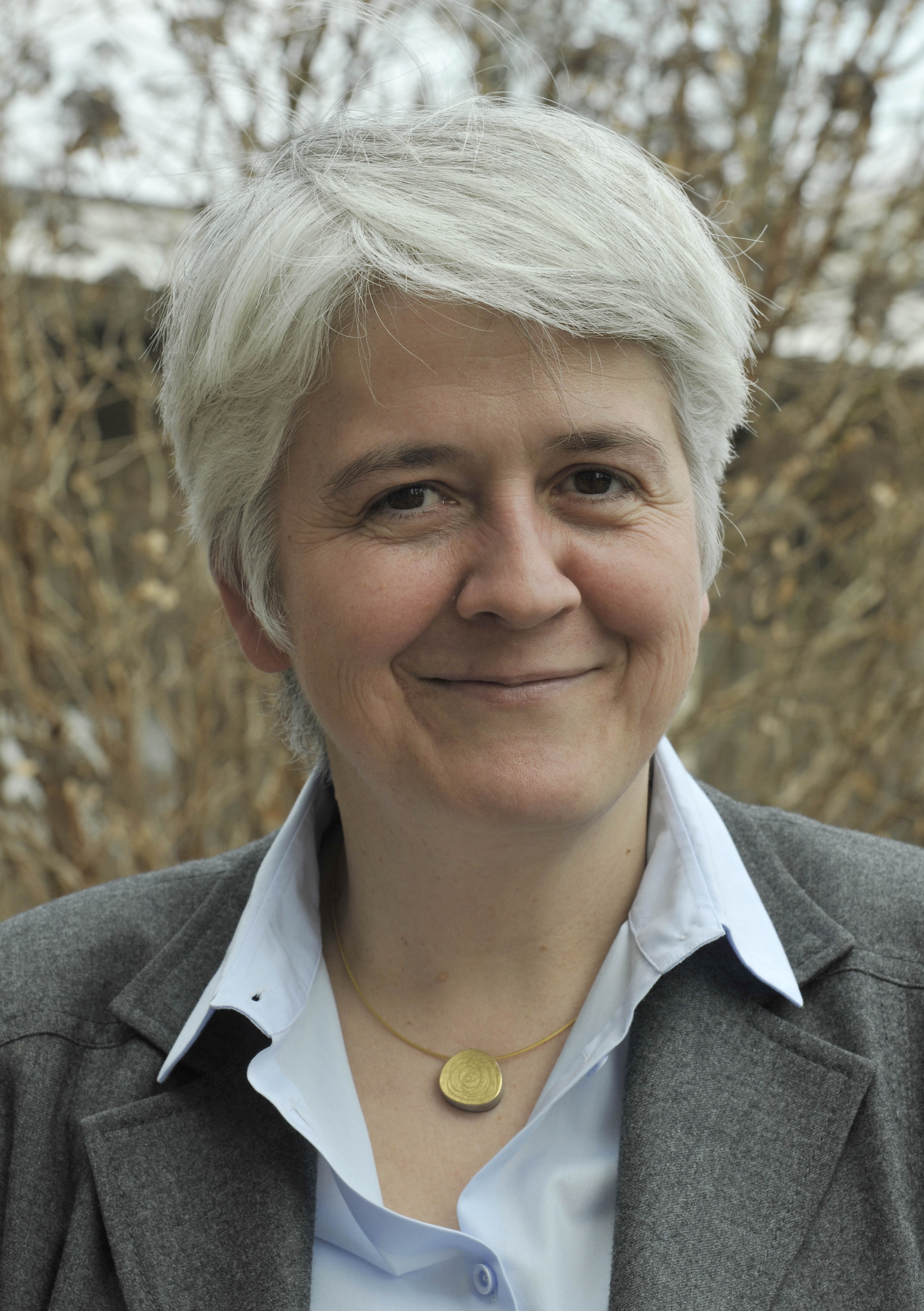
Friederike Fless (* 1964)

- Flessa, Ernst (1903–1976), deutscher Studienprofessor und Lyriker
- Flessa, Johann Adam (1694–1775), deutscher evangelisch-lutherischer Geistlicher und Pädagoge
- Flessa, Karl W. (* 1946), deutschamerikanischer Geologe, Zoologe und Paläontologe
- Fleßa, Steffen (* 1966), deutscher Wirtschaftswissenschaftler, Gesundheitsökonom und Hochschullehrer
- Flessati, Julian (* 1992), Schweizer Segler
- Flessburg, Alexander (1883–1942), deutscher Schauspieler, Opernsänger (Tenor/Bariton) und Textdichter
- Flessburg, Alexander Heinz (1874–1936), deutscher Militärmusiker und SS-Obersturmführer
- Flessel-Colovic, Laura (* 1971), französische Degenfechterin und Olympiasiegerin
- Flesselles, Jacques de (1730–1789), französischer Gefängniskommandant
- Fleßenkämper, Thomas (* 1981), klassischer Komponist und Pianist
- Flessenkemper, Bernd (* 1950), deutscher Politiker (SPD), MdL
- Fleßers, Robert (* 1987), deutscher Fußballspieler
- Flessl, Viktor (1898–1943), österreichischer Ruderer
- Flessner, Axel (1935–2022), deutscher Rechtswissenschaftler
- Flessner, Bernd (* 1957), deutscher Schriftsteller, Publizist und Medienwissenschaftler
- Flessner, Bernd (* 1969), deutscher Windsurfer
- Flessner, Günter (1930–2016), deutscher Politiker (CDU), MdL, Landesminister in Schleswig-Holstein
- Fleßner, Heike (1944–2021), deutsche Erziehungswissenschaftlerin und Hochschullehrerin
- Flessner, Heinz (1911–1998), deutscher Ingenieur, Erfinder und Unternehmer
- Flessner, Hermann (* 1930), deutscher Bauingenieur und Informatiker
- Flesvig, Herman (* 1992), norwegischer Komiker, Schauspieler, Drehbuchautor und Sänger

### Flet
- Fleta, Ignacio (1897–1977), bedeutender spanischer Gitarrenbauer
- Fleta, Miguel (1897–1938), spanischer Opernsänger (Tenor)
- Fletcher (* 1994), US-amerikanische PopsängerinFletcher (* 1994)

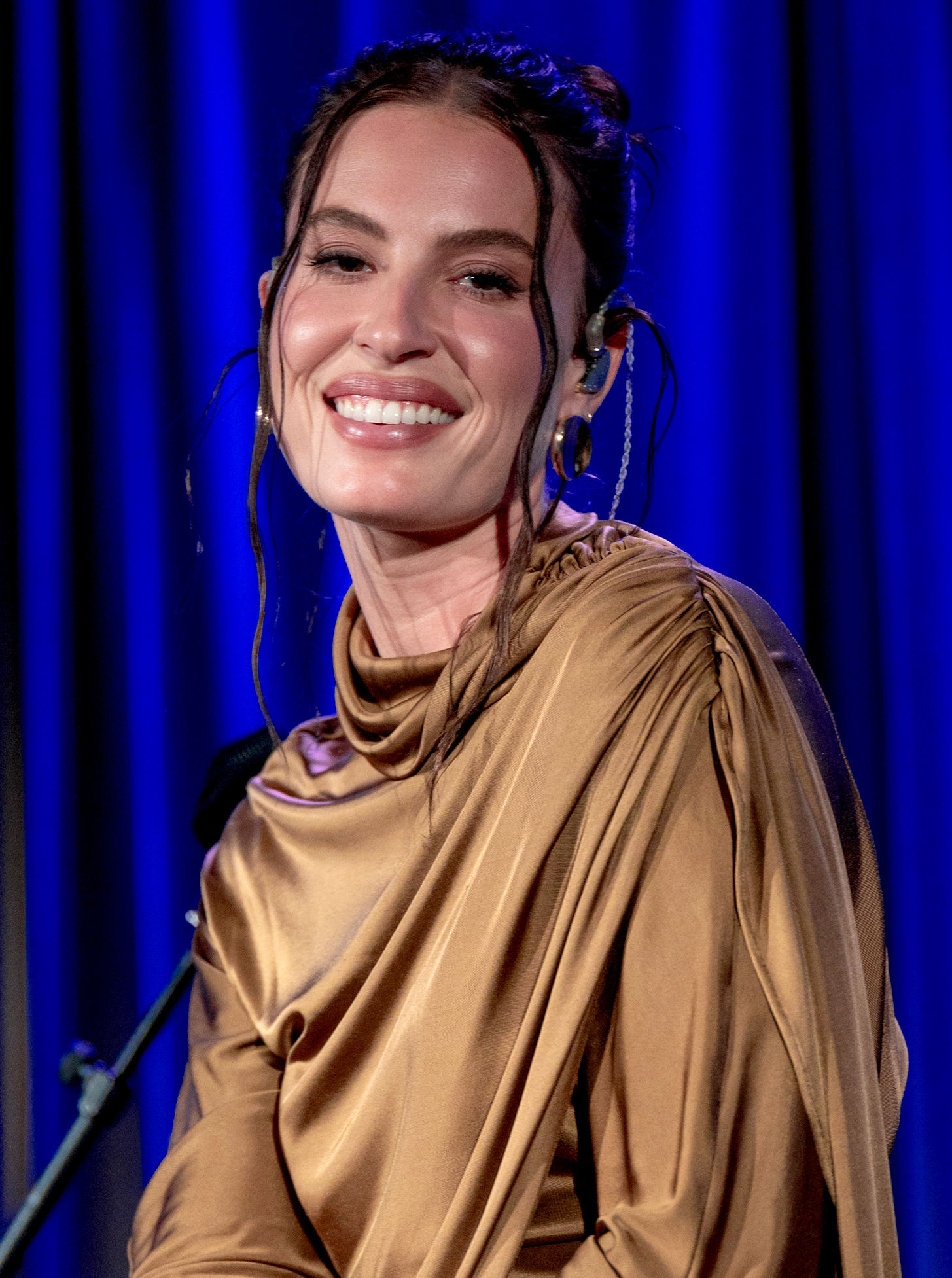
Fletcher (* 1994)

- Fletcher Hance, Henry (1827–1886), britischer Diplomat und Botaniker
- Fletcher, Afy (* 1987), Cricketspielerin der West Indies
- Fletcher, Alan (1931–2006), britischer Grafikdesigner
- Fletcher, Alfred (1875–1959), deutscher Offizier und Politiker (DNVP), MdR
- Fletcher, Alfred (1939–2002), deutscher Offizier, Brigadegeneral der Luftwaffe der Bundeswehr
- Fletcher, Alice (1838–1923), US-amerikanische Ethnologin
- Fletcher, Allen M. (1853–1922), US-amerikanischer Politiker
- Fletcher, Andre (* 1987), grenadischer Cricketspieler der West Indies
- Fletcher, Andrew († 1716), schottischer Patriot, Staatsdenker und Büchersammler
- Fletcher, Andrew (1961–2022), britischer Musiker, Mitglied der Band Depeche ModeAndrew Fletcher (1961–2022)

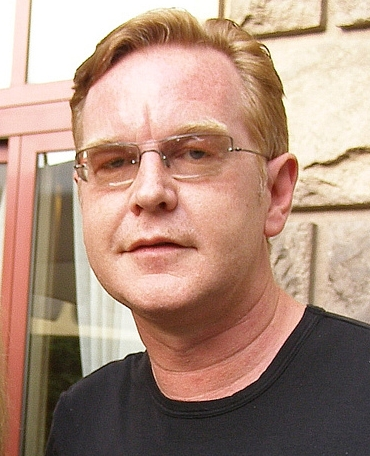
Andrew Fletcher (1961–2022)

- Fletcher, Anne (* 1966), US-amerikanische Schauspielerin, Regisseurin und Choreografin
- Fletcher, Arthur George Murchison (1878–1954), britischer Kolonialgouverneur
- Fletcher, Benjamin (1640–1703), Gouverneur der englischen Kolonie New York
- Fletcher, Bramwell (1904–1988), britischer Schauspieler
- Fletcher, Brendan (* 1981), kanadischer Schauspieler
- Fletcher, Bryan (* 1986), US-amerikanischer Nordischer Kombinierer
- Fletcher, Carl (* 1980), walisischer Fußballspieler und -trainer
- Fletcher, Caroline (1906–1998), US-amerikanische Wasserspringerin
- Fletcher, Charles K. (1902–1985), US-amerikanischer Politiker
- Fletcher, Chris, US-amerikanischer Illustrator und Sportler
- Fletcher, Chuck (* 1967), kanadischer Eishockeyfunktionär
- Fletcher, Cliff (* 1935), kanadischer Eishockeyfunktionär
- Fletcher, Darren (* 1984), schottischer Fußballspieler
- Fletcher, David (* 1989), britischer Cyclocross- und Mountainbikefahrer
- Fletcher, Dexter (* 1966), britischer SchauspielerDexter Fletcher (* 1966)

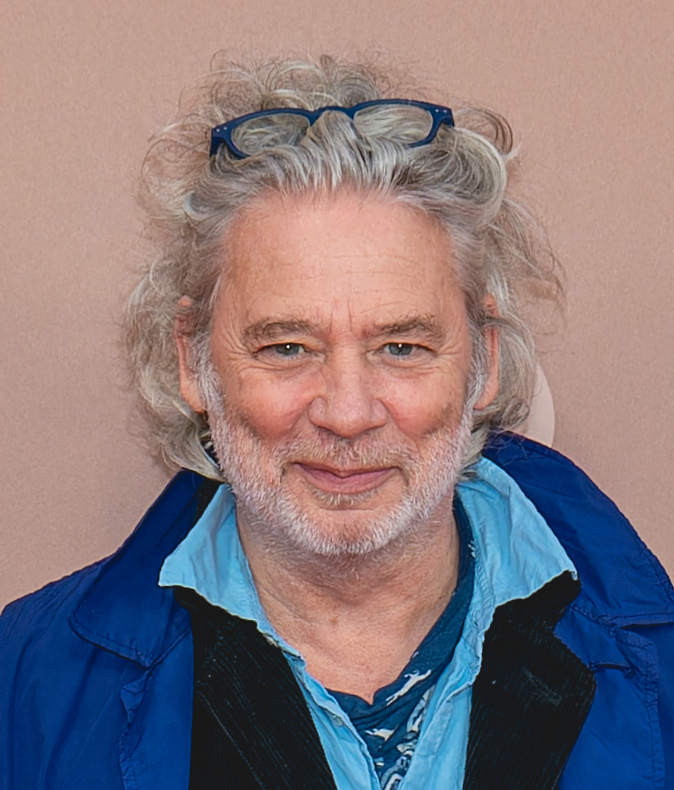
Dexter Fletcher (* 1966)

- Fletcher, Douglas (1917–2000), jamaikanischer Rechtsanwalt, Politiker und Diplomat
- Fletcher, Duncan U. (1859–1936), US-amerikanischer Politiker (Demokratische Partei)
- Fletcher, Dylan (* 1988), britischer Segler
- Fletcher, Edward (* 1970), US-amerikanischer Schauspieler und Maler
- Fletcher, Elliot (* 1996), US-amerikanischer Schauspieler
- Fletcher, Eric, Baron Fletcher (1903–1990), britischer Politiker, Mitglied des House of Commons
- Fletcher, Ernie (* 1952), US-amerikanischer Politiker der Republikanischen Partei
- Fletcher, Frank Friday (1855–1928), Admiral der United States Navy im Ersten Weltkrieg
- Fletcher, Frank Jack (1885–1973), Admiral der United States Navy
- Fletcher, Frank Thomas Herbert (1898–1977), britischer Romanist
- Fletcher, Geoffrey (* 1970), US-amerikanischer Drehbuchautor, Professor und Oscar-Preisträger
- Fletcher, Gilbert (1911–1992), US-amerikanischer Radiologe und Onkologe
- Fletcher, Giles der Ältere (1546–1611), englischer Russlandreisender und Dichter
- Fletcher, Guy (* 1960), britischer Musiker, KeyboarderGuy Fletcher (* 1960)

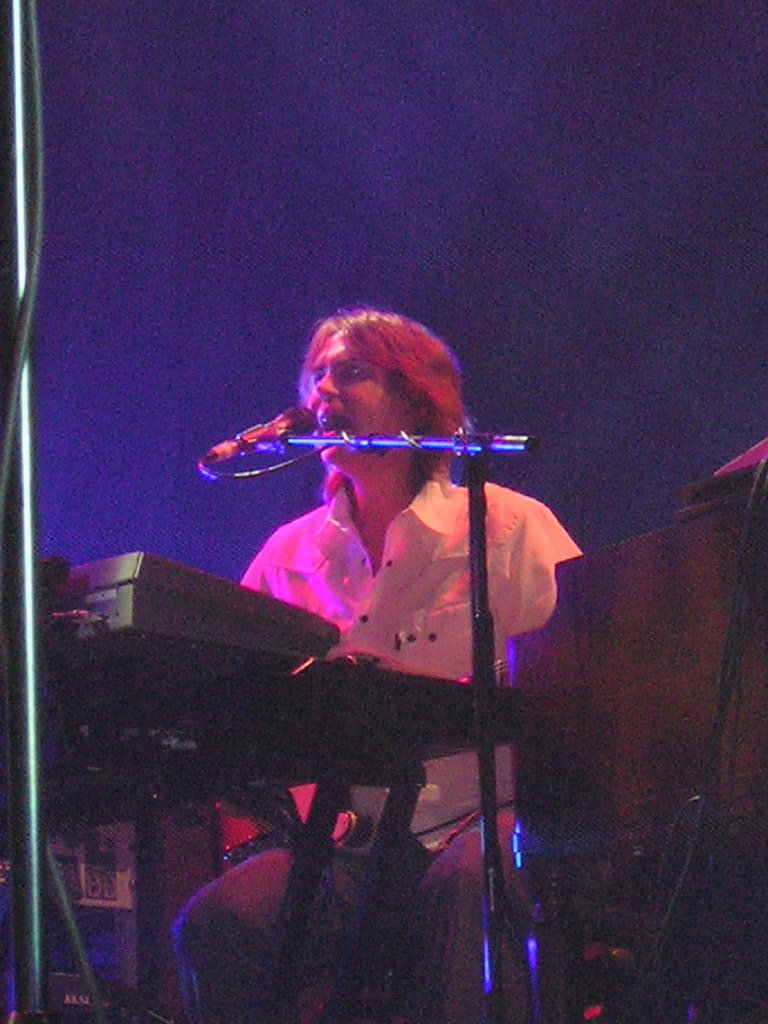
Guy Fletcher (* 1960)

- Fletcher, Harvey (1884–1981), US-amerikanischer Physiker
- Fletcher, Henry A. (1839–1897), US-amerikanischer Politiker, Kriegsteilnehmer und Landwirt
- Fletcher, Henry P. (1873–1959), US-amerikanischer Diplomat und Politiker
- Fletcher, Horace (1849–1919), britischer Ernährungsreformer
- Fletcher, Isaac (1784–1842), US-amerikanischer Politiker
- Fletcher, J. S. (1863–1935), englischer Journalist und Schriftsteller
- Fletcher, James, lucianischer Politiker
- Fletcher, James C. (1919–1991), US-amerikanischer Physiker, Universitätspräsident und Leiter der NASA
- Fletcher, James H. (1835–1917), US-amerikanischer Politiker
- Fletcher, Jarrod (* 1983), australischer Boxer
- Fletcher, Jean Bodman (1915–1965), US-amerikanische Architektin
- Fletcher, Jennie (1890–1968), britische Freistil-Schwimmerin
- Fletcher, Jessica (* 1992), englische Badmintonspielerin
- Fletcher, Joann (* 1966), britische Archäologin
- Fletcher, Joe (* 1976), kanadischer Fußballschiedsrichterassistent
- Fletcher, John (1579–1625), englischer DramatikerJohn Fletcher (1579–1625)

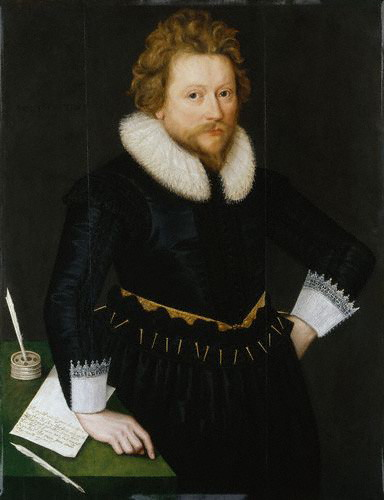
John Fletcher (1579–1625)

- Fletcher, John (1941–1987), britischer Tubist
- Fletcher, John William (1729–1785), englischer methodistischer Theologe
- Fletcher, Jourdaine (* 1997), jamaikanischer Fußballspieler
- Fletcher, Julie (* 1974), englische Fußballspielerin
- Fletcher, Justin (* 1983), US-amerikanischer Eishockeyspieler
- Fletcher, Keith (* 1944), englischer Cricketspieler
- Fletcher, Ken (1940–2006), australischer Tennisspieler
- Fletcher, Kendall (* 1984), US-amerikanische Fußballspielerin
- Fletcher, Lazarus (1854–1921), britischer Geologe und Mineraloge
- Fletcher, Lizzie (* 1975), US-amerikanische Politikerin
- Fletcher, London (* 1975), US-amerikanischer American-Football-Spieler
- Fletcher, Loren (1833–1919), US-amerikanischer Politiker
- Fletcher, Louise (1934–2022), US-amerikanische SchauspielerinLouise Fletcher (1934–2022)

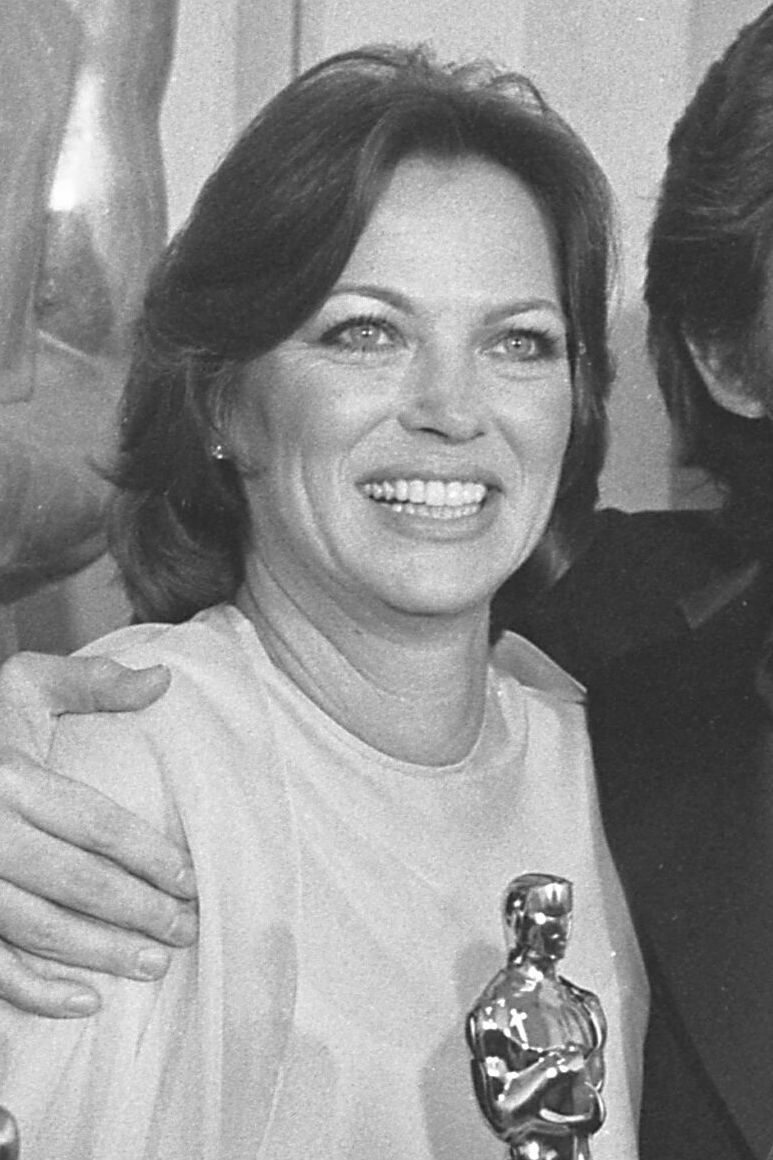
Louise Fletcher (1934–2022)

- Fletcher, Margaret (1862–1943), englisch-britische Autorin, Künstlerin und Frauenbildungsaktivistin
- Fletcher, Mylie (1868–1959), kanadischer Sportschütze
- Fletcher, Pam (* 1963), US-amerikanische Skirennläuferin
- Fletcher, Peter (1916–1999), britischer Offizier der Luftstreitkräfte des Vereinigten Königreichs
- Fletcher, Phineas (1582–1650), englischer Dichter und Geistlicher
- Fletcher, Reginald, 1. Baron Winster (1885–1961), britischer Politiker (Liberal Party, Labour Party)
- Fletcher, Richard (1788–1869), US-amerikanischer Jurist und Politiker
- Fletcher, Robert (1922–2021), US-amerikanischer Kostümbildner
- Fletcher, Roger (1939–2016), britischer Mathematiker
- Fletcher, Rosey (* 1975), US-amerikanische Snowboarderin
- Fletcher, Ryan (* 1983), britischer Schauspieler
- Fletcher, Ryland (1799–1885), US-amerikanischer Politiker
- Fletcher, Sara (* 1983), US-amerikanische Schauspielerin, Synchronsprecherin, Filmproduzentin, Drehbuchautorin und Model
- Fletcher, Sherry (* 1986), grenadische Sprinterin
- Fletcher, Steve (* 1972), englischer Fußballspieler
- Fletcher, Steven (* 1987), schottischer FußballspielerSteven Fletcher (* 1987)

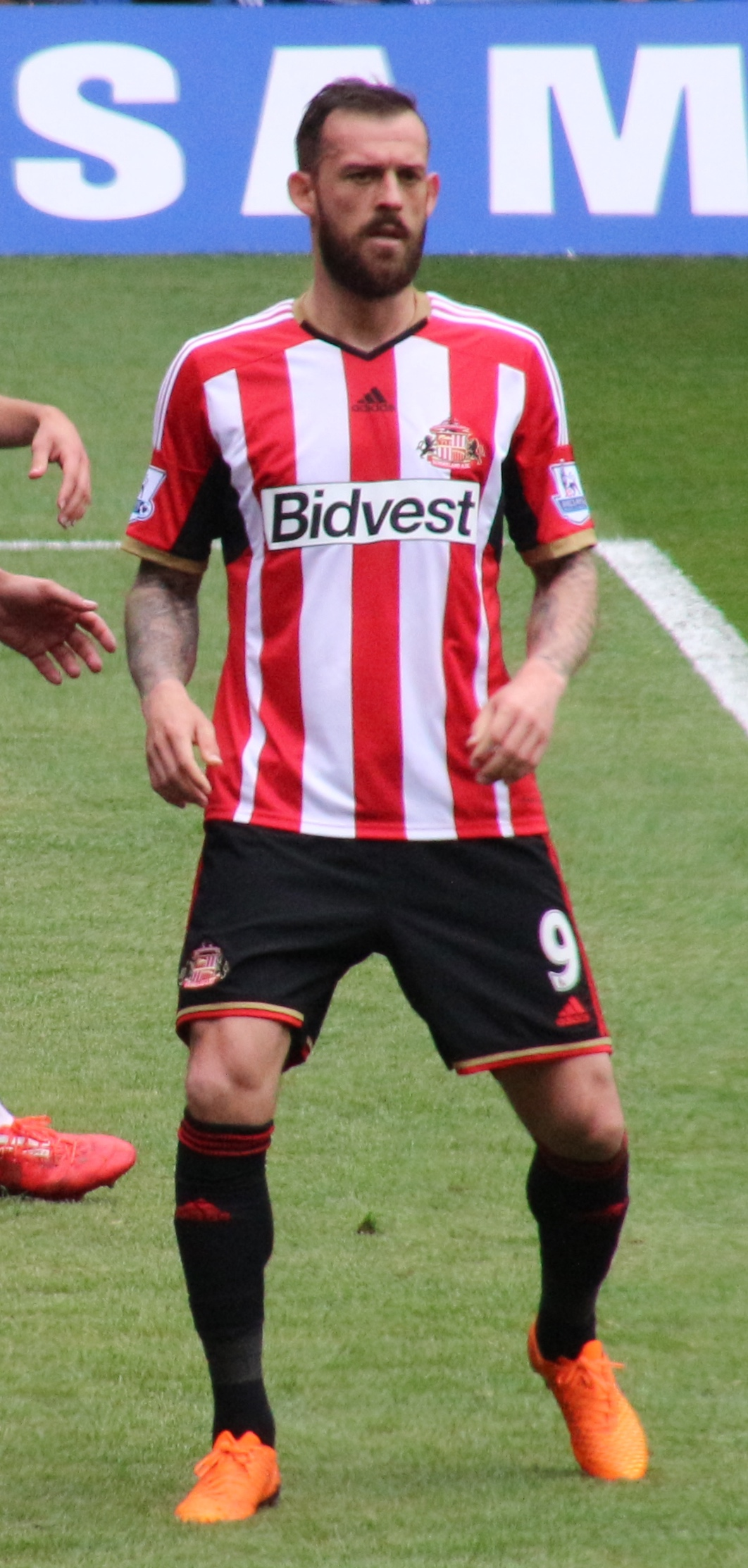
Steven Fletcher (* 1987)

- Fletcher, Susan (* 1979), britische Schriftstellerin
- Fletcher, Taylor (* 1990), US-amerikanischer Skispringer und Nordischer Kombinierer
- Fletcher, Tex (1910–1987), US-amerikanischer Schauspieler und Countrysänger
- Fletcher, Thomas (* 1779), US-amerikanischer Politiker
- Fletcher, Thomas B. (1879–1945), US-amerikanischer Politiker
- Fletcher, Thomas Clement (1827–1899), US-amerikanischer Politiker
- Fletcher, Wilby (1954–2009), US-amerikanischer Jazz-Schlagzeuger
- Fletcher, Will, britischer Schauspieler
- Fletcher, Yasmeen (* 2003), US-amerikanische Schauspielerin und Sängerin
- Fletcher-Vane, Richard, 2. Baron Inglewood (* 1951), britischer konservativer Politiker, Mitglied des House of Lords, MdEP
- Fleten, Emilie (* 1992), norwegische Skilangläuferin
- Fletes Santana, José Luis (* 1947), mexikanischer Geistlicher, emeritierter Weihbischof in Mexiko
- Fletschberger, Theresia (* 1951), österreichische Politikerin (ÖVP), Abgeordnete zum Salzburger Landtag
- Fletscher, David von (1646–1716), deutscher Kaufmann, Geheimer und Kommerzienrat sowie Rittergutsbesitzer
- Flett, Bill (1943–1999), kanadischer Eishockeyspieler
- Flett, Dave (* 1951), schottischer Gitarrist
- Flett, Jack (1871–1932), kanadischer Lacrossespieler
- Flett, John G. (* 1972), neuseeländischer evangelischer Theologe
- Flett, John Smith (1869–1947), britischer Geologe
- Fletting, Anne (* 1960), dänische Schauspielerin
- Fletting, Johannes Sprogøe (* 1994), dänischer Kameramann
- Fletting, Mathias Sprogøe (* 1988), dänischer Schauspieler und Synchronsprecher
- Flettner, Anton (1885–1961), deutscher Ingenieur und WissenschaftlerAnton Flettner (1885–1961)

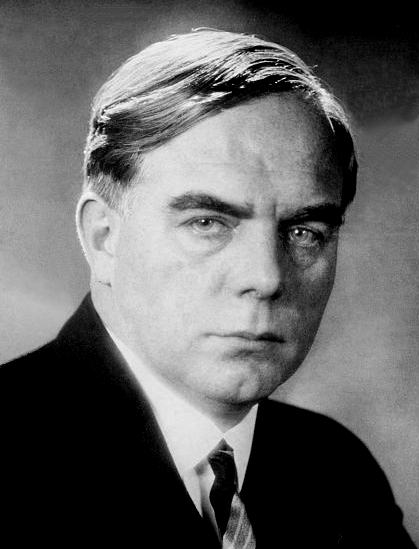
Anton Flettner (1885–1961)

- Fletxa el Jove, Mateu (1530–1604), katalanischer Komponist
- Fletxa el Vell, Mateu (1481–1553), spanischer Komponist
- Fletzberger, Matthias (* 1965), österreichischer Pianist, Dirigent

### Fleu
- Fleur, Georgina (* 1990), deutsche Reality-TV-Darstellerin und SängerinGeorgina Fleur (* 1990)

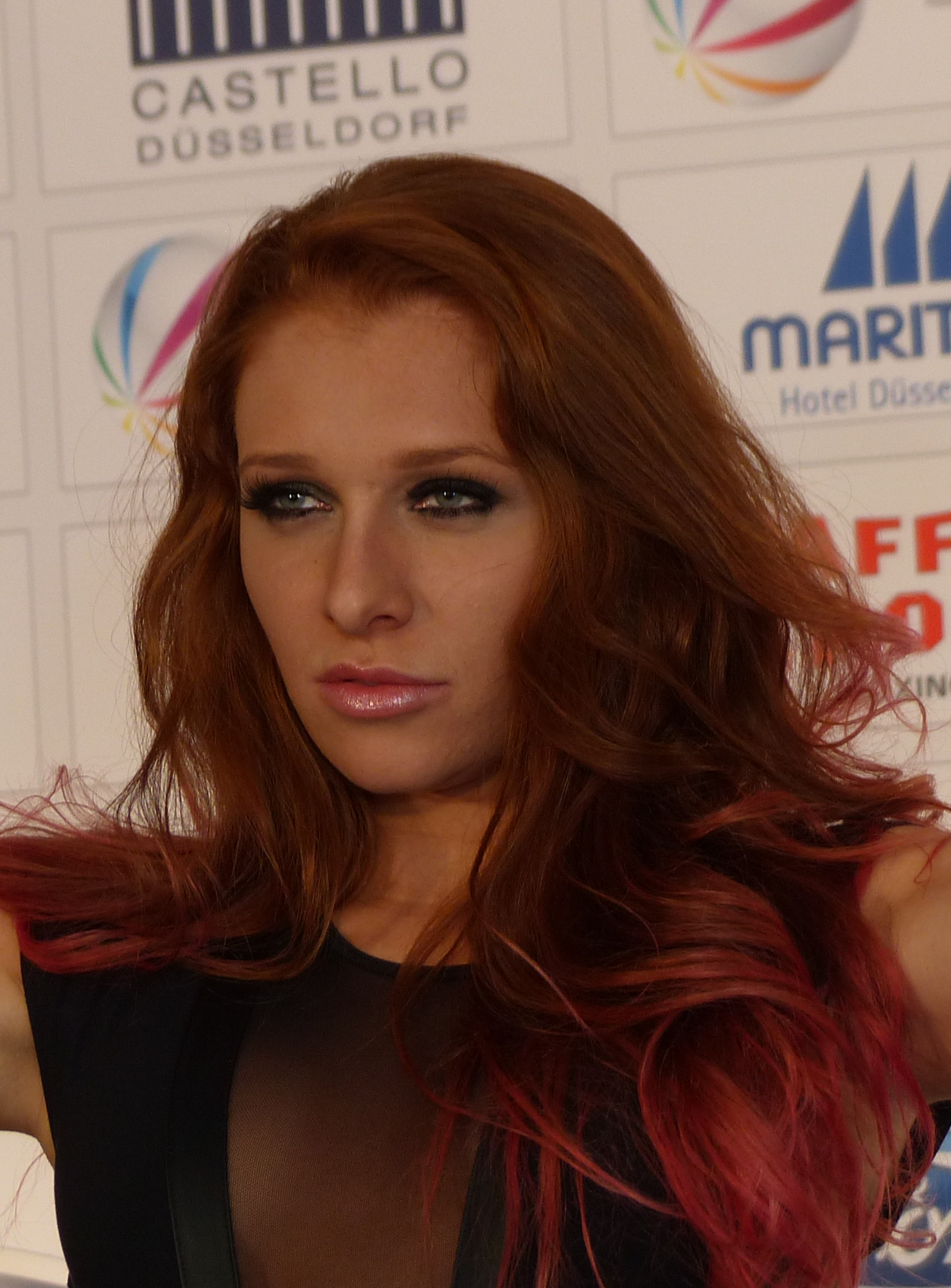
Georgina Fleur (* 1990)

- Fleur, Olaf de (* 1975), isländischer Filmproduzent und Filmregisseur
- Fleurac, Louis Bonniot de (1876–1965), französischer Mittel- und Langstreckenläufer
- Fleuren, Erika (1940–2015), deutsche Politikerin (SPD), MdL
- Fleurial, Batyste (* 1999), französischer Schauspieler
- Fleurian, Jean-Philippe (* 1965), französischer Tennisspieler
- Fleuriau de Bellevue, Louis Benjamin (1761–1852), französischer Politiker und Naturforscher
- Fleuriau de Morville, Charles-Jean-Baptiste (1686–1732), französischer Staatsmann und Mitglied der Académie française
- Fleuriau, Aimé Joseph de (1870–1938), französischer Diplomat
- Fleurine (* 1969), niederländische Jazz-Sängerin
- Fleuriot de La Freulière, Jacques-Nicolas de (1738–1824), französischer Militär
- Fleuriot, Léon (1923–1987), französischer Keltologe und Historiker
- Fleuriot, Maxime, Fußballspieler (Turks- und Caicosinseln)
- Fleuriot-Lescot, Jean-Baptiste (1761–1794), französischer Revolutionär
- Fleurix, Georges (* 1892), belgischer Wasserballspieler
- Fleuron, Liese (* 1875), österreichische Theaterschauspielerin und Sängerin
- Fleuron, Svend (1874–1966), dänischer Schriftsteller
- Fleurot, Audrey (* 1977), französische SchauspielerinAudrey Fleurot (* 1977)

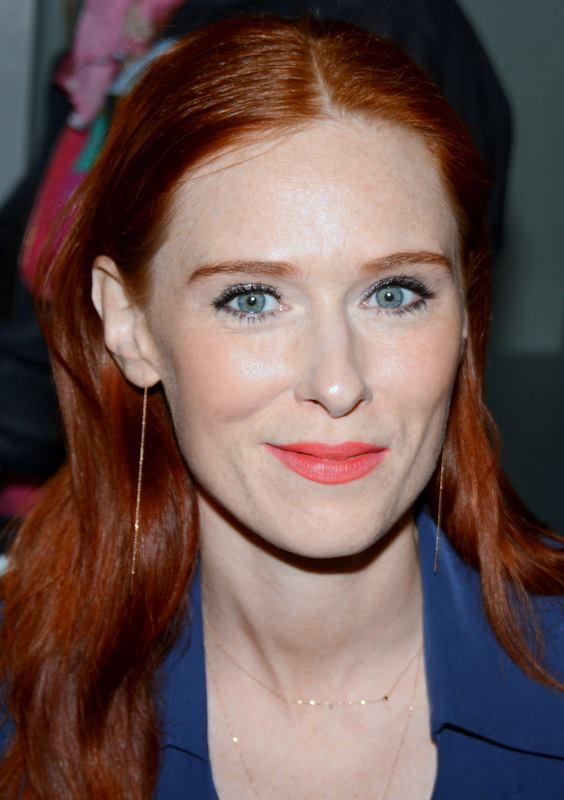
Audrey Fleurot (* 1977)

- Fleurot, Paul (1874–1946), französischer Politiker
- Fleurquín, Andrés (* 1975), uruguayischer Fußballspieler
- Fleury de Chaboulon, Pierre Alexandre Edouard (1779–1835), Kabinettssekretär
- Fleury de Coulan, Henri de († 1666), niederländischer Offizier
- Fleury, Abel (1903–1958), argentinischer Gitarrist und Komponist
- Fleury, André (1903–1995), französischer Komponist, Pianist, Organist und Musikpädagoge
- Fleury, André-Hercule de (1653–1743), französischer Kardinal und Staatsmann
- Fleury, Aurore (* 1993), französische Mittelstreckenläuferin
- Fleury, Cale (* 1998), kanadischer Eishockeyspieler
- Fleury, Charles († 1652), französischer Lautenist und Komponist
- Fleury, Claude (1640–1723), französischer Pädagoge und Kirchenhistoriker
- Fleury, Damien (* 1986), französischer Eishockeyspieler
- Fleury, Émile Félix (1815–1884), französischer General und Diplomat
- Fleury, Georges (1878–1968), französischer Radrennfahrer
- Fleury, Haydn (* 1996), kanadischer Eishockeyspieler
- Fleury, Jacques (1730–1775), französischer Schriftsteller, Librettist und Komponist
- Fleury, Louis (1878–1926), französischer Flötist und Musikpublizist
- Fleury, Marc-André (* 1984), kanadischer EishockeyspielerMarc-André Fleury (* 1984)

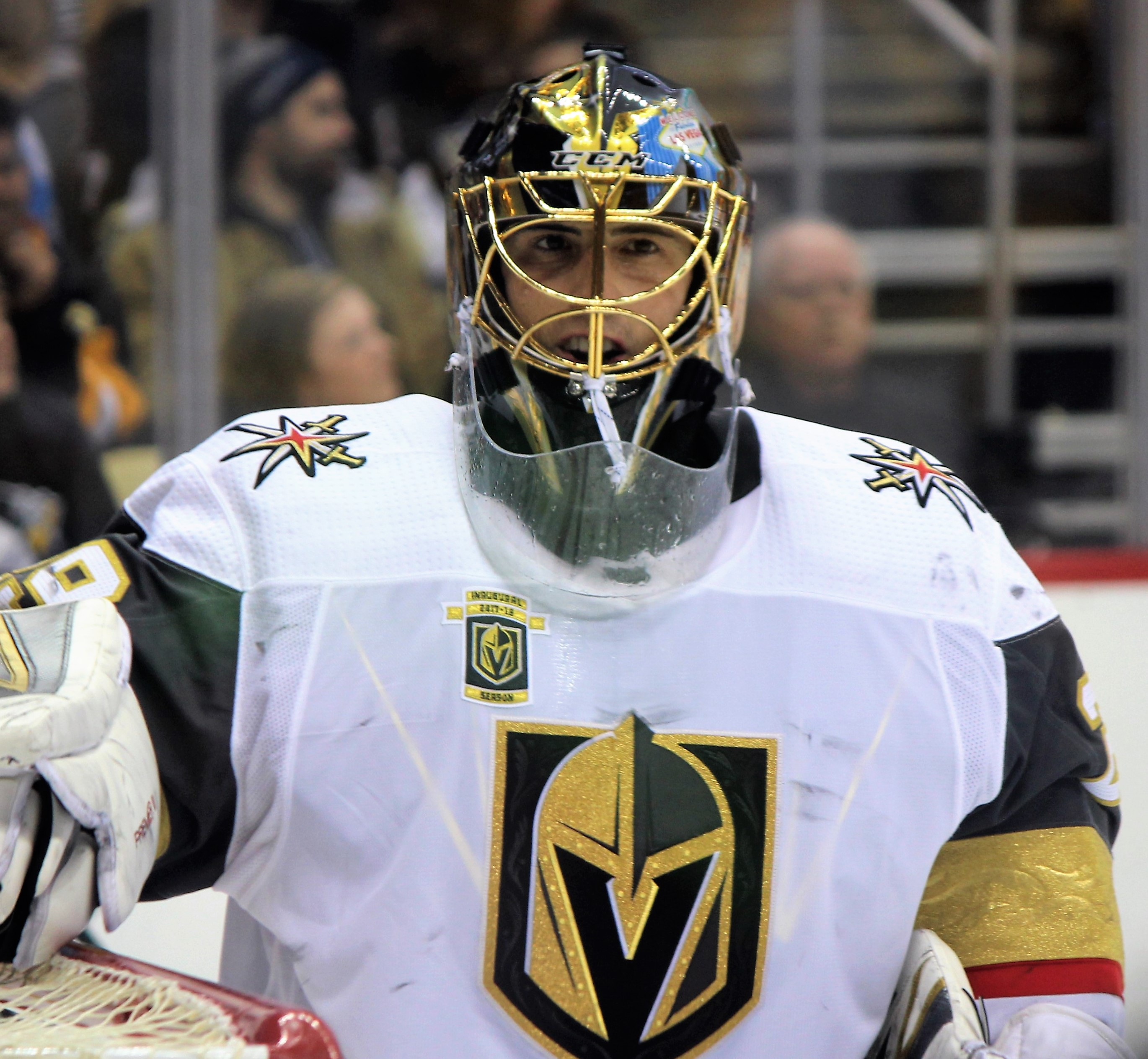
Marc-André Fleury (* 1984)

- Fleury, Morgane (* 1983), französische Snowboarderin
- Fleury, Sylvie (* 1961), Schweizer Installationskünstler
- Fleury, Theoren (* 1968), kanadischer Eishockeyspieler
- Fleury-Roy, Hélène (1876–1957), französische Komponistin
- Fleury-Vachon, Catherine (* 1966), französische Judoka
- Fleuß, Martin (* 1968), deutscher Jurist, Richter am Bundesverwaltungsgericht
- Fleute, Finn (* 2000), deutscher Basketballspieler
- Fleutiaux, Edmond (1858–1951), französischer Koleopterologe
- Fleutiaux, Pierrette (1941–2019), französische Schriftstellerin

### Flev
- Flevarakis, Kostas (* 1969), griechischer Basketballtrainer

### Flew
- Flew, Antony (1923–2010), britischer Philosoph, Vertreter des Libertarismus und Atheismus
- Flewelling, Lynn (* 1958), amerikanische Autorin von Fantasy-Romanen und Kurzgeschichten
- Flewin, Reg (1920–2008), englischer Fußballspieler und -trainer

### Flex
- Flex (* 1980), panamaischer Reggaeton-Sänger
- Flex, Ronnie (* 1992), niederländischer Sänger und Musikproduzent
- Flex, Rudolf (1855–1918), deutscher Dichter
- Flex, Walter (1887–1917), deutscher DichterWalter Flex (1887–1917)

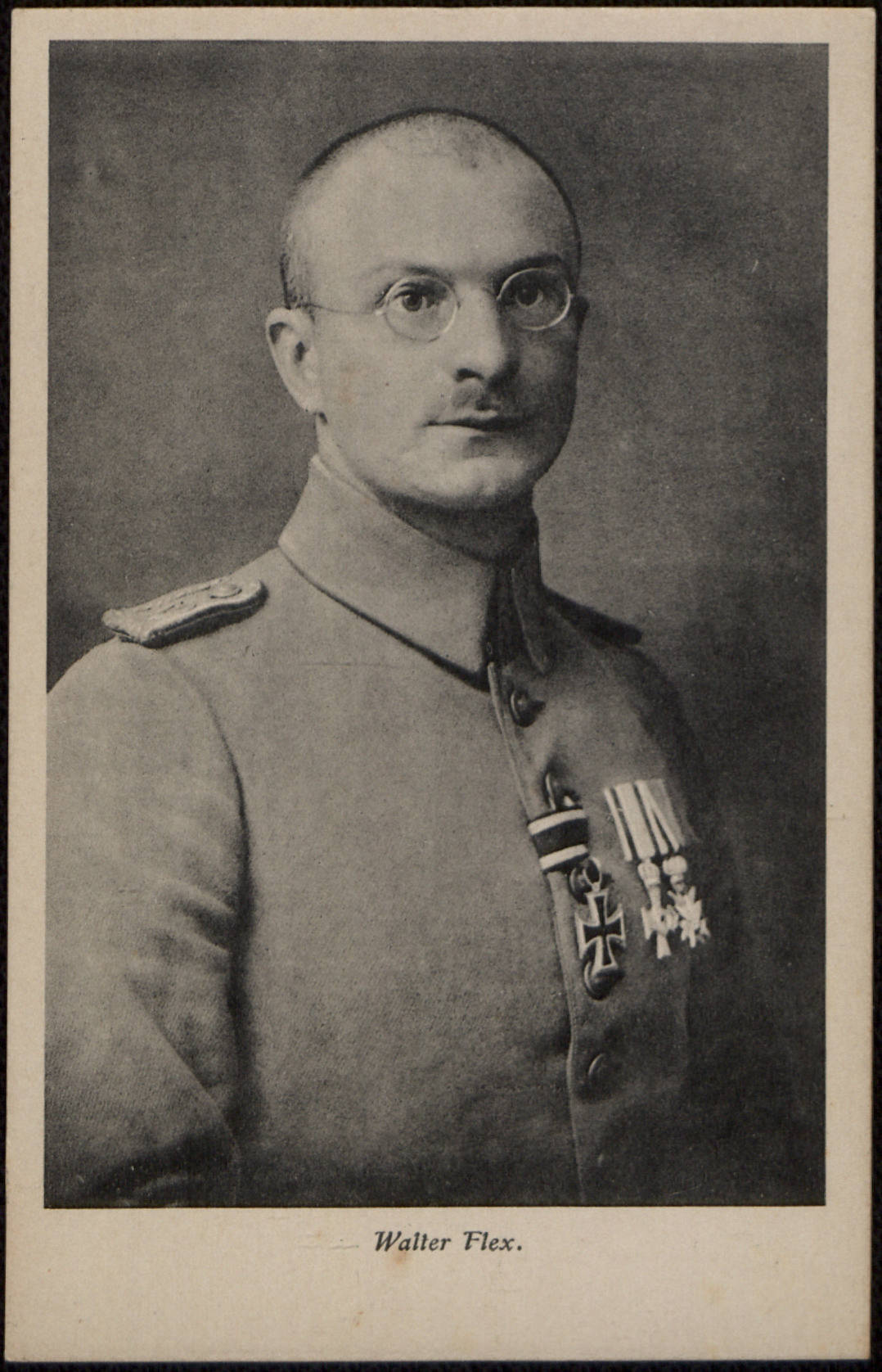
Walter Flex (1887–1917)

- Flexen, Nolan (* 2002), US-amerikanischer Volleyballspieler
- Flexican, The (* 1983), mexikanisch-niederländischer DJ und Musiker
- Flexig, Michael (* 1957), deutscher Sänger, Moderator und Sprecher
- Flexner, Abraham (1866–1959), US-amerikanischer Wissenschaftsorganisator und Pädagoge
- Flexner, Simon (1863–1946), US-amerikanischer Mediziner
- Flexor, Samson (1907–1971), französischer und brasilianischer Maler

### Fley
- Fley, Eugen (1900–1990), deutscher Politiker (CDU), MdL
- Fleyenschmidt, Anneliese (1919–2007), deutsche Fernsehmoderatorin und Reporterin